# Parcs i jardins de Barcelona

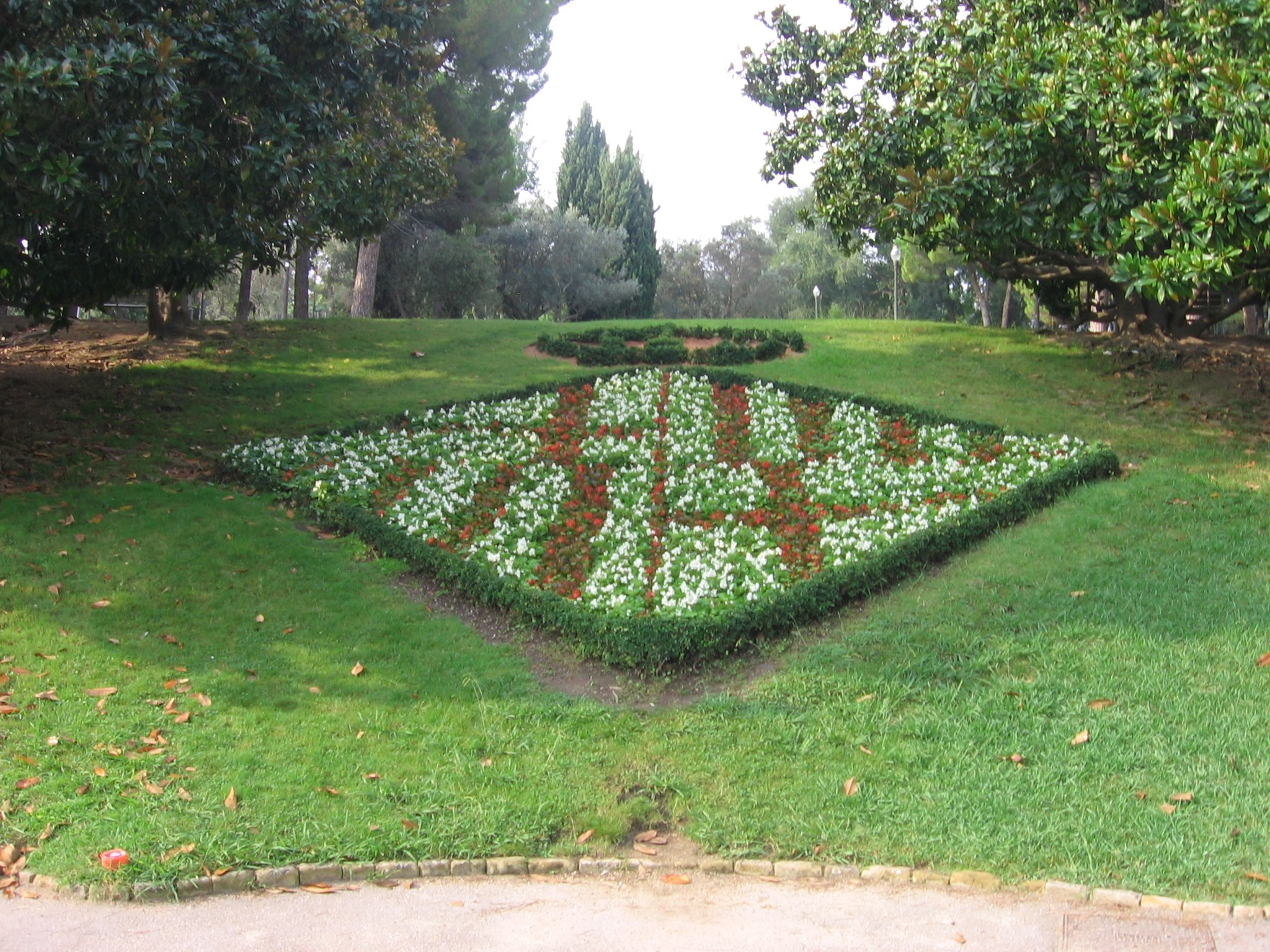
Arranjament floral amb l'escut de Barcelona, Jardins de Mossèn Cinto Verdaguer.

El conjunt de parcs i jardins de Barcelona té una extensió de 2.784 hectàrees. gestionat per l'Institut Municipal de Parcs i Jardins de Barcelona, un organisme depenent de l'Ajuntament de Barcelona. Des del segle xix —i especialment al xx— Barcelona ha apostat per a adequar zones verdes a la ciutat, i actualment és una de les ciutats europees amb més arbrat viari (150.000 unitats). L'any 2001 l'Institut de Parcs i Jardins va rebre la certificació ISO 14001 en la conservació i la gestió dels espais verds i de l'arbrat viari públic.

## Introducció
La jardineria a Barcelona ha tingut una evolució dispar en el temps: la primera realització de certa rellevància, el Parc del Laberint d'Horta, és ja del segle xviii; al xix s'obrí el primer gran parc públic de Barcelona, el de la Ciutadella; però la major part de zones verdes de la ciutat comtal són del segle xx, època en què s'ha donat un gran impuls a la jardineria pública a la capital catalana. En aquest darrer segle la jardineria s'ha desenvolupat principalment en quatre fases: les primeres planificacions efectuades per Léon Jaussely al seu pla d'enllaços i per Nicolau Maria Rubió i Tudurí, autor d'un ambiciós pla de zones verdes concèntriques a tot el llarg de la ciutat, des de Montjuïc fins al Besòs; l'època de la postguerra suposà un retrocés en la creació d'espais verds, degut principalment a l'especulació immobiliària que comportà l'augment de la població degut a la immigració, així com a la prioritat atorgada al trànsit rodat per l'increment del parc automobilístic; amb l'arribada de la democràcia hi va haver un nou impuls a la creació d'espais enjardinats, amb predomini del disseny arquitectònic i un sentit polivalent de l'espai, que a l'element vegetal afegia zones de serveis i equipaments lúdics i recreatius per a la població; en darrer lloc, cap a finals de segle sorgí una tendència més naturalista, més acord a les noves idees d'ecologisme i sostenibilitat mediambiental, amb preocupació no tan sols pels parcs i grans extensions verdes sinó també per la col·locació d'arbrats als carrers i passejos de la ciutat.
En funció de les seves característiques, els parcs i jardins de Barcelona es divideixen en diverses tipologies: «històrics», els creats abans del 1950, com el Parc del Laberint d'Horta, el de la Ciutadella, el Parc Güell, els jardins de la Universitat de Barcelona, els de Laribal i els del Palau Reial de Pedralbes; «temàtics», que estan dedicats a un determinat tipus d'espècies vegetals, com el Parc de Cervantes, dedicat a les roses, els Jardins de Mossèn Costa i Llobera, especialitzats en cactàcies i suculentes, i els Jardins de Mossèn Cinto Verdaguer, dedicats a les plantes aquàtiques, bulboses i rizomatoses; «urbans», són els de tipus més corrent, parcs i jardins ubicats a plena ciutat i oberts a tots els públics, amb serveis i espais polivalents per al gaudi de tota la ciutadania; i «forestals», espais verds d'ampla extensió ubicats generalment en les zones limítrofes de la ciutat, com la serra de Collserola i la muntanya de Montjuïc.

## Característiques
Barcelona, capital de la comunitat autònoma de Catalunya, es troba a l'est de la península Ibèrica, a la costa mediterrània. Està ubicada en un pla d'uns 11 km de llarg i 6 d'ample, limitat als seus costats pel mar i per la serra de Collserola —que té el cim del Tibidabo (516,2 m) com a punt més alt—, així com pels deltes dels rius Besòs i Llobregat. El clima de la ciutat és mediterrani, de tipus marítim subhumit xeofític, amb una temperatura mitjana anual de 16,4 °C i una humitat relativa del 70%. Les pluges es donen principalment entre octubre i abril, són escasses a l'hivern i mínimes a l'estiu, amb unes precipitacions de 578,74 l/m² (1997-2002).
La vegetació és de tipus mediterrani, amb predomini d'espècies perennes. El bosc típic és l'alzinar (Quercus ilex), i també es donen algunes espècies subtropicals, que necessiten un rec constant per viure a l'aire lliure, com el taronger (Citrus × sinensis), el llimoner (Citrus × limon), la mimosa (Acacia dealbata), l'araucària (Araucaria heterophylla), l'eucaliptus (Eucalyptus globulus) i la palmera (Phoenix dactylifera). S'han aclimatat algunes espècies originàries del Japó, que té un clima semblant al mediterrani però amb més pluges a l'estiu, com el pitòspor (Pittosporum tobira) i l'evònim (Euonymus japonicus). De coníferes, la que més s'adapta és el cedre de l'Atles (Cedrus atlantica), així com el xiprer (Cupressus sempervirens) i la tuia (Thuja standishii). També s'han adaptat espècies d'altres regions del món amb clima mediterrani, com Califòrnia, Sud-àfrica, Austràlia i Xile.
Amb relació a cada zona concreta de la ciutat, la vegetació pot variar segons les condicions climàtiques, els recursos hídrics, l'altura, l'exposició al sol, els nivells d'erosió, les precipitacions i l'acció del vent. En condicions favorables predominen espècies com el pi (Pinus pinea), l'alzina (Quercus ilex) i l'ullastre (Olea europaea sylvestris); en ser menys favorables sorgen fitosistemes anomenats màquia, amb arbres com el garrofer (Ceratonia siliqua) i la palmera (Phoenix dactylifera), o arbusts com l'arboç (Arbutus unedo), el llorer (Laurus nobilis), la murtra (Myrtus communis), el romaní (Rosmarinus officinalis) o el llentiscle (Pistacia lentiscus); i en condicions desfavorables apareix una vegetació del tipus garriga, amb espècies xeròfiles com la ginesta (Spartium junceum), l'espígol (Lavandula angustifolia), la farigola (Thymus vulgaris) i la sàlvia (Salvia officinalis).

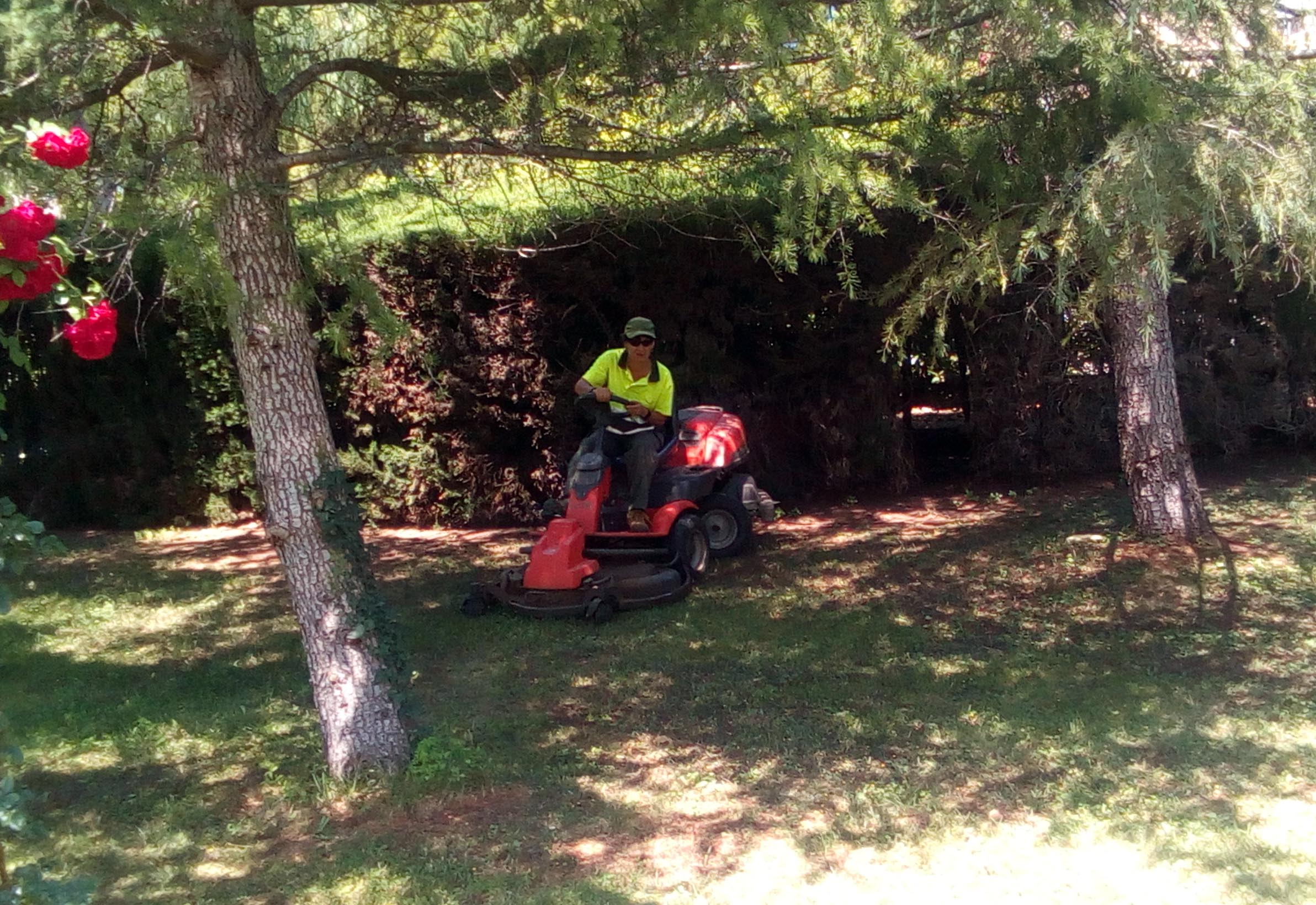
Segadora de gespa al parc de Cervantes.

L'arbrat de la ciutat està compost per un total de 140 espècies, de les que les més comunes són: plàtan (Platanus x hispanica), lledoner (Celtis australis), om (Ulmus pumila), acàcia del Japó (Sophora japonica), acàcia (Robinia pseudoacacia), tipuana (Tipuana tipu), arbre de foc (Brachychiton populneum), pollancre ver (Populus nigra italica), troana (Ligustrum lucidum), mèlia (Melia azedarach), auró americà (Acer negundo) i taronger agre (Citrus aurantium).
El 1983 l'Ajuntament de Barcelona comença a redigir un Catàleg d'Arbres d'Interès Local, que classifica un conjunt d'arbres, palmeres i arbusts que tenen una especial rellevància pel seu valor botànic, el seu interès històric o qualsevol altre component significatiu per a la conservació de les àrees verdes de la ciutat. Aquests arbres són protegits. No poden ser desarrelats o afectats per qualsevol operació urbanística. Les espècies són catalogades a partir d'una sèrie de paràmetres com ara  l'edat, les mesures, la història o les qualitats estètiques.
Les actuacions de l'Institut Municipal de Parcs i Jardins se centren des de fa anys en criteris de sostenibilitat, especialment pel que fa a la plantació d'espècies autòctones mediterrànies, més adaptables al terreny i de menor consum hidràulic; el rec efectuat amb aigües freàtiques o amb rec automatitzat (208 hectàrees el 2001), on s'està introduint l'ús de rec controlat per higròmetres; i l'ús de compostatge de residus orgànics per a la fertilització.

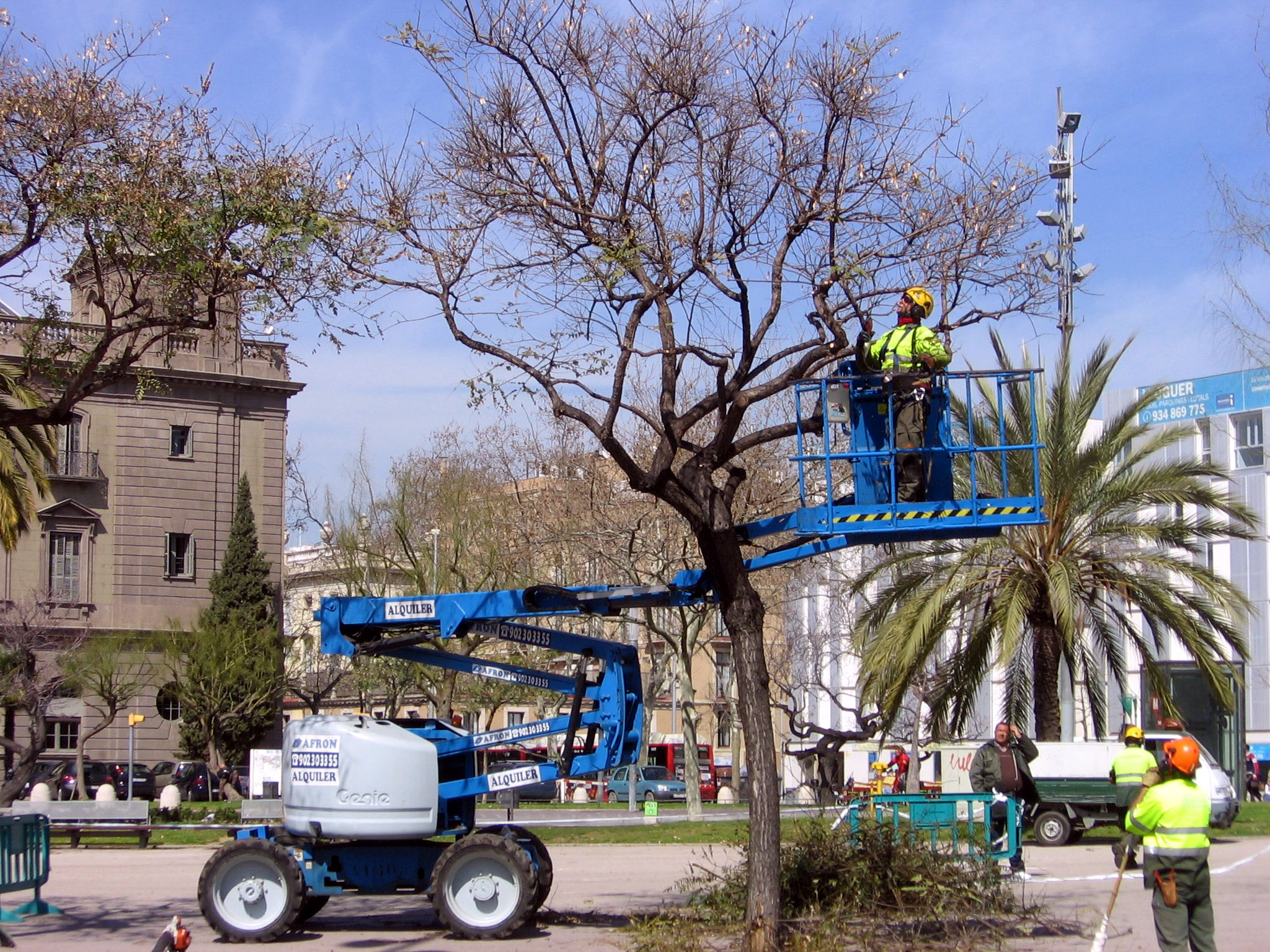
Treballs d'esporgada.

La cura de les espècies vegetals s'efectua segons la tipologia: en arbres i palmeres les actuacions se centren en l'esporgada, ja sigui de formació, neteja o aixecament del ramatge, o neteja de fulles seques al cas de les palmeres, a més de tractaments fitosanitaris en tots aquests exemplars; la gespa és la que requereix un tractament més continuat, principalment pel que fa a la sega, així com el retallament de les vores per a mantenir-ne l'estructura, i més esporàdicament l'airejat, l'encebament i l'adobament de parterres; respecte a entapissants i vivaces, els primers s'esporguen i pincen a l'hivern, a començaments de primavera i al final de l'estiu, mentre que les segones requereixen esporgades, pinçats i retallades, així com una reposició per divisió de mata cada dos o tres anys; les bardisses necessiten esporgada de formació, i un manteniment amb actuacions de retallada a començaments d'hivern i de tardor; els arbusts s'esporguen dos cops a l'any, a començaments d'estiu i d'hivern; les flors requereixen una cura constant, generalment es prepara primer el sòl de plantació —durant els mesos d'abril, agost i novembre—, cada mes s'escarda la terra per airejar-la i, tres cops a l'any, s'eliminen les flors seques; a part d'això, durant tot l'any es realitzen treballs de manteniment general, com l'eliminació de males herbes, l'arreglament dels camins de sauló o la reparació o substitució del mobiliari urbà, a més de tasques de neteja general i buidat de les papereres.
Altre àmbit de vital importància són els tractaments fitosanitaris, planificats segons criteris de biodiversitat i gestió integrada de plagues. Es divideixen en sis modalitats: culturals, a través de la selecció d'espècies; mecàniques, mitjançant esporgades controlades; de control biològic, amb la utilització de certs organismes que actuen contra els paràsits, mitjançant la introducció artificial de fauna útil o microorganismes antagonistes; trampes de feromones, que actuen contra un sector de les espècies atacants; bandes cromàtiques, que atrauen els insectes igual que les flors; i mètodes químics, que poden ser mitjançant endoteràpia vegetal, consistent en la injecció a pressió del producte fitosanitari a la planta, o per atomitzacions i aplicacions fitosanitàries en forma de rec.
L'Institut de Parcs i Jardins també gestiona una xarxa d'horts urbans en col·laboració amb col·lectius de persones jubilades, que s'encarreguen del seu manteniment i recol·lecció. Són parcel·les d'entre 25 i 40 m², en les que es conreen hortalisses i verdures, així com plantes aromàtiques i medicinals, i algunes flors de temporada. Actualment hi ha 13 horts urbans repartits per la ciutat.
Desglossament per districtes de zones verdes i serveis públics (dades del 2001):
| Districte           | Superfície verda (ha) | Arbrat (u) | Jardineres (u) | Àrees infantils | Pistes de petanca | Àrees per a gossos |
| ------------------- | --------------------- | ---------- | -------------- | --------------- | ----------------- | ------------------ |
| Ciutat Vella        | 62,43                 | 6914       | 747            | 24              | 45                | 8                  |
| Eixample            | 48,74                 | 23589      | 571            | 50              | 37                | 20                 |
| Sants-Montjuïc      | 286,48                | 14588      | 618            | 51              | 39                | 12                 |
| Les Corts           | 69,58                 | 12100      | 136            | 35              | 16                | 11                 |
| Sarrià-Sant Gervasi | 83,55                 | 12253      | 287            | 40              | 31                | 19                 |
| Gràcia              | 36,55                 | 6438       | 291            | 25              | 25                | 10                 |
| Horta-Guinardó      | 122,22                | 13424      | 154            | 79              | 44                | 21                 |
| Nou Barris          | 92,72                 | 15412      | 252            | 81              | 28                | 10                 |
| Sant Andreu         | 54,31                 | 15704      | 470            | 76              | 86                | 24                 |
| Sant Martí          | 132,09                | 30490      | 290            | 135             | 90                | 15                 |
| Total               | 988,67                | 150912     | 3816           | 596             | 441               | 150                |

Elements de jardineria
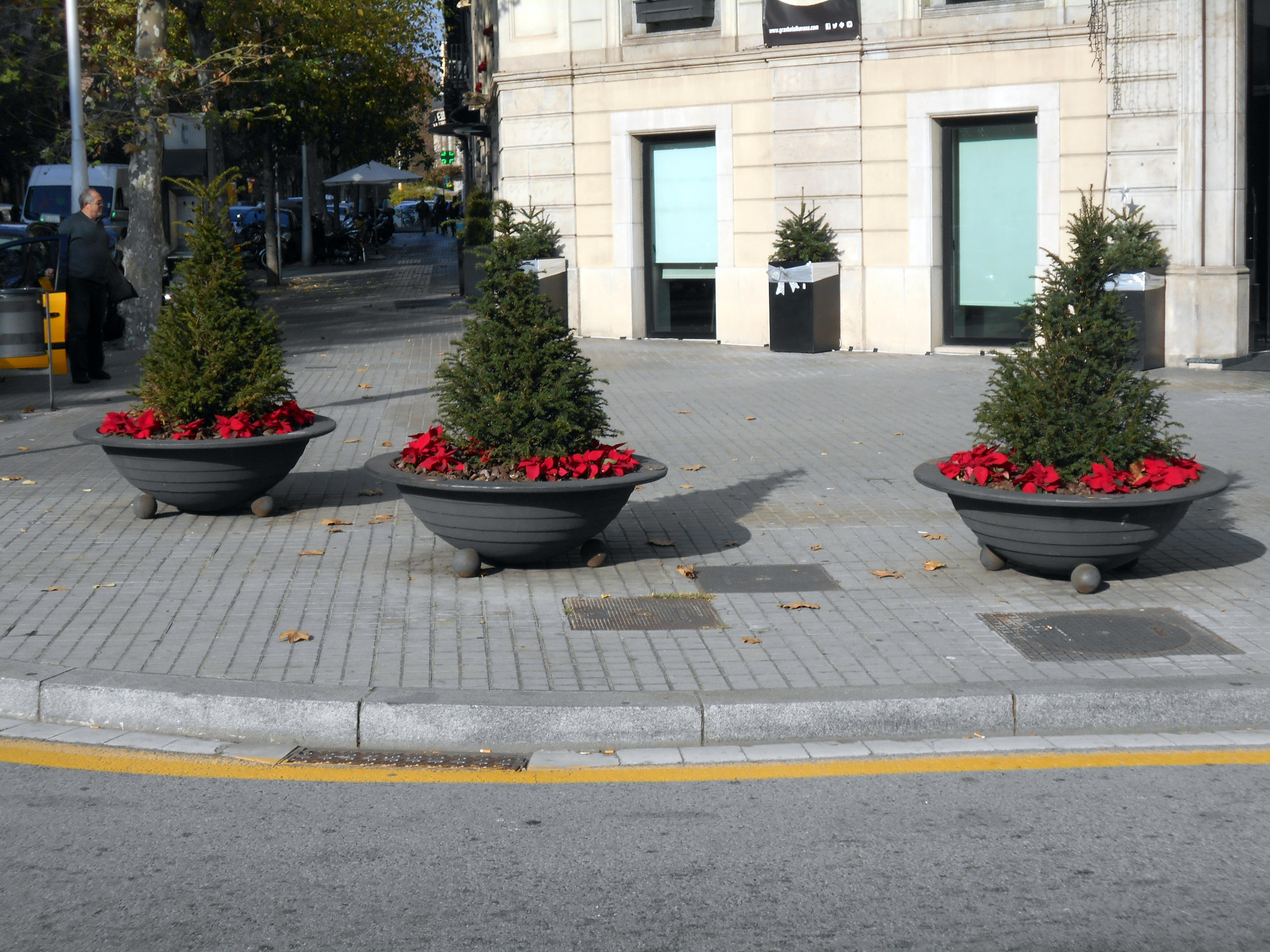
Jardineres.
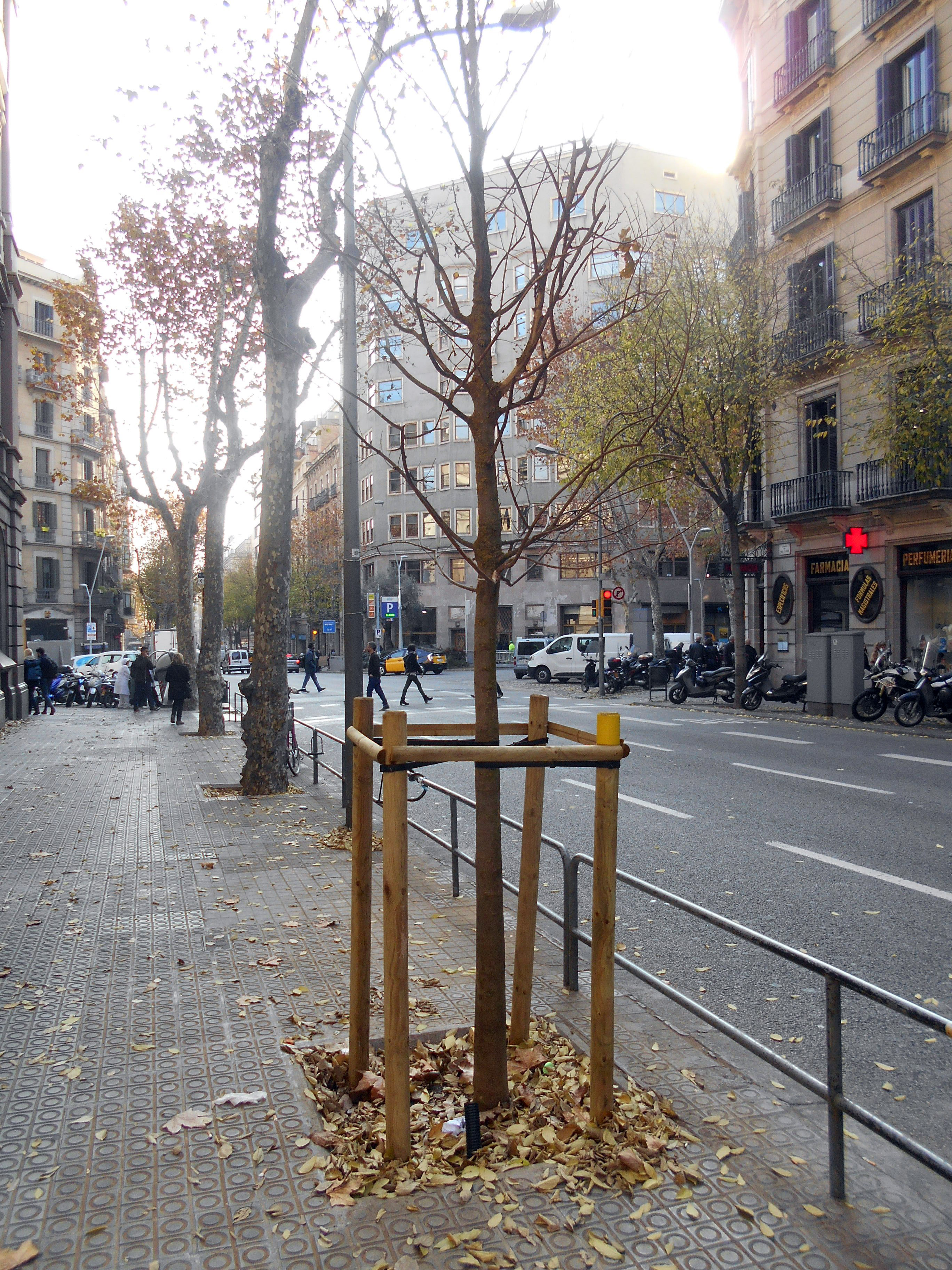
Protector d'arbre.
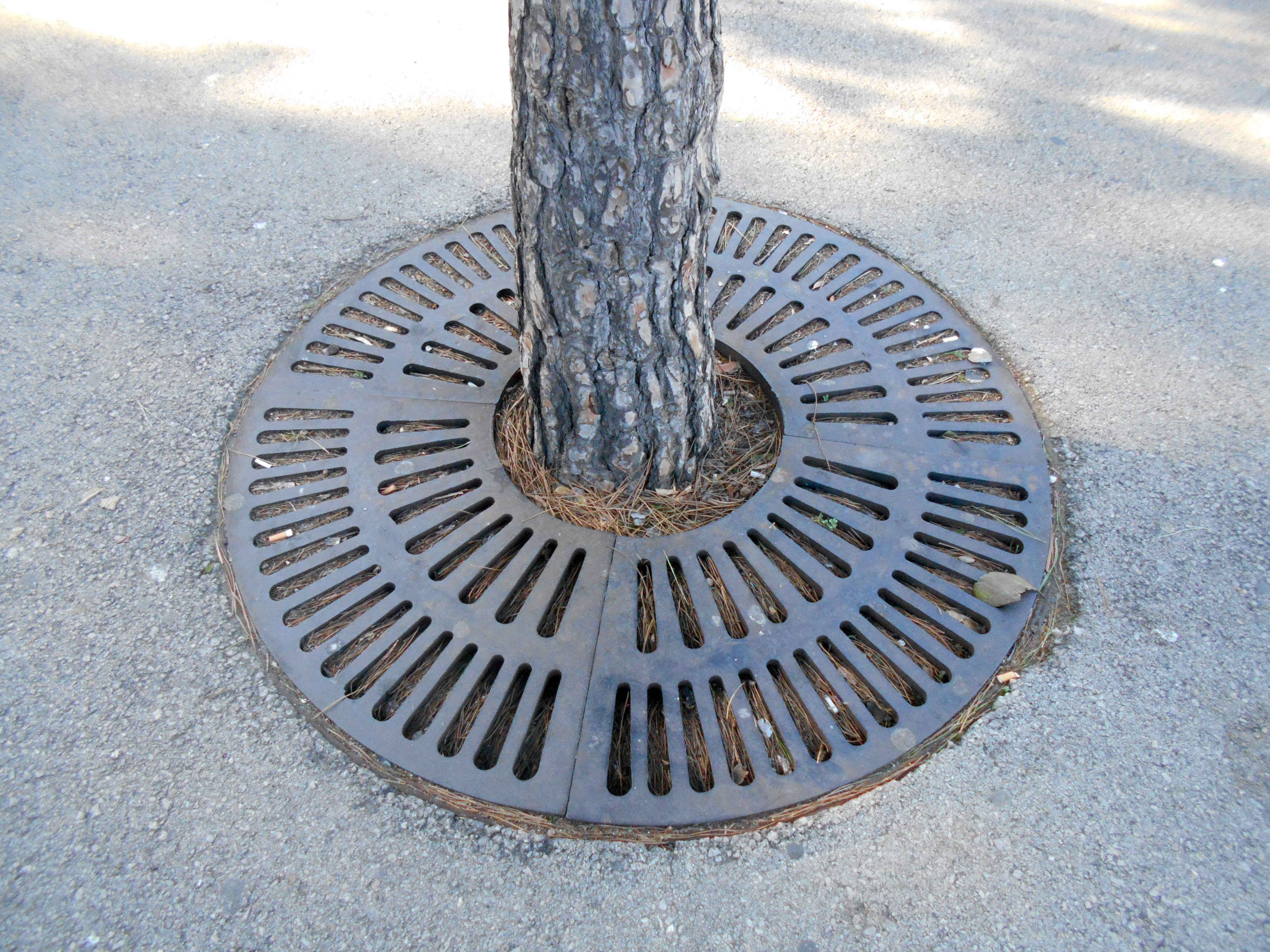
Escocell.
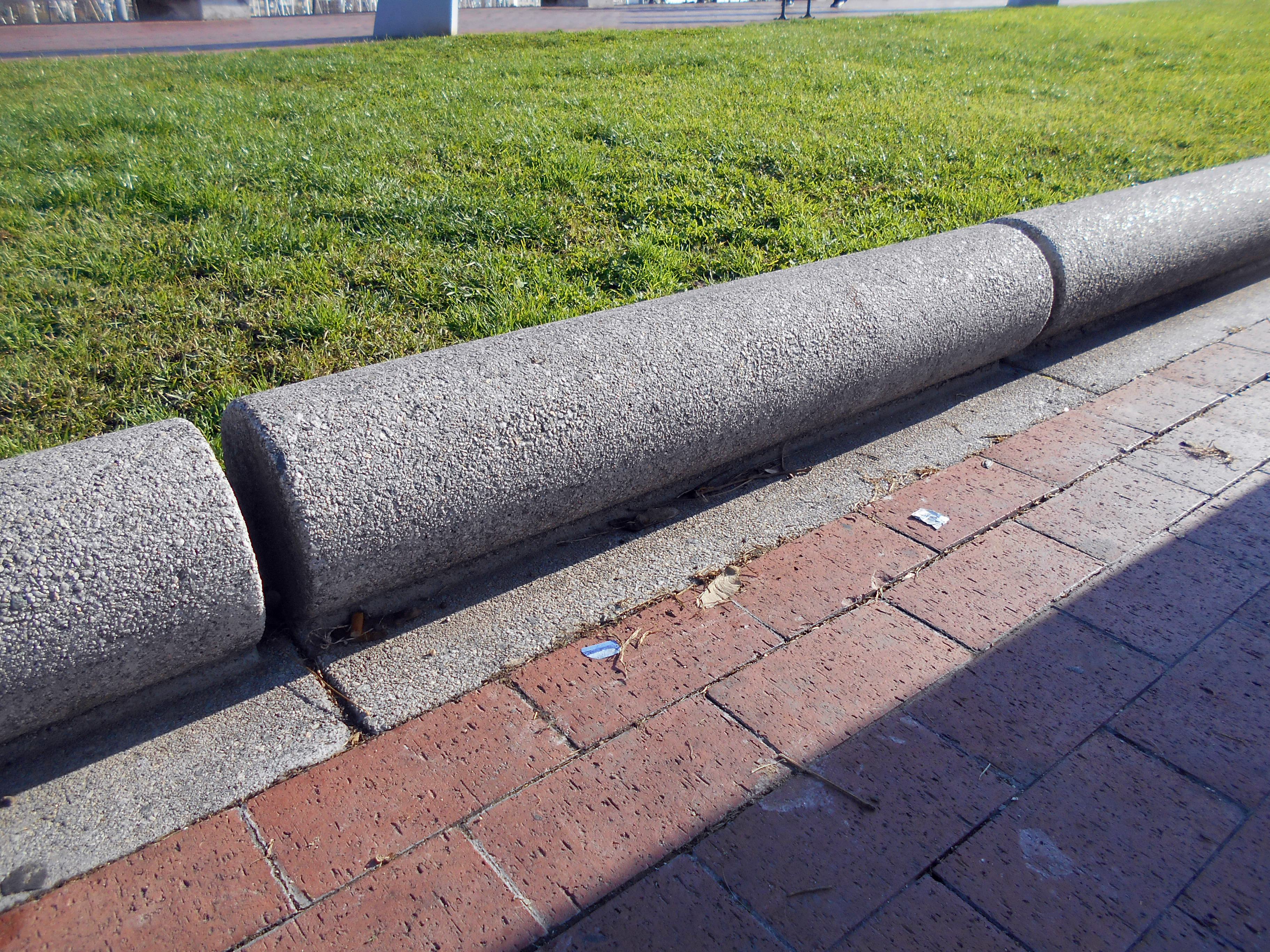
Límit d'espai verd.
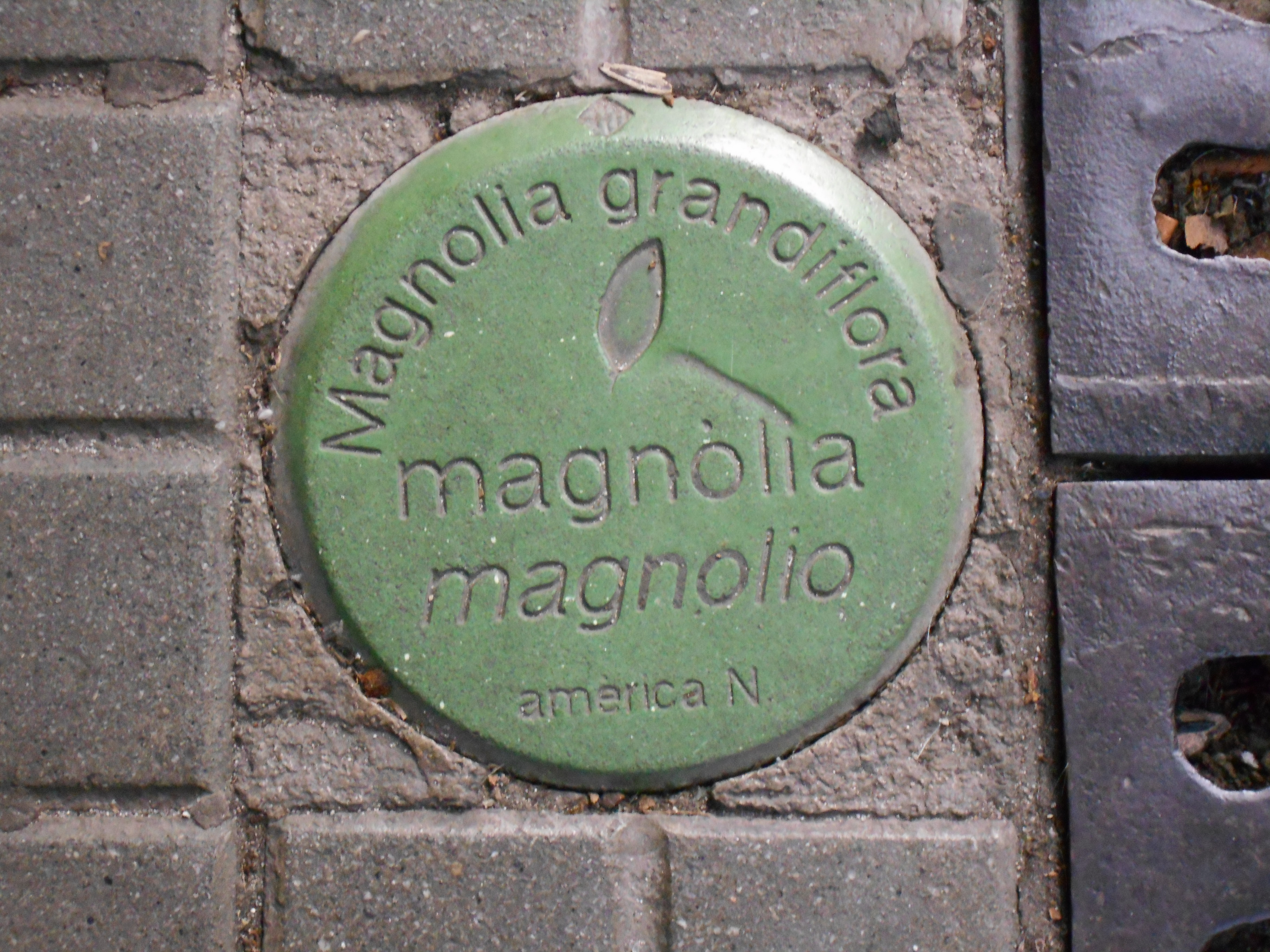
Placa identificadora d'arbre.
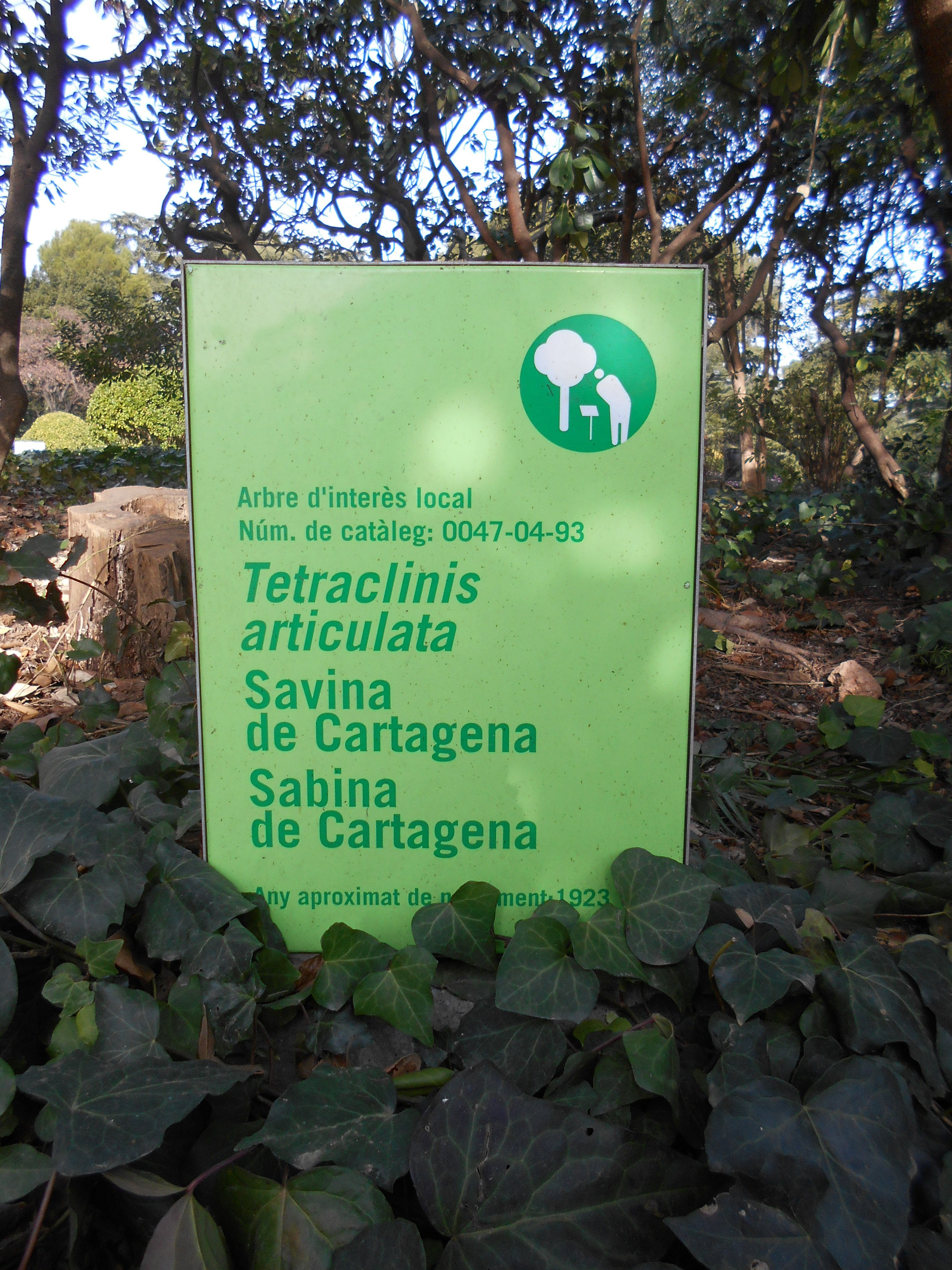
Cartell identificador d'arbre.
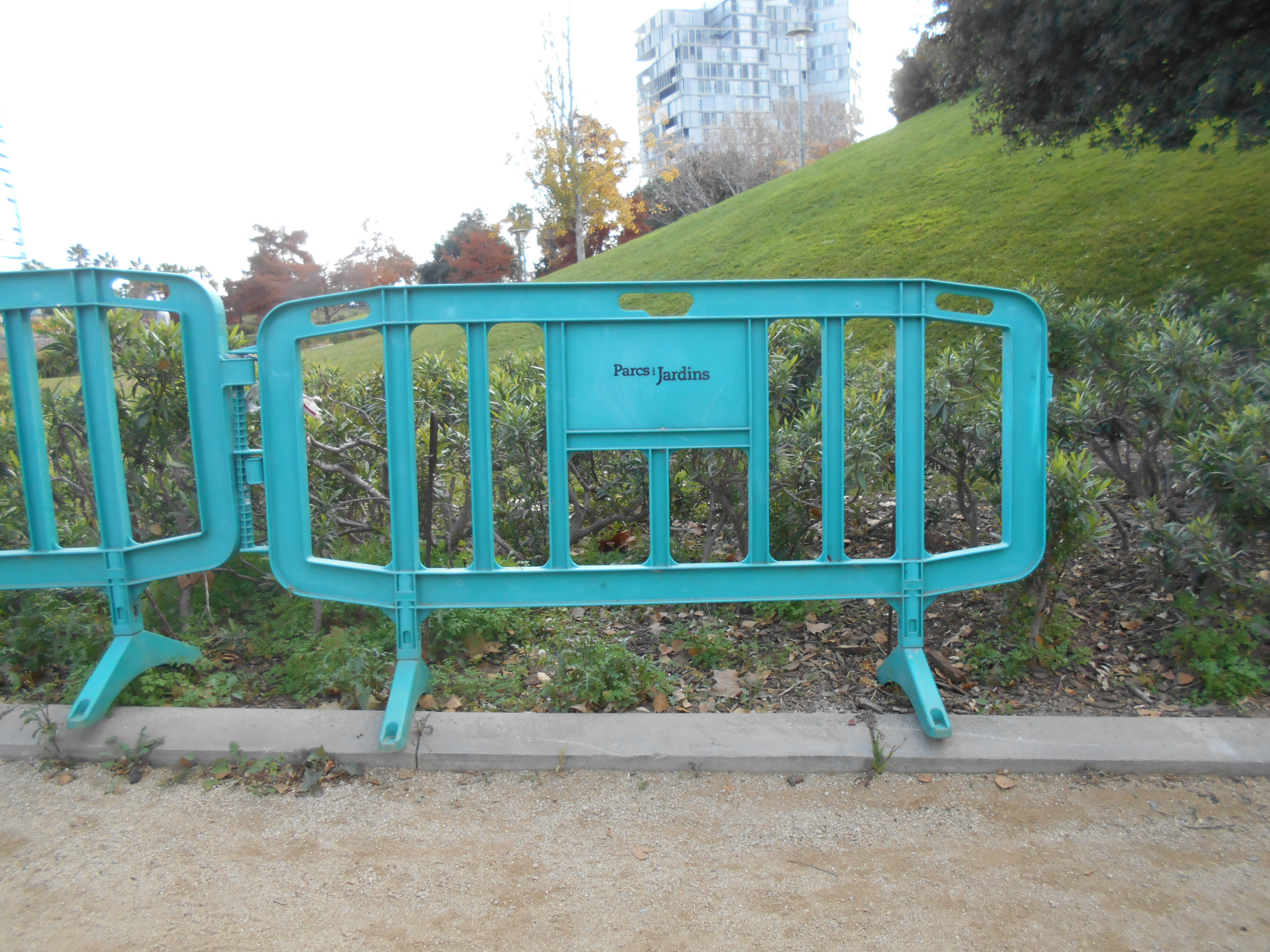
Tanca de Parcs i jardins.

## Història

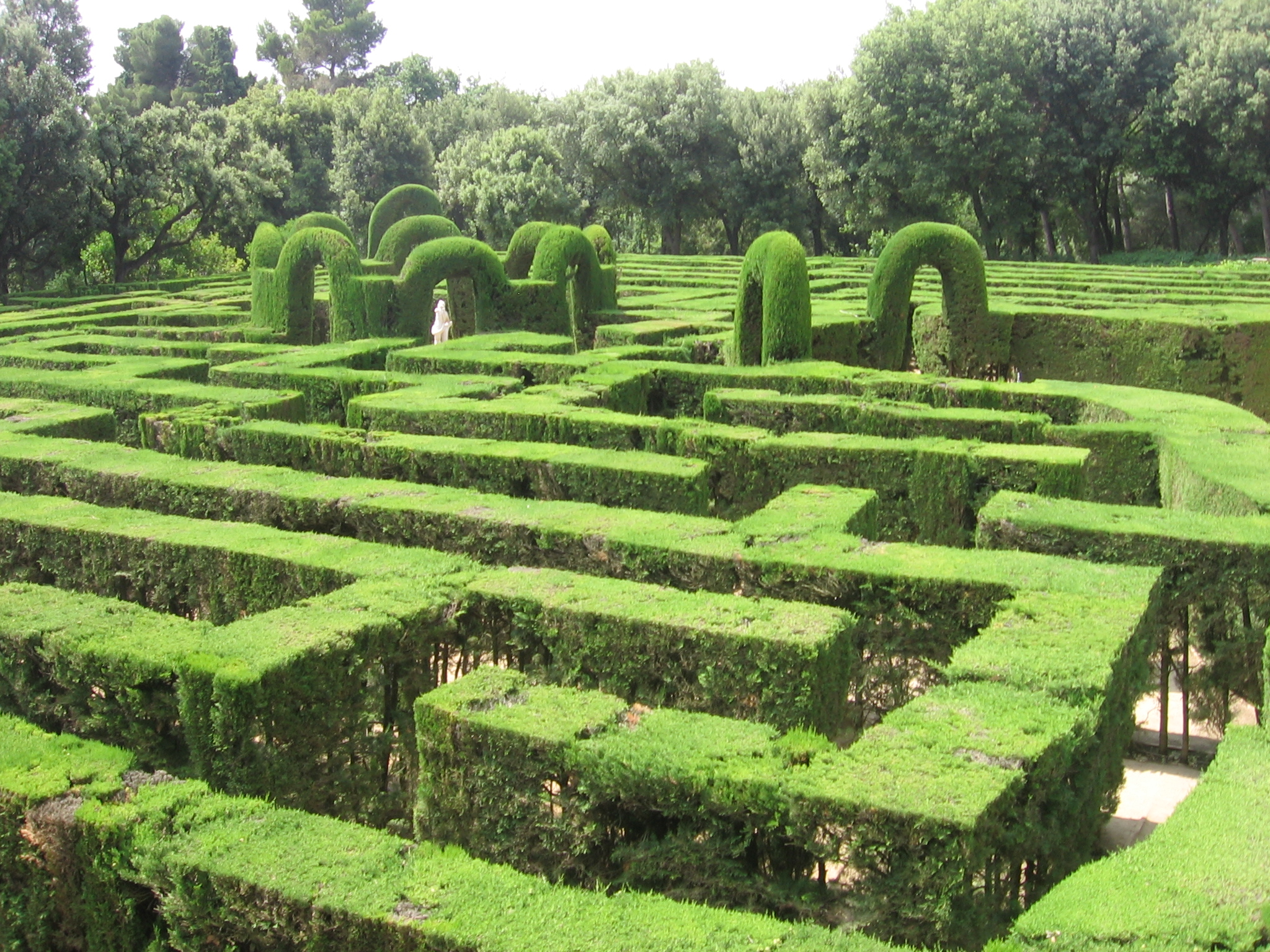
El Parc del Laberint d'Horta és el jardí més antic que es conserva a la ciutat.

Els primers vestigis de jardineria a la ciutat comtal provenen de l'edat mitjana, època a la qual el jardí es va donar principalment als recintes monàstics, on el claustre era un espai on se solia instal·lar un jardí i un pou d'aigua, així com en castells i palaus, on va sorgir el jardí laic (o «cortesà»), de petites proporcions, estructurat generalment a partir de l'hort, al voltant d'una font o estany, amb bancs de pedra per asseure's. En alguns jardins de palaus reials va sorgir el costum d'allotjar animals com ànecs, cignes o paons reials, convertint-se alguns cops en petits zoològics que podien contenir animals més exòtics, com lleons i lleopards, com al Jardí de la Reina del Palau Reial Menor de Barcelona. D'època gòtica es conserva un pati enjardinat del Palau Reial Major de Barcelona (actual Museu Frederic Marès), així com el Pati dels Tarongers del Palau de la Generalitat de Catalunya. El claustre de la Catedral de Barcelona conserva la font de doble tassa al centre, amb un templet gòtic en un angle, i un jardí tancat per reixes de ferro, amb palmeres, magnòlies i altres arbres centenaris, i un estany anomenat Font de les Oques.

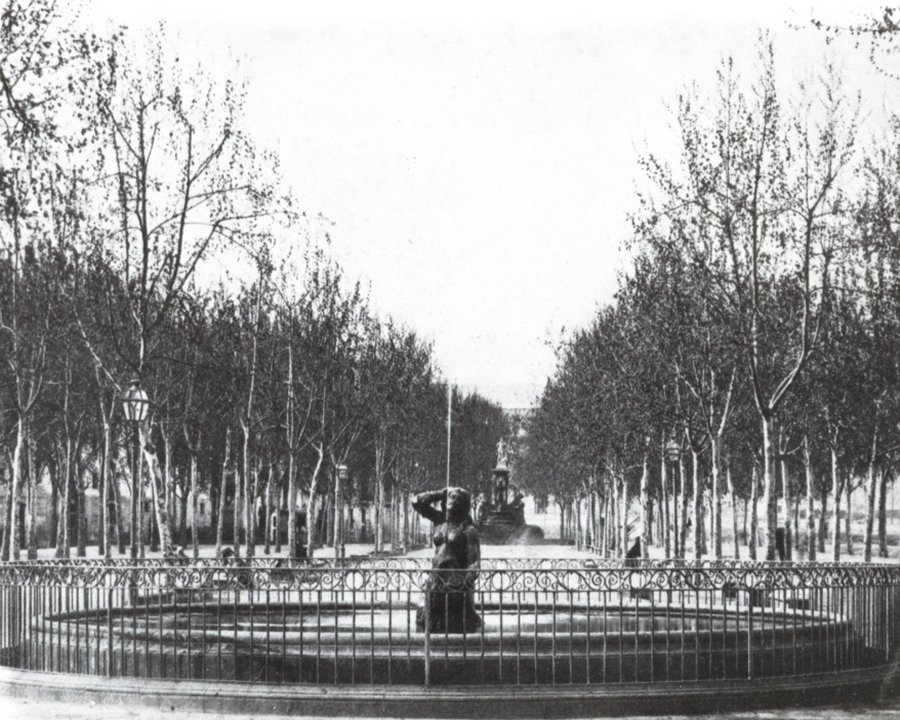
Passeig Nou o de l'Esplanada, enfront de la Ciutadella, creat el 1797 i desaparegut abans del 1888. En primer terme, la Font de la Nereida, al fons la Font d'Hèrcules.

Cal situar-se ja al segle xviii per a trobar els primers jardins que es conserven a la ciutat. En l'àmbit urbanístic, en aquesta època es van obrir passejos en nombroses ciutats, inspirats en la tipologia del boulevard francès, com és el cas de la Rambla de Barcelona. Però la realització més destacada d'aquesta època és el Parc del Laberint d'Horta, un jardí d'estil neoclàssic creat per iniciativa de Joan Antoni Desvalls, marquès de Llupià, i construït per l'arquitecte italià Domenico Bagutti i el jardiner francès Joseph Delvalet entre 1794 i 1808.
A finals del segle xviii s'obrí al costat de la Ciutadella militar el Passeig Nou o de l'Esplanada, una ampla avinguda jalonada d'àlbers i oms i decorada amb fonts ornamentals —de les que es conserva la Font d'Hèrcules. Durant un temps fou el principal espai verd de la ciutat, però va desaparèixer amb les obres de condicionament del Parc de la Ciutadella per a l'Exposició Universal del 1888.

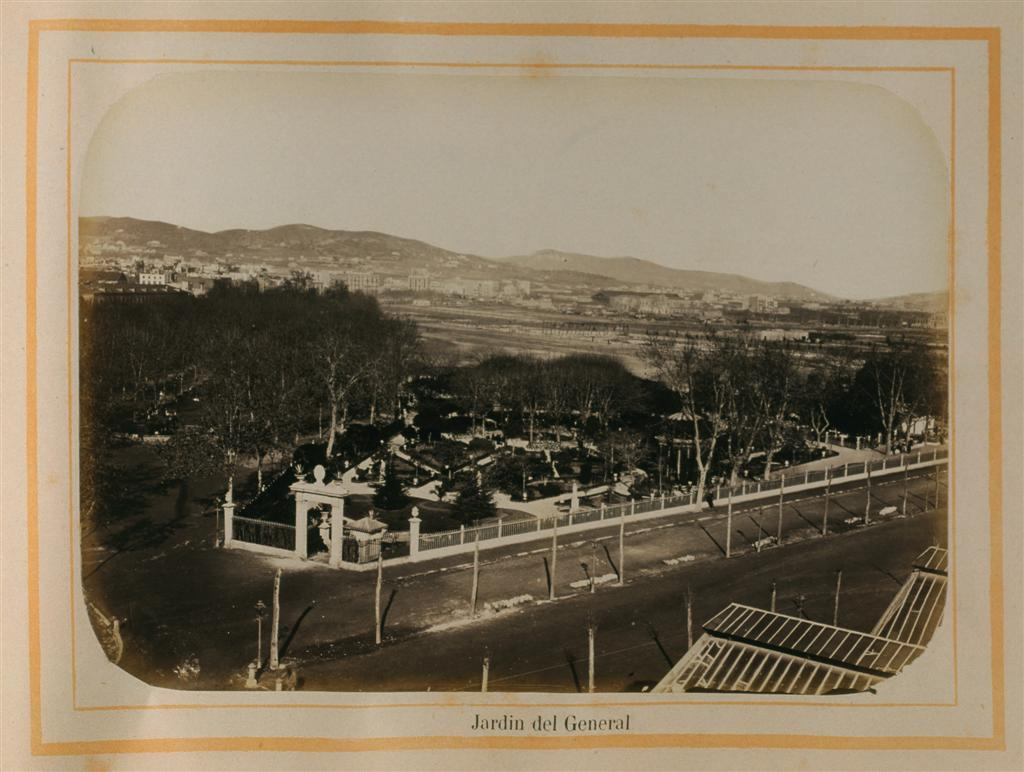
Jardí del General.

Al segle xix van aparèixer els primers parcs públics, a causa del fenomen de la Revolució Industrial, la qual comportà l'augment dels entorns urbans, en condicions de vegades de degradació del medi ambient a causa de les escasses condicions higièniques i a l'augment de la contaminació per part de la cada cop més abundant industrialització. Per pal·liar aquests efectes es va potenciar la creació de grans jardins i parcs urbans, que van córrer a compte de les autoritats públiques. Amb això va sorgir una «jardineria pública» que es va anar diferenciant de la comitència privada que fins aleshores havia monopolitzat els grans projectes de jardineria; això va comportar la introducció del concepte d'arquitectura paisatgista, així com el desenvolupament de l'urbanisme.
El primer jardí públic de Barcelona es va crear el 1816: el Jardí del General, una iniciativa del capità general de Catalunya, Francisco Javier Castaños. Estava situat entre l'actual avinguda del Marquès de l'Argentera i la Ciutadella, davant d'on avui es troba l'Estació de França, i tenia una extensió de 0,4 hectàrees. Lamentablement, aquest espai va desaparèixer el 1877. Durant el segle xix continuà l'obertura de passejos i avingudes, com el Passeig de Gràcia, les obres del qual s'iniciaren el 1821 amb la plantació d'acàcies, plàtans, pollancres, moreres, baladres i alzines. En aquest passeig es van situar el 1848 els Jardins de Tívoli, entre els carrers València i Consell de Cent, que comptava amb un viver de flors i plantes aromàtiques; el 1853 es va instal·lar també entre els carrers Aragó i Rosselló els anomenats Camps Elisis, que comptaven amb un jardí, un llac amb barques, un teatre i un parc d'atraccions amb muntanya russa; altres jardins van ser els del "Criadero", de la Nimfa, d'Euterpe i del "Prado Catalán". Aquests jardins van desaparèixer pocs anys després en anar urbanitzant-se el Passeig de Gràcia.

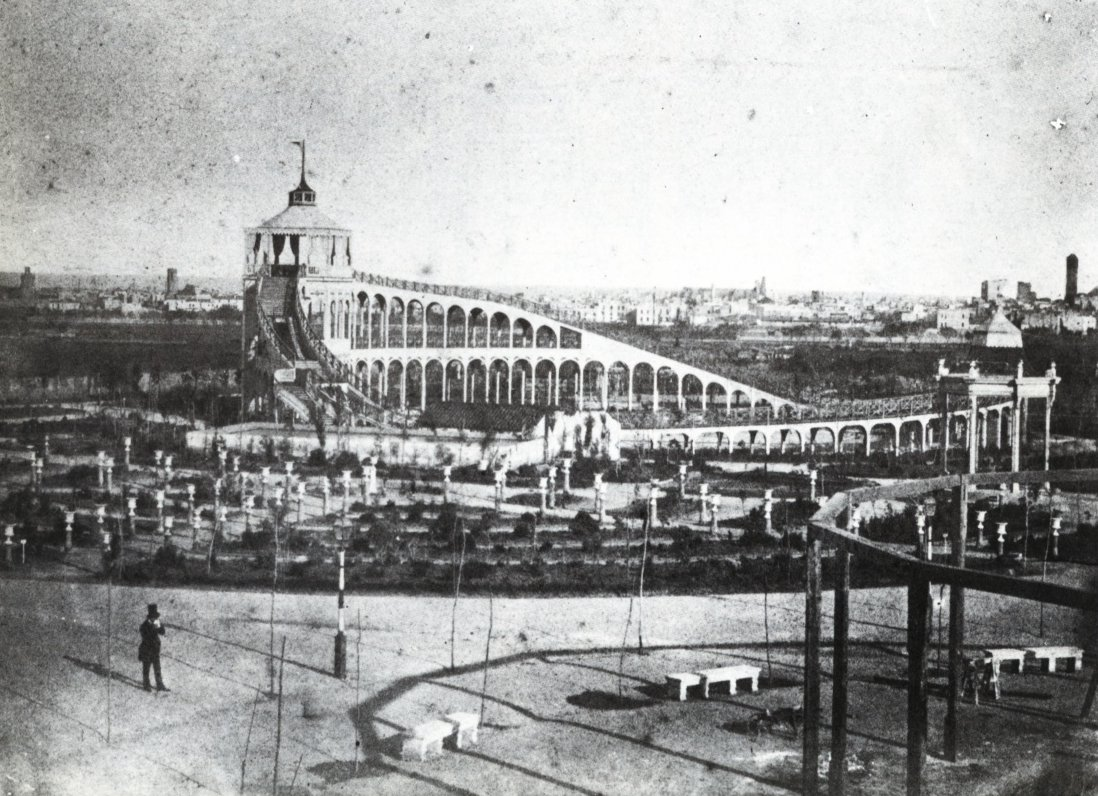
Jardí i parc d'atraccions Camps Elisis, Passeig de Gràcia, instal·lat el 1853 i desaparegut abans del 1877.

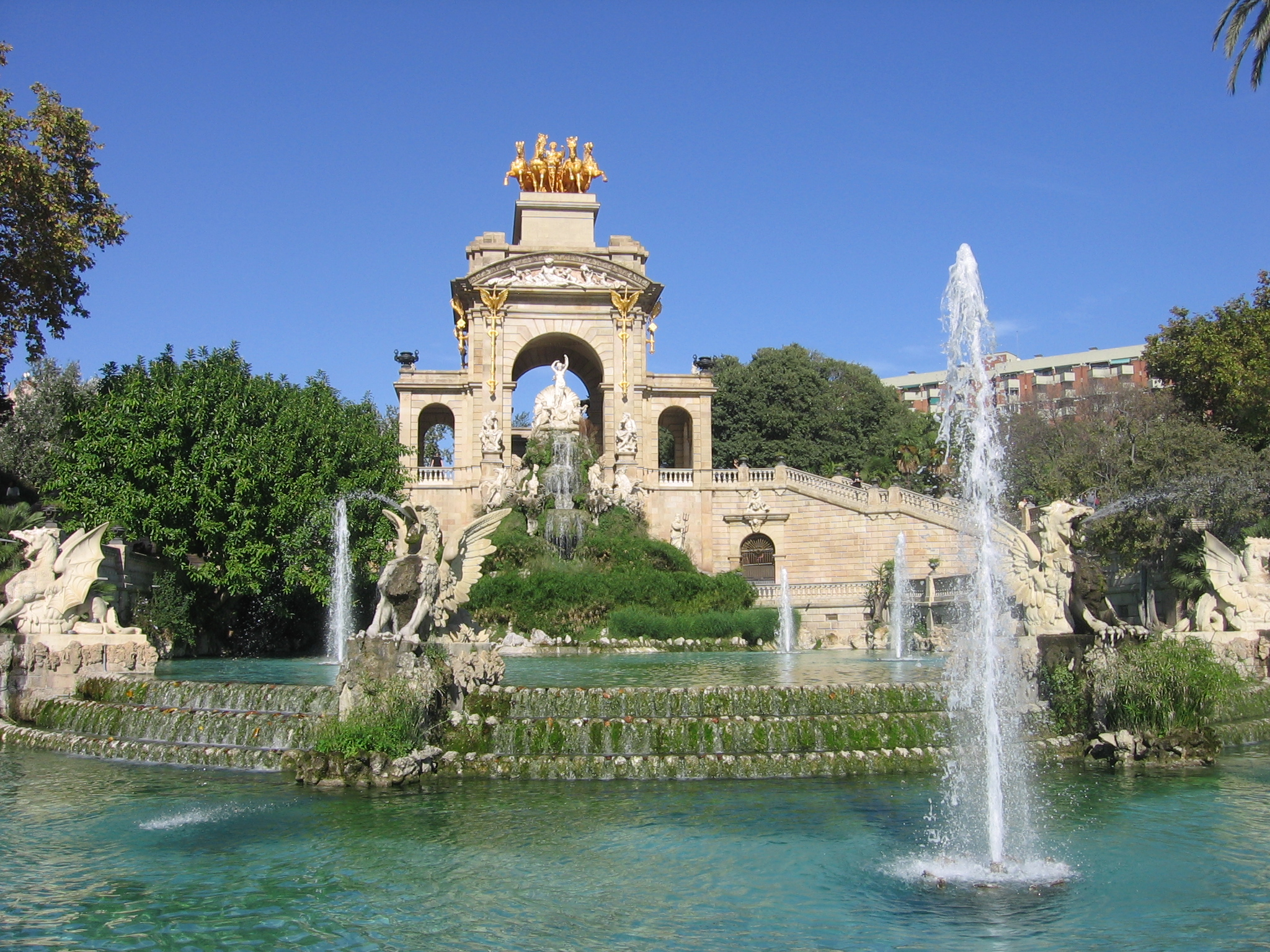
Cascada del Parc de la Ciutadella.

També van sorgir en aquesta època diversos projectes de reforma i eixample de ciutats, que entre altres factors multiplicava l'espai de zones verdes per a l'ús i gaudi de la població, com l'Eixample de Barcelona, amb traçat d'Ildefons Cerdà (1860), el qual incloïa una zona verda a l'interior de cada illa de cases, tot i que en la majoria de casos no s'arribà a fer, degut principalment a l'especulació immobiliària. El 1872, després de l'enderroc de les muralles de la fortalesa militar de la Ciutadella, l'Ajuntament de Barcelona va convocar un concurs per a situar al seu recinte el primer gran parc públic de la ciutat, el Parc de la Ciutadella. El projecte fou encarregat a Josep Fontserè, el qual va dissenyar uns amples jardins per a l'esbarjo dels ciutadans, sota el lema «els jardins són a les ciutats el que els pulmons al cos humà». Aquest parc seria el nucli principal de la posterior Exposició Universal del 1888.
Entre els segles XIX i XX sorgí el Modernisme, un moviment que va atorgar una especial rellevància al disseny i l'arquitectura com a obra global tant d'exterior com d'interior, amb un llenguatge anticlàssic hereu del romanticisme, una vinculació decidida de l'arquitectura amb les arts aplicades i un estil marcadament ornamental. El seu principal exponent fou Antoni Gaudí, que a més d'arquitecte fou urbanista i paisatgista, amb un estil personal basat en l'observació de la natura. Gaudí tenia grans coneixements de botànica i geomorfologia, i encara que era un gran defensor de la utilització de la vegetació mediterrània, especialment el tipus de bosc esclerofil·le propi de la zona mediterrània, com pins i alzines, també emprava espècies al·lòctones com palmeres, mimoses i eucaliptus. Molts dels seus projectes incloïen jardins, com la Casa Vicens o els Pavellons Güell, però el principal projecte de jardineria de Gaudí fou el Parc Güell (1900-1914), un encàrrec del seu mecenes, el comte Eusebi Güell, per a construir una urbanització residencial a l'estil de les ciutats-jardí angleses, situat al Turó del Carmel, al barri de la Salut de Barcelona. El 1984 la Unesco va incloure al Parc Güell dins del lloc Patrimoni de la Humanitat «Obres d'Antoni Gaudí».
Amb l'arribada del segle XX l'Ajuntament de Barcelona va organitzar un concurs per a un pla d'enllaços entre l'Eixample i els municipis recentment agregats a la ciutat, guanyat el 1905 per Léon Jaussely, el qual va dissenyar un pla que preveia grans infraestructures viàries (passejos de ronda, diagonals, passejos marítims), parcs, enllaços ferroviaris i àrees de serveis. Tot i que tan sols es va realitzar parcialment, va inspirar l'urbanisme barcelonès durant gran part del segle. En les primeres dècades del segle xx, gràcies a l'impuls d'una nova exposició, l'Exposició Internacional del 1929, es va condicionar la muntanya de Montjuïc, amb un projecte del paisatgista francès Jean-Claude Nicolas Forestier, autor del Parc de Maria Lluïsa a Sevilla, on va posar de moda l'anomenat «estil neosevillà», caracteritzat per l'ús del maó i la rajola, i on són essencials l'aigua i elements com pèrgoles i emparrats, així com escales i terrasses per a dinamitzar els terrenys. Forestier fou un pregoner del jardí com a obra d'art, i entre les seves premisses es trobava la del màxim aprofitament dels recursos locals, pel que en les seves obres a Espanya va treballar essencialment amb vegetació de tipus mediterrani, tot i que també va introduir algunes espècies d'Amèrica del Sud —on havia treballat—, com la tipuana, la jacaranda i la bellaombra. A Montjuïc va comptar amb la col·laboració de Nicolau Maria Rubió i Tudurí, arquitecte i paisatgista, amb el qual va realitzar un conjunt de marcat caràcter mediterrani i de gust classicista, centrat en la constitució dels Jardins de Laribal (1917-1924) i de Miramar (1919-1923). L'equip format per Forestier i Rubió va deixar diverses realitzacions més a la ciutat, com l'enjardinament de la Plaça d'Armes del Parc de la Ciutadella (1915) i el Parc del Guinardó (1918). Per altra banda, al fil de l'exposició es va constituir el 1930 el Jardí Botànic de Barcelona, instal·lat al fons d'una pedrera situada darrere del Palau Nacional de Montjuïc, amb una magnífica col·lecció de plantes exòtiques recopilada pel botànic Pius Font i Quer.

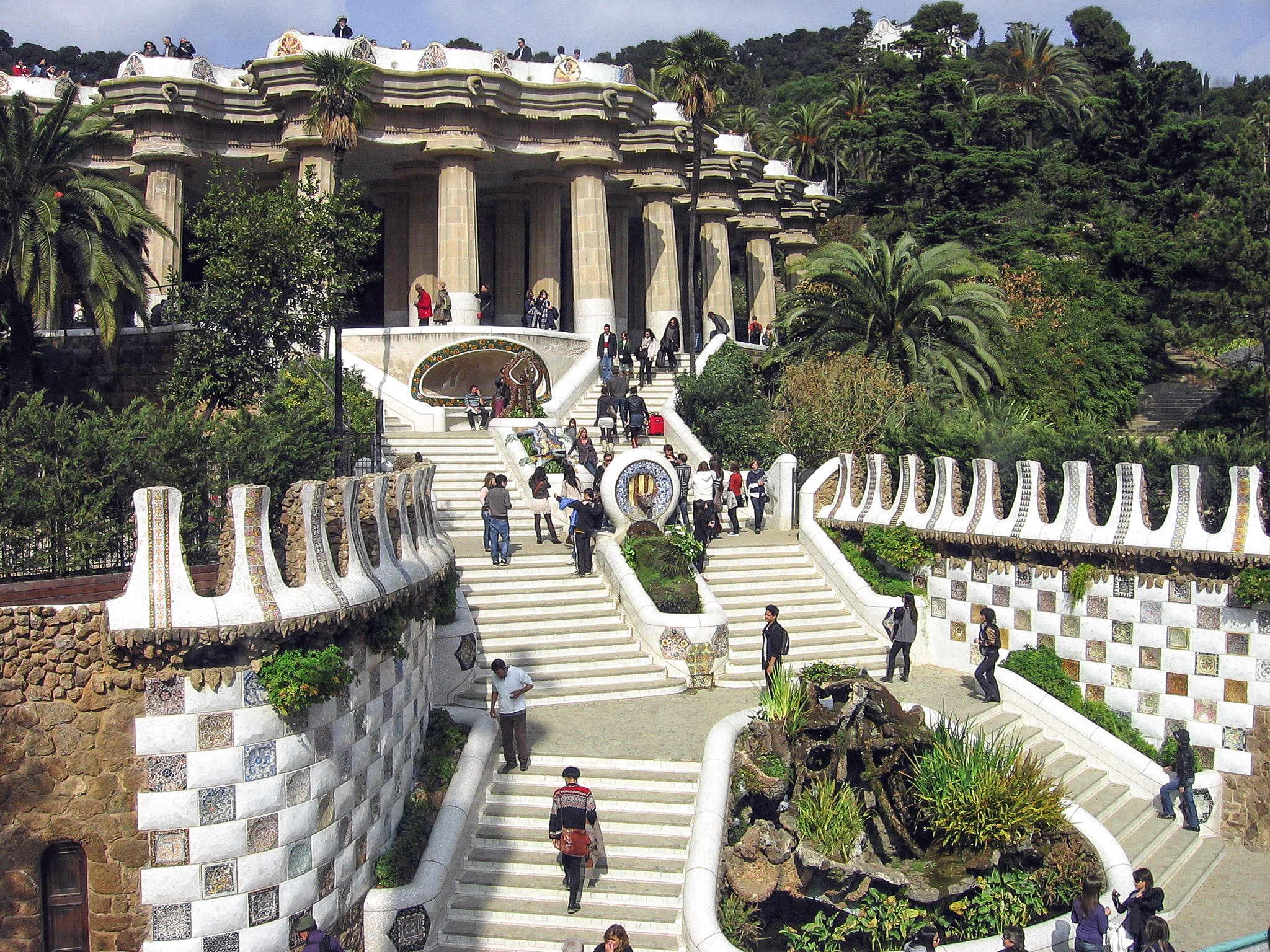
Parc Güell, obra d'Antoni Gaudí.

Rubió i Tudurí fou el màxim representant del Noucentisme, un moviment de renovació de la cultura que pretenia apropar-la a les innovacions produïdes en el recentment estrenat segle xx, i que contràriament als valors nòrdics que defensava el modernisme propugnava el retorn al món mediterrani, a la cultura clàssica grecollatina. Director de Parcs i Jardins de Barcelona entre 1917 i 1937, Rubió fou el principal promotor del «jardí mediterrani», que es denota en obres seves com els jardins de la plaça Francesc Macià (1925), el Parc de la Font del Racó (1926), els jardins del Palau Reial de Pedralbes (1927), els del Turó Park (1933) i els de la plaça de Gaudí, enfront de la Sagrada Família (1981). Rubió i Tudurí va fundar el 1933 l'Escola Municipal d'Aprenents Jardiners, actual Institut d'Educació Secundària Municipal Rubió i Tudurí. El 1926 va proposar amb el text El problema dels espais lliures —presentat a l'XI Congrés Nacional d'Arquitectes— la col·locació d'una sèrie d'espais verds en forma de semicercles concèntrics entre els rius Besòs i Llobregat, tot al llarg de la serra de Collserola, amb petits enclavaments a la part interior de la ciutat a l'estil dels squares londinencs; lamentablement, el projecte no fou executat, excepte en petites porcions.

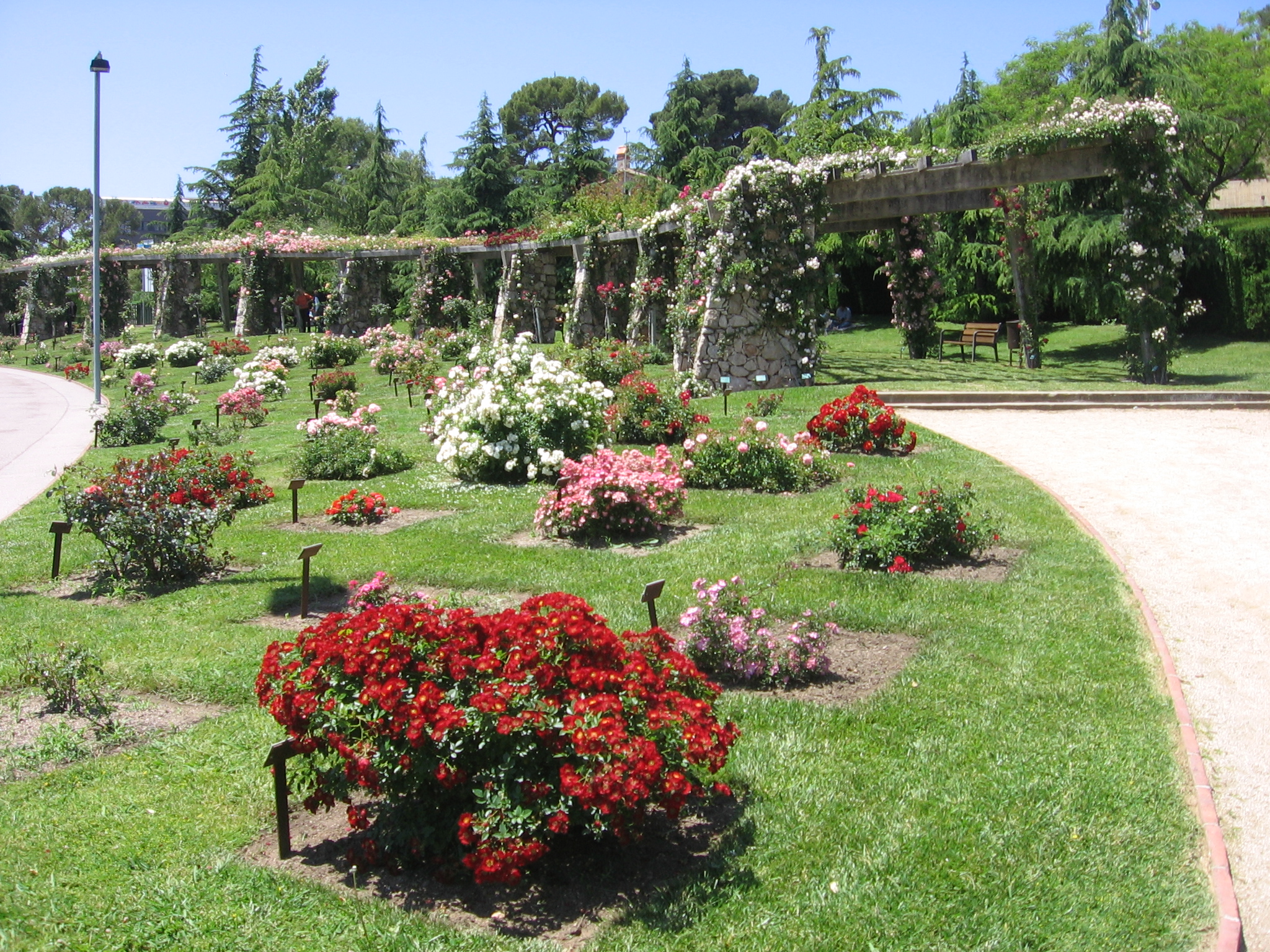
Parc de Cervantes.

La Guerra Civil va suposar una aturada als projectes paisatgístics de la ciutat, i en la postguerra les actuacions es van centrar més en el manteniment i restauració de les àrees existents que no pas en la creació de noves zones verdes. El 1940 es va posar al davant de Parcs i Jardins Lluís Riudor i Carol, iniciador del paisatgisme a Catalunya. Actuacions seves van ser el Jardí d'Àustria —ubicat al recinte del Parc Güell—, el Parc de Monterols, el de Cervantes, i diverses intervencions a la muntanya de Montjuïc encaminades a suprimir el barraquisme produït amb la immigració a la postguerra, projecte que va continuar el seu successor, Joaquim Casamor, amb la creació de diversos jardins temàtics, com els Jardins de Mossèn Costa i Llobera, especialitzats en cactàcies i suculentes, i els Jardins de Mossèn Cinto Verdaguer, dedicats a les plantes aquàtiques, bulboses i rizomatoses. Obra seva van ser també a Montjuïc els Jardins del Mirador de l'Alcalde i els Jardins de Joan Maragall, ubicats entorn del Palauet Albéniz, residència de la Família Reial Espanyola durant les seves visites a la ciutat comtal; i, a la resta de Barcelona, el Parc del turó del Putget, el de la Guineueta i el de Vil·la Amèlia. En aquesta època el consistori barcelonès s'encarregà també de comprar diverses finques particulars que van ser incorporades al conjunt de parcs públics, com el Parc del Laberint d'Horta (1971), el Parc del Castell de l'Oreneta (1978) i el Parc de les Aigües (1978).

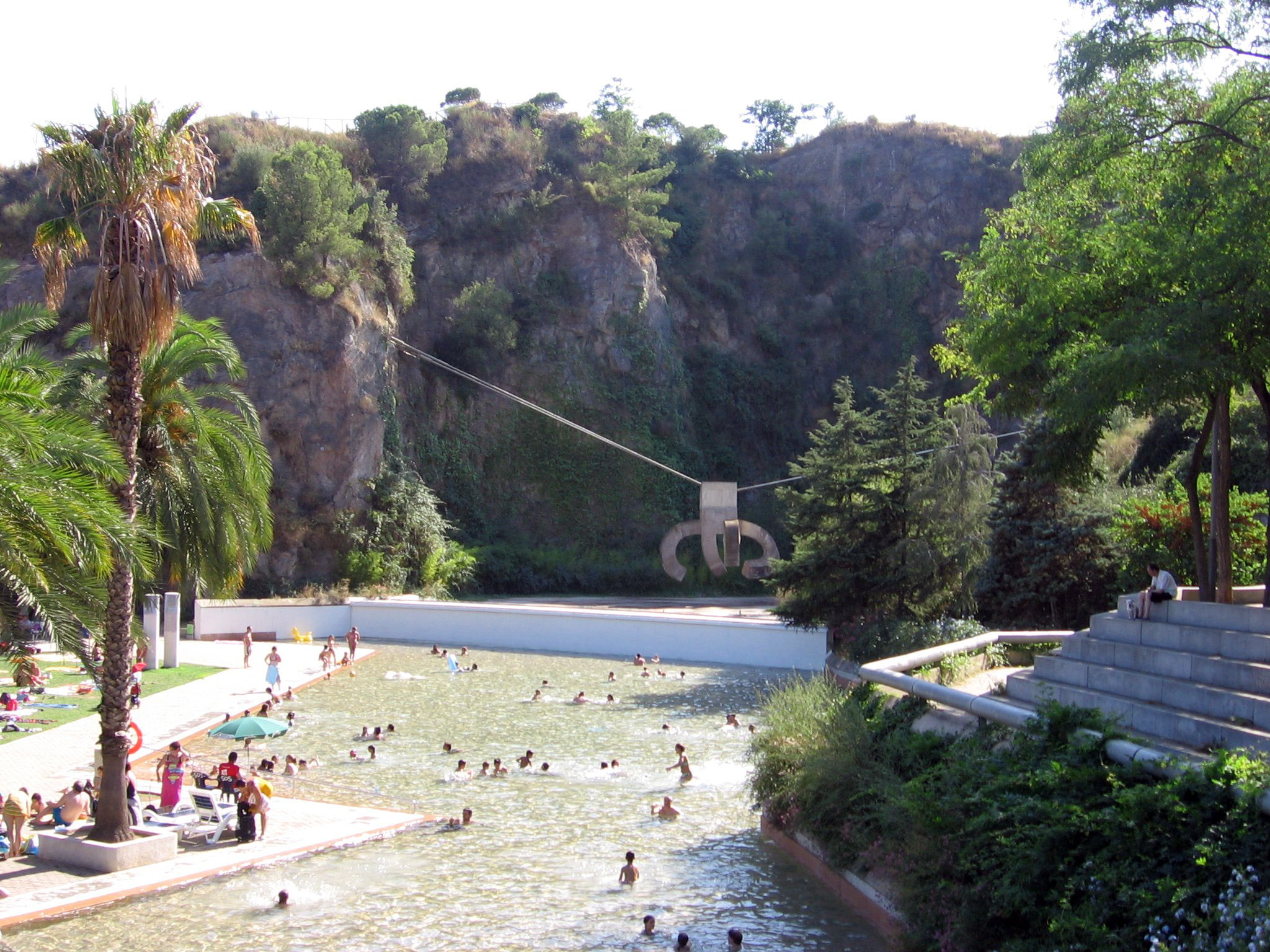
Parc de la Creueta del Coll, al fons, l'escultura Elogi de l'aigua (1987), d'Eduardo Chillida.

L'arribada de la democràcia va afavorir la creació de noves zones verdes a la ciutat. En aquesta època la jardineria va estar molt vinculada a l'urbanisme, amb una concepció que conjugava l'estètica amb la funcionalitat, així com els aspectes lúdics, les instal·lacions esportives, els serveis a determinats col·lectius com nens —zones de jocs infantils— o ancians —pistes de petanca com a element més recurrent—, o inclús la visió comercial —establiments de menjar i beure. En aquest sentit, se solia subordinar les zones verdes al traçat arquitectònic del conjunt, perdent-se en bona part la naturalitat de la configuració vegetal, que en nombroses ocasions presentava un aspecte de certa artificiositat. En relación amb això, van guanyar preponderància espècies perennes i estàtiques com les coníferes, usades de forma massiva als nous parcs urbans. En aquesta època van sorgir nombrosos parcs reconvertits d'antigues instal·lacions municipals, com el Parc de Joan Miró, realitzat el 1983 al solar de l'antic escorxador central de Barcelona, o bé a zones industrials (Parc de l'Espanya Industrial, 1985; Parc de la Pegaso, 1986; Parc del Clot, 1986) o d'antigues instal·lacions ferroviàries (Parc de Sant Martí, 1985; Parc de l'Estació del Nord, 1988). Com al període anterior es van adquirir diverses finques privades, com els Jardins de Vil·la Cecília (1986) i els Jardins de Ca n'Altimira (1991).

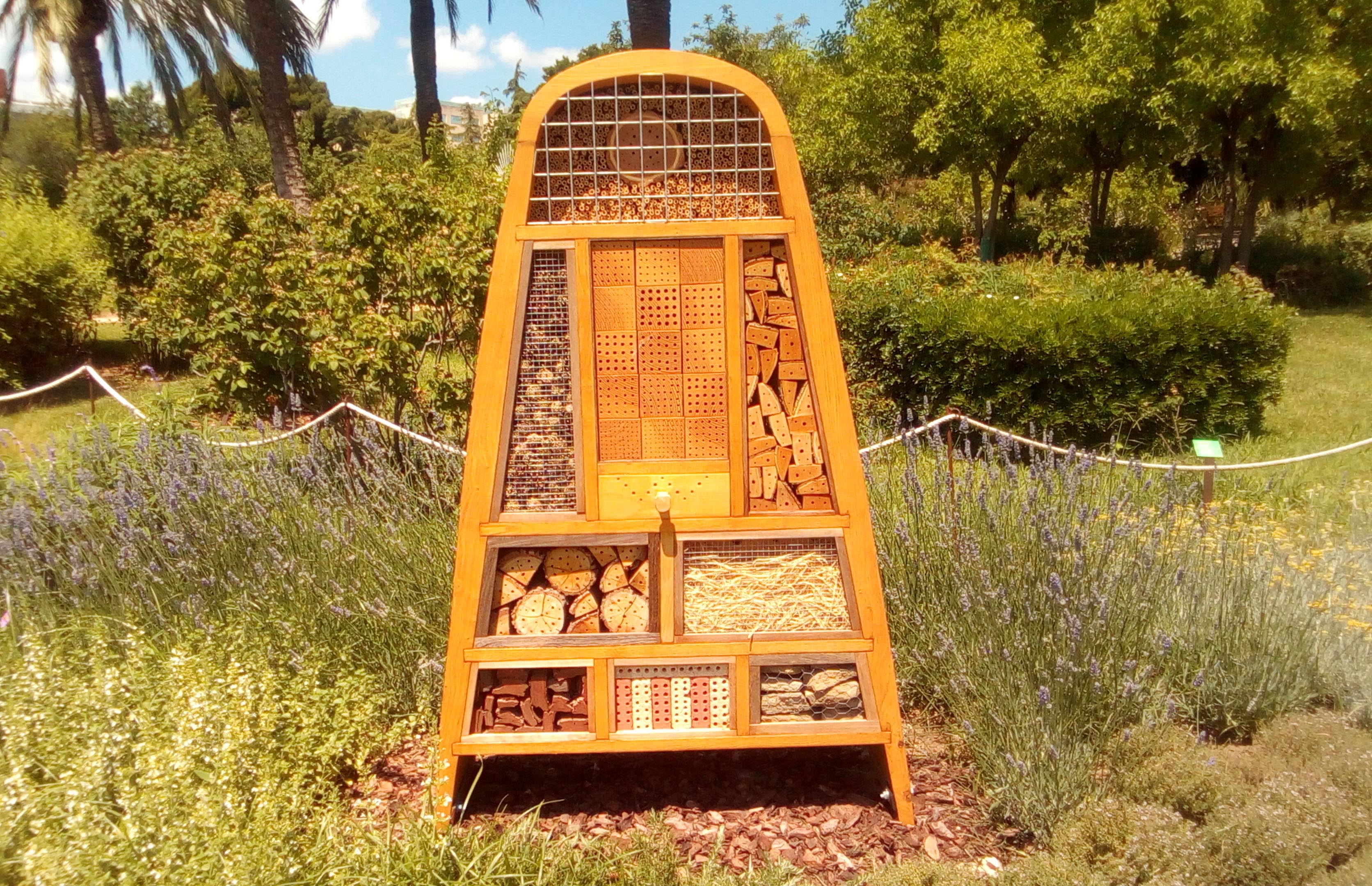
Hotel d'abelles i vespes, parc de Cervantes.

Als anys 1990 va retornar la predisposició a un major contacte amb la natura, i es va adquirir consciència del mal efectuat al medi ambient. Des de llavors ha anat augmentant en la societat la defensa de la natura i dels valors de l'ecologisme, el que s'ha traduït en majors esforços de conservació del patrimoni natural i en el disseny de nous jardins amb major rellevància de la vegetació. Barcelona ha sigut un clar exemple en aquest sentit, ja que, especialment gràcies a l'impuls dels Jocs Olímpics de 1992, va iniciar un procés de restauració i conservació dels seus parcs i jardins, alhora que es creaven altres de nous amb un disseny més naturalista, com el Parc de la Creueta del Coll, a més de les actuacions al front marítim i al nou barri de la Vila Olímpica. A Montjuïc, epicentre dels Jocs, s'instal·là un nou Jardí Botànic, de 14 hectàrees, dedicat a plantes de clima mediterrani de tot el món, obra de Carlos Ferrater i Bet Figueras, i s'establí el Jardí d'Escultures annex a la Fundació Miró, amb obres d'escultors com Tom Carr, Pep Duran, Perejaume, Enric Pladevall, Jaume Plensa, Josep Maria Riera i Aragó, Erna Verlinden i Sergi Aguilar. El 2003 es van inaugurar els Jardins de Joan Brossa, situats al terreny anteriorment ocupat pel Parc d'atraccions de Montjuïc, amb una remodelació efectuada per Patrizia Falcone en estil paisatgista. Altres actuacions relacionades amb els Jocs foren els parcs del Mirador del Migdia, el del Poblenou, el de Carles I i el de la Vall d'Hebron.
Al segle XXI es produí un nou impuls a la jardineria amb la celebració del Fòrum Universal de les Cultures 2004 a la zona de Diagonal Mar, que va llegar una nova superfície verda de 214 hectàrees, amb jardins com el Parc Lineal de Garcia Fària, el Parc del Fòrum i el Parc de Diagonal Mar. Entre el 2019 i el 2025 es va fer el parc de les Glòries, el segon més gran de la ciutat, amb nou hectàrees.
Durant l'alcaldia d'Ada Colau es va impulsar un programa de naturalització i gestió ecològica dels espais verds de la ciutat, amb l'objectiu d'incrementar la superfície verda i fomentar la biodiversitat. Entre altres actuacions, es va procedir a incrementar la vegetació, protegir les espècies autòctones, podar amb menys freqüència els arbres i deixar créixer les plantes dels escocells. L'objectiu era incrementar els espais verds en 160 hectàrees fins al 2030, amb la meta d'aconseguir 1 m² per persona. A més d'augmentar els espais verds es van instal·lar 80 instal·lacions per a insectes i més de 260 nius d'ocells. També es va eliminar l'ús d'herbicides químics i es van reduir els tractaments fitosanitaris.

## Llista dels parcs i jardins més representatius de la ciutat
La ciutat de Barcelona té 291 parcs i jardins. A continuació es mostra una selecció dels més rellevants, la qual respon a criteris històrics i artístics.
| Índex A B C D E F G H I J K L M N O P Q R S T U V W X Y Z |

### A
| Any  | Nom                              | Superfície | Ubicació                                     | Notes | Foto                             |
| ---- | -------------------------------- | ---------- | -------------------------------------------- | --- | -------------------------------- |
| 1930 | Jardí d'Aclimatació de Barcelona | 0,86 ha    | Av. de l'Estadi s/n (Sants-Montjuïc)         | Es troba a la muntanya de Montjuïc, entre l'Estadi Olímpic i les Piscines Bernat Picornell. Fou creat el 1930 per Nicolau Maria Rubió i Tudurí, a l'any següent de l'Exposició Internacional de Barcelona de 1929, al terreny on s'havien situat els pavellons d'Itàlia i Suècia. El seu objectiu era el de crear una zona d'especial protecció per a l'aclimatació d'espècies foranes. El nucli principal foren espècies dels cinc continents que es van portar per a l'exposició, i que més tard es van anar ampliant fins al 1937, data en què la Guerra Civil va interrompre els treballs. Posteriorment, el 1945, l'arquitecte Lluís Riudor i el botànic Joan Pañella van reprendre els treballs de plantació, que es van perllongar fins als anys 1980. Aquest jardí alberga al voltant de 230 espècies de plantes, algunes d'elles úniques o d'escassa presència a la ciutat. La superfície està dividida en dos nivells, units per escales de pedra, i juntament amb els parterres es troben una sèrie de pèrgoles amb plantes enfiladisses, comunicades per camins de sauló. | Jardí d'Aclimatació de Barcelona |
| 1978 | Parc de les Aigües               | 1,95 ha    | Plaça Alfons X (Horta-Guinardó)              | L'origen d'aquest parc es troba en uns antics jardins i vivers de la residència del president de la companyia Aigües de Barcelona, elaborats a finals del segle xix pel jardiner suís Nicolas Chevalier. La residència d'aquest directiu —coneguda com Can Móra—, d'estil neomudèjar, és actualment la seu del districte d'Horta-Guinardó. Els jardins van ser remodelats per Joaquim Casamor el 1978, el qual va establir una sèrie d'àrees escalonades per a salvar el pendent del terreny, i va traçar un passeig central poblat de iuques i palmeres, a més d'una pineda a la part superior, on se situa una bassa per al rec. A la part superior del parc es troba la Biblioteca Mercè Rodoreda, al costat d'una esplanada on es troba l'escultura El submarí soterrat, de Josep Maria Riera i Aragó (1991). Entre la vegetació, amb 44 espècies d'arbres, destaca un tuliper (Liriodendron tulipifera), declarat d'interès local. | Parc de les Aigües               |
| 2018 | Parc d'Antoni Santiburcio        | 1,2 ha     | C/ Gran de Sant Andreu n.º 484 (Sant Andreu) | Dedicat al polític socialista Antoni Santiburcio i Moreno, va ser creat en l'antic emplaçament d'una caserna d'artilleria. Després del seu enderrocament, es va projectar la creació d'un espai verd al costat de diversos equipaments per al barri i pisos de protecció oficial. El parc es va construir en dues fases: en la primera, finalitzada el 2018, es van delimitar diverses zones diferenciades, com una esplanada, un parterre de plantes aromàtiques, una zona d'arbres, àrees d'exercici i unes fonts ornamentals, a més d'un camí que forma petites places i miradors. La vegetació incorpora diverses espècies vegetals arbustives, amb un sistema de reg que incorpora tècniques de drenatge sostenible per a aprofitar la pluja. El 2020, en una segona fase de les obres, es va inaugurar la zona de jocs infantils, amb una superfície de 6706 m². |                                  |

### B
| Any  | Nom                                 | Superfície | Ubicació                                                | Notes | Foto                   |
| ---- | ----------------------------------- | ---------- | ------------------------------------------------------- | --- | ---------------------- |
| 1995 | Jardins del Baix Guinardó           | 1,79 ha    | C/ de Lepant, 378 (Horta-Guinardó)                      | Anteriorment anomenats jardins del Príncep de Girona (1995-2018), se situen a l'antic pati central de la Caserna de Girona, un antic aquarterament militar de cavalleria, l'edifici del qual està ocupat avui dia per oficines municipals de l'Ajuntament d'Horta-Guinardó. Van ser creats el 1995 amb un projecte de Jordi Farrando. La zona enjardinada es vertebra al voltant d'un gran estany de forma quadrada, que suposa el centre neuràlgic del parc. Al seu voltant se situa una ampla esplanada de sauló, i es combinen els elements vegetals amb les zones d'oci (una àrea infantil, un bar, un berenador, taules de ping-pong i una sèrie d'aparells de gimnàstica). A un desnivell del terreny es troben uns bancals amb espècies arbustives. |                        |
| 1996 | Parc de la Barceloneta              | 3,21 ha    | Passeig Marítim de la Barceloneta, 15-21 (Ciutat Vella) | Es troba al barri de La Barceloneta. Fou inaugurat el 1996, amb un disseny de Jordi Henrich i Olga Tarrasó. En aquest terreny hi havia antigament una fàbrica de l'empresa Catalana de Gas, en funcionament fins al 1989, de la qual resten una torre d'aigües i l'estructura metàl·lica d'un gasòmetre, dissenyada per l'enginyer Claudi Gil Serra el 1868. La torre és una obra de disseny modernista de Josep Domènech i Estapà, del 1905. De l'antiga fàbrica es conserva igualment l'edifici d'oficines, construït el 1907 per Domènech i Estapà, que actualment acull la Fàbrica del Sol, seu del Centre de Recursos Barcelona Sostenible, dedicat a l'educació ambiental. L'àrea del parc comprèn diverses zones amb parterres de gespa i espais de sauló, jalonats d'àrees vegetals on predominen les plantacions regulars de'arbres com pins, tipuanes, palmeres, bellaombres i tamarius. Al costat del passeig marítim, que dona a la platja de la Barceloneta, es troba un Monument a Simón Bolívar, obra de Julio Maragall (1996).                                                                                             | Parc de la Barceloneta |
| 2004 | Parc Fluvial del Besòs              | 115 ha     | Riu Besòs                                               | Amb una longitud de 9 km, aquest parc recorre el transcurs del riu Besòs des de Montcada i Reixac —en la confluència amb el riu Ripoll— fins a la desembocadura del riu a Sant Adrià de Besòs, recorrent al seu pas igualment els termes de Barcelona i Santa Coloma de Gramenet. En el seu recorregut es troben deu ponts: el de Montcada, B-20, Vell de Santa Coloma, Can Peixauet, Molinet, Guipúscoa, A-19, Cristòfor de Moura, Ferrocarril i Maristany. El parc es divideix en tres zones: una d'aiguamolls, situada a Montcada (primers 3 km); una altra d'ús públic (5 km), amb 22 ha de gespa; i la desembocadura del riu (450 m), restringida al públic. És gestionat per la Diputació de Barcelona. Aquesta zona va sofrir des dels anys 1960 una forta degradació a causa dels abocaments industrials al riu. Des dels anys 1980 va ser objecte de recuperació mediambiental, fins a aconseguir un espai verd dedicat avui dia a l'oci i a l'esport, a més de la preservació del seu hàbitat natural. Al parc viuen unes dues-centes espècies d'ocells, a més d'altres animals, com a ratolins, mosteles, tortugues o granotes. |                        |
| 1999 | Jardí Botànic de Barcelona          | 14 ha      | C/ Doctor Font i Quer, s/n (Sants-Montjuïc)             | Es troba a la muntanya de Montjuïc, i fou creat el 1999 amb l'objectiu de ser el principal jardí botànic de la ciutat, ja que l'anterior —conegut des d'aleshores com Jardí Botànic Històric— era de reduïdes dimensions. Els autors del projecte foren Carlos Ferrater, Artur Bossy, Joan Pedrola i Bet Figueras. Aquest jardí es va dedicar a espècies de clima mediterrani de totes parts del món, agrupades en cinc zones fitogeogràfiques: Califòrnia, Xile, Austràlia i Sud-àfrica, a més del Mediterrani. També hi ha algunes espècies homoclimàtiques, procedents de la Xina i Japó. En total es cataloguen unes 7 000 espècies, agrupades en plataformes triangulars disposades en terrasses per a salvar el desnivell del terreny. El jardí compta a més amb zones de vivers, així com un laboratori botànic, un auditori, una biblioteca i un bar-restaurant. També alberga el Museu Salvador, que conserva 800 000 exemplars d'espècies botàniques recopilades des del segle xvii. |                        |
| 1930 | Jardí Botànic Històric de Barcelona | 1,92 ha    | Av. dels Muntanyans (Sants-Montjuïc)                    | Es tracta del jardí botànic original, que fou substituït el 1999 pel Nou Jardí Botànic; tot i així, encara es pot visitar, i compta amb la basa de posseir els arbres més alts de Barcelona. Fou creat el 1930 al fons d'una pedrera situada darrere del Palau Nacional de Montjuïc, amb una magnífica col·lecció de plantes exòtiques recopilada pel botànic Pius Font i Quer. A causa de les obres d'acondicionament del recinte de Montjuïc per a les Olimpiades del 1992, el 1986 els seus terrenys es van veure afectats per diversos moviments de terres, fet que va afectar l'estabilitat de la superfície i va obligar a tancar-lo al públic. Fou reobert el 2003, després d'uns treballs de restauració. Entre les espècies conservades destaquen plantes de Catalunya, Balears i Pirineus, així com un conjunt de plantes medicinals. Als seus terrenys es troba una masia construïda per a l'Exposició Internacional del 1929. |                        |

### C
| Any       | Nom                           | Superfície               | Ubicació                                                         | Notes | Foto |
| --------- | ----------------------------- | ------------------------ | ---------------------------------------------------------------- | --- | ---- |
| 1991      | Jardins de Ca n'Altimira      | 0,43 ha                  | Mandri, 71 (Sarrià-Sant Gervasi)                                 | L'origen d'aquests jardins es troba a la finca homònima, propietat del doctor Josep Altimira, a l'època en què Sant Gervasi de Cassoles era un poble que encara no havia sigut annexionat a Barcelona. A la mort del doctor la finca passà a ser propietat de les Missioneres de la Immaculada Concepció, les quals van convertir l'edifici en un col·legi. Als anys 1980 va passar a titularitat pública, i el 1991 van ser oberts al públic després d'una remodelació efectuada per María Luisa Aguado. L'entrada principal es troba al carrer de Mandri, on el jardí es mostra exuberant de vegetació, especialment per la presència imponent dels pins blancs. Un camí escalonat descendeix a un nivell inferior, on hi ha una plaça de sauló amb una font i, al fons, una sala hipòstila, coberta antigament per arbrat i avui dia per una pista de bàsquet. Aquesta zona tenia originalment grutes i galeries d'aigua navegables, que lamentablement s'han perdut. Ambdós nivells estan comunicats per dos ponts, un de pedra i altre de ferro. A la part superior del jardí hi ha una àrea infantil. |      |
| 2024      | Parc de Can Batlló            | 29000 m²                 | C/ de Parcerisa, 32 (Districte de Sants-Montjuïc)                | El parc es troba en el recinte d'una antiga fàbrica tèxtil, la Fábrica de Hilados y Tejidos de Algodón, Blanqueo, estampados y aprestos de Juan Batlló. Les zones verdes s'han situat en diversos espais alternats amb les restes d'antics edificis de la fàbrica. El recinte presenta una gran esplanada central i diversos espais verds vorejats de camins, així com pistes esportives, una àrea de jocs infantils i una zona per a gossos. La zona esportiva inclou pistes de bàsquet, aparells de cal·listènia i taules de ping-pong. En l'àrea de jocs infantils destaca un gran tobogan. La vegetació es compon de 486 nous arbres, més de 3800 plantes arbustives, un centenar d'enfiladisses i 4800 vivaços, així com 1200 m² de gespa. També hi ha una zona d'horts urbans. Per al seu reg compta amb un dipòsit d'aigua freàtica i un sinuós canal recorre la superfície del parc, recordant l'antic Canal de la Infanta que passava prop d'aquesta zona. |      |
| 1917-1923 | Viver de Can Borni            |                          | Camí de Can Borni, 51-59 (Horta-Guinardó)                        | Es troba a la muntanya del Tibidabo. L'autor del projecte fou el paisatgista Nicolau Maria Rubió i Tudurí, director de Parcs i jardins de Barcelona, qui el va concebre com un jardí d'aclimatació de cara a l'Exposició Internacional de Barcelona de 1929. El disseny del jardí mostra la influència de la jardineria hispano-àrab, com a altres projectes coetanis de l'arquitecte com els Jardins de Laribal, que va confeccionar en col·laboració amb Jean-Claude Nicolas Forestier. Així, el terreny s'estructura en diverses terrasses per les que transcorre un canal d'aigua que mana d'un safareig superior, procedent d'una font de la muntanya. La vegetació està formada principalment per espècies mediterrànies. El jardí compta amb un centre d'interpretació de la natura. El viver fou restaurat el 2006. |      |
| 1989      | Jardins de Can Castelló       | 0,37 ha                  | Castelló, 1-7 (Sarrià-Sant Gervasi)                              | Foren oberts al públic el 1989 després d'una restauració efectuada per Antoni Falcón. El nom prové de la masia que fou propietat de Joaquim Castelló i Elias, reformada per Guillem Busquets i Vautravers. És un jardí d'estil romàntic, amb camins i parterres de formes corbes, marcats amb incrustacions de còdols. El terreny està delimitat per un alt mur provinent de l'antiga finca, i l'accés es produeix a través d'una reixa d'entrada. La vegetació és exuberant, amb arbres de gran mida a causa de l'edat, entre els quals destaquen les palmeres i els castanyers d'Índia. |      |
| 1993      | Parc de Can Dragó             | 11,86 ha                 | Avinguda Meridiana (Nou Barris)                                  | És considerat com un «parc esportiu», ja que bona part dels seus terrenys estan destinats a instal·lacions esportives, com un camp de futbol, un poliesportiu, pistes d'atletisme i piscines cobertes, així com un llac que fa de piscina descoberta a l'estiu, a més de pistes de petanca i àrees infantils. En un entorn degradat per la forta afluència de tràfic, el parc es va construir en un solar pertanyent anteriorment a RENFE, amb un projecte d'Enric Pericas del 1993. La vegetació és agresta, sense excessiva manipulació, a l'estil naturalista, composta d'arbredes, masses arbustives i zones de gespa. A dalt d'un petit turó destaca una escultura amb dues quadrigues de cavalls dirigides per aurigues olímpics, rèplica de l'obra efectuada per Pau Gargallo per a l'Estadi Olímpic de Montjuïc. També es troba al parc el monument a les víctimes de l'atemptat de l'Hipercor del 1987, titulat Tall Irregular Progression, obra de Sol LeWitt (2003). |      |
| 2012      | Parc de Can Rigal             | 2 ha                     | Av. Albert Bastardas / Carrer de Carlos Ferrer Salat (Les Corts) | L'àrea del parc està compartida per Barcelona i L'Hospitalet de Llobregat: el 2012 s'inaugurà la part barcelonina, de dues hectàrees, i queda pendent la urbanització de la zona de L'Hospitalet, de sis hectàrees. És un parc de disseny modern, on destaquen unes grans plaques solars que al cop que produeixen energia serveixen d'elements ornamentals del conjunt, ja que tenen una aparença quasi escultòrica. El parc té dues àrees diferenciades: una zona de bosc mediterrani amb pins i alzines, en consonància amb la propera serra de Collserola; i un prat amb diverses plantacions de formes geomètriques poblades d'arbres caducifolis, on s'ubiquen també les zones de jocs infantils. Per altra banda, un camí central presenta diverses àrees de descans i parterres geomètrics plantats amb espècies arbustives i herbàcies, i les pèrgoles amb plaques fotovoltaiques aporten ombra al passeig. El conjunt inclou un bar, una àrea per a gossos i un circuit d'aparells de gimnàstica per a la tercera edat. |      |
| 1984      | Parc de Can Sabaté            | 1,76 ha                  | Mineria, 18 (Sants-Montjuïc)                                     | Es troba a la Zona Franca, i fou creat el 1984 amb un projecte de Neus Solé, Imma Jansana i Daniel Navas. El nom prové de la família Sabaté, propietària d'una indústria metal·lúrgica al terreny. És un parc de forma rectangular allargada, amb un únic accés pel carrer Mineria, i envoltat per edificis en tres dels seus costats. A l'entrar es troba en primer lloc un estany de forma irregular, situat al costat d'un centre cívic. A continuació ve una llarga plataforma pavimentada situada a un nivell superior de la resta del parc, on es troba una piràmide de marbre verd de 2,40 metres d'altura, de la que surt un raig d'aigua que transcorre per un canal d'uns 50 metres de longitud fins a una bassa rodejada per una columnata de vuit columnes truncades. Darrere d'aquesta columnata es troba un petit bosc, i als costats d'aquesta plataforma central hi ha parterres de gespa, àrees infantils, bancs i fonts. |      |
| 1779      | Jardins de Can Sentmenat      | 1 ha                     | Can Caralleu, 16-18 (Sarrià-Sant Gervasi)                        | En aquest terreny hi havia una masia del segle xiv, el Mas Teixidó. Al segle xvii fou adquirida pels marquesos de Sentmenat, els quals van construir un palau el 1779, d'estil neogòtic. Al voltant del palau s'estructuren els jardins: enfront de la façana davantera hi ha uns jardins d'estil clàssic afrancesat, amb un estany circular rodejat de parterres de broderie, i un passeig jalonat d'estàtues que fan referència als blasons heràldics de diverses famílies emparentades amb els Sentmenat. A la part posterior hi havia uns jardins d'estil romàntic amb una cascada artificial, diluïts avui dia a la zona forestal que s'obre a la serra de Collserola. El 1960 els Sentmenat van llogar el palau al cònsol de França, fins que el 1974 el van vendre a una immobiliària. Tot i així, l'Ajuntament es va interessar per la preservació d'aquest patrimoni arquitectònic i artístic, i després d'arribar a un acord amb el promotor va adquirir la finca el 1992. El 1994 el consistori va llogar el palau a l'escola de disseny Eina, i a l'any següent es van obrir els jardins al públic després d'una restauració efectuada per Patrizia Falcone. |      |
| 1992      | Parc de Carles I              | 5,5 ha                   | Av. d'Icària, 90 (Sant Martí)                                    | Aquest parc procedeix de la renovació urbanística realitzada a la façana litoral amb motiu dels Jocs Olímpics del 1992, en uns terrenys anteriorment d'ús industrial. El projecte fou de Pep Zazurca i Juli Laviña. Està dedicat a l'emperador Carles I d'Espanya i V d'Alemanya, del que es guarda bon record a la ciutat comtal, ja que en una visita efectuada el 1519 va comentar que preferia «ser comte de Barcelona abans que emperador de les Alemanyes». El parc té forma de grill de taronja, i pel seu cercle exterior discorre un canal d'aigua que es veu interromput pels carrers que el creuen, en un dels seus punts en forma de cascada degut al desnivell, i que compta amb diversos ponts per a travessar-lo. Hi ha també dunes de gespa que aïllen l'entorn del soroll circumdant, jalonades de fileres de plàtans i coronades per xiprers. Entre aquests elements vegetals es troba l'escultura El cul (A Santiago Roldán) (1999), d'Eduardo Úrculo, una obra de bronze de 6,5 metres d'altura. |      |
| 1989      | Parc del Carmel               | 15,32 ha                 | Carretera del Carmel (Horta-Guinardó)                            | S'ubica al voltant del turó del Carmel, que forma part del Parc dels Tres Turons, just al costat del Parc Güell. Antigament era una zona rural, amb algunes masies escampades pel seu territori, de les quals destacava la de Can Móra —actualment un geriàtric. Al seu terreny es troba el Santuari de la Mare de Déu del Mont Carmel (1860-1864), que donà nom a la muntanya i al barri. A prop es troba tanmateix l'Ermita de la Mare de Déu de Fàtima, construïda el 1952. També hi ha dos col·legis (Virolai i CEIP Coves d'en Cimany) i dos camps de futbol, el Complex Esportiu Municipal Carmel. La part del parc corresponent a l'entrada per la Carretera del Carmel porta el nom de Jardins de Juan Ponce, on es troba un casal d'avis, una àrea de jocs infantils i unes pistes de petanca. A la part central del parc hi ha una obra d'art públic, L'ordre d'avui és el desordre de demà (1999), d'Ian Hamilton Finlay. |      |
| 1992      | Parc de les Cascades          | 1,38 ha                  | Av. del Litoral, 12-14 (Ciutat Vella)                            | Com el de Carles I, aquest parc va sorgir amb motiu dels Jocs Olímpics, igualment en uns terrenys anteriorment d'ús industrial. El projecte fou obra de MBM arquitectes. Es troba sobre la Ronda del Litoral, que en aquest tram està soterrada, i és el saló d'entrada a la Vila Olímpica. Es divideix en dues seccions separades pel carrer Ramon Trias Fargas, a cada una de les quals hi ha com a element distintiu una escultura de grans dimensions i estil abstracte: David i Goliat, d'Antoni Llena, i El Poder de la Paraula, d'Auke de Vries. Aquesta darrera està situada sobre un estany que es desborda al nivell inferior en forma de cascada, d'ací el nom del parc. |      |
| 1978      | Parc del Castell de l'Oreneta | 17 ha                    | Montevideo, 45 (Sarrià-Sant Gervasi)                             | El parc és als estreps de la serra de Collserola, pel que en la major part és un parc forestal, on abunden els pins, les alzines i els garrofers, a més de zones de sotabosc, principalment de retama i arbocer. Antigament hi havia en aquest lloc un castell, el Castell de l'Oreneta que dona nom al parc, originari del 1910 i destruït durant la Guerra Civil, del que queden algunes restes. Al terreny hi havia també una masia, Can Bonavista. Ambdues finques van ser adquirides per la Creu Roja, que planejava construir un hospital, però finalment no es va dur a terme i els terrenys van ser comprats per l'Ajuntament. El parc fou inaugurat el 1978, i el 1993 fou restaurat per Patrizia Falcone. Pujant pels camins hi ha diverses terrasses i miradors, fins a arribar a la zona alta, on hi ha zones de jocs infantils, una pista de ponis i un circuit de trens en miniatura —inaugurat el 1981—, que circulen al voltant de l'Estació de l'Oreneta, amb un recorregut de 636 metres que travessa tres túnels, dos ponts i un viaducte metàl·lic. |      |
| 1997-2007 | Parc Central de Nou Barris    | 16,6 ha                  | Entre el Passeig del Verdum i la Plaça Karl Marx (Nou Barris)    | Es tracta de la urbanització d'una zona anteriorment bastant degradada, amb forts desnivells que dificultaven el pas als veïns. El projecte fou dels arquitectes Carme Fiol i Andreu Arriola, i s'efectuà en tres fases: 1997-1999, 2000-2003 i 2007. Els autors s'inspiraren en el quadre Horta de Sant Joan, de Picasso, d'estil cubista, pel que van fer una fragmentació de l'espai en seccions interconnectades. Del conjunt del parc destaquen uns elements ornamentals en forma de diapasó que actuen com a plafons lumínics, així com la presència de l'aigua, a través de tres llacs amb brolladors. A la part baixa del parc es trobava antigament el Manicomi de la Santa Creu, el qual fou reaprofitat per a instal·lacions municipals, com la seu del districte de Nou Barris, una biblioteca pública i una comissaria de la Guàrdia Urbana. A prop es va construir també un parc tecnològic, el Fòrum Nord de la Tecnologia. Al llac superior es va conservar en forma de pont una secció de l'antic aqüeducte de Dosrius. El parc fou guardonat el 2007 amb el premi d'arquitectura International Urban Landscape Award a Frankfurt (Alemanya). |      |
| 2008      | Parc del Centre del Poblenou  | 5,56 ha                  | Avinguda Diagonal, 116-130 (Sant Martí)                          | Fou creat el 2008 amb un projecte de l'arquitecte francès Jean Nouvel, autor també del gratacel Torre Agbar, molt a prop d'aquest parc. Es divideix en diversos espais temàtics, de disseny avantguardista: en primer lloc es troba una planta pneumàtica de recollida de residus, el sostre de la qual forma una muntanya artificial coberta de sorra i roques, la Rampa de Roques, que simula un paisatge lunar. A continuació venen les Voltes, quatre arbredes de plàtans en forma de voltes de diferent altura. Des d'aquí s'obre un pla que conté diversos elements, com les Cabanes sota la pluja, formades per unes estructures metàl·liques recobertes de plantes enfiladisses; la Plaça de la Sardana, una plaça circular rodejada de desmais, pensada per a practicar el popular ball de la sardana; els Rams, una sèrie d'elements verticals en forma de jardineres escultòriques; l’Illa sota la cúpula, un espai rodejat d'un canal d'aigua que acull una cúpula metàl·lica rodejada de llorers; i la Xemeneia, un vestigi d'una antiga fàbrica que recorda el passat industrial de la zona. En altra àrea es troba el Pou del Món, un cràter format per diverses espirals de terra, i un camp de falsos pebrers amb una sèrie d'estructures metàl·liques que suposen una perfecta integració de l'escultura a l'entorn natural, titulades Els Nius i Pous del Cel. |      |
| 1965      | Parc de Cervantes             | 9,15 ha                  | Av. Diagonal, 708-716 (Les Corts)                                | Es tracta d'un parc temàtic, dedicat a les roses, amb un conjunt d'uns 11 000 roserars d'unes 245 varietats distintes. Dissenyat per Lluís Riudor i Carol, fou inaugurat el 1965. Per la climatologia mediterrània de Barcelona aquests roserars estan en floració pràcticament des d'abril fins a novembre, tot i que entre maig i juny assoleixen el zenit de la floració, que atorga a aquest parc una singular bellesa. Cada any se celebra en aquest parc un concurs de roses noves, que són batejades amb diversos noms pels seus creadors. A més dels roserars, hi ha diverses zones de gespa i petites arbrades, així com una zona de jocs infantils, taules de ping-pong i zona de pícnic. També hi ha diverses pèrgoles que generen zones d'ombra, així com diverses escultures: Serenitat, d'Eulàlia Fàbregas de Sentmenat (1964); Adam, de Jacinto Bustos Vasallo (1968); i Rombes bessons, d'Andreu Alfaro (1977). |      |
| 1872      | Parc de la Ciutadella         | 17,42 ha (31 amb el zoo) | Passeig Picasso, 1 (Ciutat Vella)                                | Es va constituir el 1872 als antics terrenys de la fortalesa de la ciutat, a imatge i semblança del Jardí del Luxemburg de París. El projecte fou de Josep Fontserè, el qual va projectar, juntament amb la zona verda, una plaça central i un passeig de circumval·lació, així com una font monumental i diversos elements ornamentals, dos llacs i una zona de bosc, a més de diversos edificis auxiliars i infraestructures. Fontserè va comptar amb la col·laboració d'un jove Antoni Gaudí, el qual va intervenir al projecte de la Cascada Monumental, on va realitzar el projecte hidràulic i va dissenyar una gruta artificial sota la cascada. El monument destaca per la profusió escultòrica, en la que van intervenir diversos dels millors escultors del moment, com Rossend Nobas, Venanci Vallmitjana, Francesc Pagès i Serratosa, Josep Gamot, Manuel Fuxà, Rafael Atché i Joan Flotats. El recinte del parc fou l'epicentre de l'Exposició Universal del 1888, que va deixar diversos edificis que encara es conserven: el restaurant, conegut com Castell dels Tres Dragons i actual Museu de Zoologia, obra de Lluís Domènech i Montaner; l'Hivernacle, obra de Josep Amargós, realitzat en ferro i vidre seguint l'exemple del Crystal Palace de l'Exposició de Londres del 1851; el Museu Martorell de Geologia, d'Antoni Rovira i Trias; i l'Umbracle, de Josep Fontserè. Dins del recinte del parc se situa el Zoo de Barcelona, així com diverses edificacions que provenen de l'antiga fortalesa: la capella, el palau del governador i l'arsenal, actual seu del Parlament de Catalunya. A l'antiga plaça d'armes hi ha un estany ovalat amb la cèlebre escultura Desconsol, obra de Josep Llimona, la més famosa d'un ampli conjunt d'escultures que jalona tot el parc. Un dels centres neuràlgics del parc és el llac, amb diversos illots i gran profusió de plantes exòtiques i animals aquàtics; es pot navegar en ell amb barques de rems. |      |
| 1994      | Jardins de Clara Campoamor    | 0,54 ha                  | Avinguda Diagonal, 609-615 (Les Corts)                           | Situats a l'avinguda Diagonal 609-615, al barri de les Corts, foren inaugurats el 3 de desembre de 1994. Estan dedicats a la memòria de Clara Campoamor, impulsora del reconeixement del sufragi femení a l'Estat espanyol durant la II República. L'espai queda delimitat pel conjunt de carrers de Gandesa, Europa, Joan Güell i l'avinguda Diagonal, i és molt proper a l'estació de Maria Cristina del metro i del Trambaix. Es troben en una àrea amb molt dinamisme i afluència pel seu àmbit comercial, de negocis, sanitària, turística i zona universitària. A escassa distància hi ha l'encreuament de dues de les vies més transitades, com són l'avinguda Diagonal i la Gran Via de Carles III (Ronda del Mig), i pròxims a una de les entrades principals, amb vehicle, de la ciutat per l'avinguda Diagonal pel seu extrem de la Zona Universitària. Acull l'escultura Citerea, una àrea de jocs infantils, uns sortidors d'aigua ornamentals, un parterre central amb gespa, zones de sauló i paviment dur als laterals, amb exemplars vegetals de lledoners i palmeres de Canàries. A l'entrada dels jardins, a l'interior d'uns sortidors d'aigua ornamentals, hi ha situada la icònica escultura Citerea, obra de l'artista María Luisa Serra Catalán, inaugurada el 26 de juliol de 1993; feta d'acer pintat, s'inspira en el quadre Peregrinació a l'illa de Cítera, del pintor francès Jean-Antoine Watteau. L'obra guanyà el concurs públic impulsat per l'Ajuntament de Barcelona per tal d'embellir espais públics l'any 1990, sent englobada dins de la campanya urbanística Barcelona posa't guapa. |      |
| 1986      | Parc del Clot                 | 4,03 ha                  | C/ Escultors Claperós, 36 (Sant Martí)                           | És un clar exemple de parc de disseny arquitectònic i concepció avantguardista, que combina l'estètica urbana amb un espai verd posat a disposició del públic en general. El projecte del parc fou realitzat el 1986 per Daniel Freixes i Vicente Miranda. Es troba a la ubicació d'un antic taller de RENFE, del qual algunes parets van ser aprofitades com a elements ornamentals, com es percep a l'arqueria reconvertida en un aqüeducte de 25 m de longitud, que a través d'una cascada assorteix d'aigua el llac situat a un lateral del parc. A prop es troba una espècie de loggia constituïda igualment per murs de l'antic edifici, amb una sèrie d'arcs de maçoneria amb columnes metàl·liques; al seu interior es troba l'escultura Rites de primavera, de l'escultor nord-americà Bryan Hunt (1986), una peça de bronze de 4 m d'altura que representa un salt d'aigua. |      |
|           | Parc de Collserola            | 1795 ha                  | Serra de Collserola                                              | La Serra de Collserola és la zona forestal més gran de Barcelona, el principal pulmó de la ciutat i centre d'oci i esport. Pertany a la Serralada Litoral Catalana, i té el seu punt més alt a la muntanya del Tibidabo (512 m). S'estén a tot el llarg de la franja occidental de la ciutat, pel que és una de les fronteres naturals d'aquesta, juntament amb el mar i els rius Besòs i Llobregat. Des del 1976 està declarat com a parc metropolità d'especial protecció, i algunes de les seves zones són reserves naturals de flora i fauna. És una zona essencialment boscosa, amb predomini de pins, alzines i roures, així com zones de màquia i garrics. Entre les espècies animals que poblen la zona destaquen els porcs senglars, així com unes 130 espècies d'ocells, mamífers, peixos i rèptils. És rica en fonts naturals (unes dos-cents), que durant segles han assortit d'aigua la ciutat. Al seu espai se situen algunes construccions, com el Parc d'Atraccions del Tibidabo, el Temple Expiatori del Sagrat Cor, la Torre de Collserola, l'Observatori Fabra, l'Hotel Florida, el pavelló de Ràdio Barcelona, la Torre de les Aigües de Dos Rius i algunes ermites i masies, així com el Viver de Can Borni, projectat per Nicolau Maria Rubió i Tudurí. Al parc existeixen itineraris naturals, i s'organitzen visites guiades i tallers d'observació de la natura. |      |
| 2024      | Parc de la Colònia Castells   | 9602 m²                  | Passatge Barnola, 15 (Les Corts)                                 | Va ser creat per iniciativa de l'Institut Municipal d'Urbanisme de l'Ajuntament de Barcelona als terrenys d'una antiga colònia obrera creada el 1923, vinculada a la Fàbrica Castells, que produïa hules, xarols i teixits d'ús industrial. La zona va ser requalificada com a zona verda pel Pla General Metropolità de 1976, encara que va caldre esperar diverses dècades per a efectuar les expropiacions. El parc s'articula al voltant d'una plaça central i compta amb una àrea de joc infantil —en la qual destaca un gran tobogan amb forma d'eriçó de mar—, així com aparells de gimnàstica, una pèrgola amb plantes enfiladisses i horts urbans. La vegetació s'ha col·locat pensant en criteris de sostenibilitat envers al canvi climàtic, amb sistemes de drenatge per a aprofitar l'aigua de pluja. Es van plantar 161 arbres nous, entre els quals destaquen espècies com xicrandes, tipuanes, iuques, bellaombres i nesprers del Japó. També es va efectuar una prova pilot d'instal·lació de gespa artificial. S'han mantingut nou de les antigues cases com a record. |      |
| 1987      | Parc de la Creueta del Coll   | 1,68 ha                  | Passeig Mare de Déu del Coll, 77 (Gràcia)                        | Es troba en un turó que forma part dels estreps del Tibidabo (Serra de Collserola). Era una antiga pedrera, que es fa transformar en parc públic gràcies a un projecte de MBM Arquitectes, inaugurat el 1987. La part principal del parc conté una gran plaça de 6.000 m², on destaca un estany que a l'estiu s'utilitza com a piscina pública. La vegetació està constituïda per palmeres (datileres i washingtònies), xiprers, plàtans, alzines, arbres de l'amor, diverses espècies de flors i un parterre de gespa. El parc destaca igualment per la col·locació de dues magnífiques escultures: un monòlit titulat Tòtem (1987), d'Ellsworth Kelly, a l'entrada del parc; i Elogi de l'aigua (1987), d'Eduardo Chillida, un bloc de formigó de 54 tones de pes suspès sobre la part posterior del llac amb quatre cables d'acer que pengen de la muntanya, i que es reflecteix a l'aigua com al mite de Narcís, segons propòsit de l'autor. |      |

### D
| Any  | Nom                               | Superfície | Ubicació                                               | Notes | Foto |
| ---- | --------------------------------- | ---------- | ------------------------------------------------------ | --- | ---- |
| 2007 | Jardí dels Drets Humans           | 1,25 ha    | C/ de la Foneria, 19 (Sants-Montjuïc)                  | Es troba a la Zona Franca, a l'interior d'una illa de forma rectangular, on antigament es trobava la fàbrica de llums elèctrics Lámparas Z, posteriorment absorbida per la companyia Philips. Aquest espai estava destinat a zona d'esbarjo per als treballadors de la fàbrica, i com a tal fou dissenyat el 1960 per una paisatgista holandesa, l'esposa del director general de Lámparas Z, Sr. Van der Harst. El 2007 fou obert al públic després d'una rehabilitació efectuada per l'arquitecte municipal Jaume Graells. El nom prové de la Declaració Universal dels Drets Humans, aprobada per l'Organització de les Nacions Unides el 10 de desembre de 1948. Els elements més distintius del parc són un petit llac amb una illeta amb palmeres al centre i una pista de patinatge. Tanmateix, al llarg de tot el perímetre del parc es troba un conjunt de 31 plafons d'acer que acullen cada un dels 30 articles de la Declaració Universal dels Drets Humans, a més d'altre que inclou la poesia Com la Cigala, de l'argentina María Elena Walsh, dedicada als desapareguts de les dictadures militars de Xile i l'Argentina. |      |
| 2002 | Parc de Diagonal Mar              | 14,3 ha    | C/ Llull, 362 (Sant Martí)                             | S'anomena així perquè està situat a la confluència de l'Avinguda Diagonal amb la mar Mediterrània. És obra dels arquitectes Enric Miralles i Benedetta Tagliabue, i fou construït entre 1999 i 2002. El terreny que ocupa el parc pertanyia antigament a l'empresa metal·lúrgica i de construcció de material ferroviari MACOSA. És un parc de disseny modern, al que destaquen diverses estructures metàl·liques semblants a filigranes tubulars de capricioses formes, que a mena de peces escultòriques jalonen tot el recinte, i que en certs punts sostenen unes grans jardineres confeccionades en ceràmica de colors, obra del ceramista Antoni Cumella i Vendrell. El parc està dividit en tres àrees, dues més petites al costat de la zona litoral, ambdues amb un petit estany, i altra més gran que acull un llac de major mida, poblat per ànecs, oques i aus aquàtiques. Un pont de fusta uneix les dues vores del llac. Hi ha diversos turons de gespa, un dels quals, anomenat Muntanya Màgica, té uns tobogans per als nens. Els bancs tenen forma d'ones de mar, i reben el nom de lungomare, un mot italià que significa «passejar al costat del mar». La vegetació està composta per 51 espècies diferents d'arbres, entre els quals destaca un drago canari de 150 anys. |      |
| 2019 | Jardins del Doctor Pla i Armengol | 3,6 ha     | Av. Mare de Déu de Montserrat 114-132 (Horta-Guinardó) | Es troben en una finca anteriorment de titularitat privada que albergava l'Institut Ravetllat-Pla, un centre de recerca contra la tuberculosi fundat el 1919 pel doctor Ramon Pla i Armengol i el veterinari Joaquim Ravetllat i Estech. La casa i els jardins de la finca, d'estil noucentista, van ser dissenyats el 1930 per l'arquitecte Adolf Florensa i incloïen un conjunt d'escultures repartides pels jardins, safareigs i pèrgoles. Els jardins es van obrir al públic el 2019, amb la casa reconvertida en el Museu Núria Pla, compost per 800 peces de mobiliari, pintura, escultura i orfebreria. Després de la rehabilitació del conjunt es van incloure a més una zona infantil, un amfiteatre, un mirador, un Centre de Treball de Parcs i Jardins, uns horts urbans, basses amb substrats naturals i diverses peces de mobiliari urbà. Del conjunt d'escultures destaca la Font de la Venus de Fréjus, dissenyada igualment per Florensa, així com el Monument a Ramon Pla i Armengol. |      |

### E
| Any  | Nom                          | Superfície | Ubicació                              | Notes | Foto |
| ---- | ---------------------------- | ---------- | ------------------------------------- | --- | ---- |
| 2013 | Jardins d'Elvira Farreras    |            | Carrer Manacor (El Putxet i el Farró) | Els jardins són delimitats pels carrers Manacor, Monegal i els jardins del Turó del Putxet. Inaugurats l'any 2013, els jardins van ser batejats en honor de l'escriptora Elvira Farreras i Valentí, veïna i cronista del barri del Putxet. |      |
| 1990 | Jardí d'Escultures           | 0,33 ha    | Plaça Neptú (Sants-Montjuïc)          | Es troba a la muntanya de Montjuïc, annex a la Fundació Miró. Es va construir el 1990 amb un projecte arquitectònic de Jaume Freixa i Jordi Farrando, i el 2002 fou reconstruït per Marina Salvador. Sorgí com una iniciativa per a situar un jardí d'escultures a l'espai annex a la Fundació Miró, la coneguda antigament com a Plaça del Sol, on des del 1909 estava situada l'escultura Manelic de Josep Montserrat, en homenatge a l'escriptor Àngel Guimerà. S'encarregà de llençar el projecte Rosa Maria Marlet, directora de la Fundació Miró, qui va escollir els escultors participants dins d'un grup d'artistes joves que ja havien exposat a la Fundació, a l'Espai 10. Les escultures col·locades inicialment eren vuit: Agulla, de Tom Carr; Transparent, el paisatge, de Pep Duran; Ctonos, de Gabriel Sáenz Romero; Teulada, de Perejaume; Gran avió d'hèlix blava, de Josep Maria Riera i Aragó; Dell'Arte, de Jaume Plensa; Gran fus, d'Enric Pladevall; i Vol 169, d'Emma Verlinden; aquesta darrera fou retirada el 2002 degut a la deterioració irreversible. En la restauració del 2002 es van afegir tres escultures més: Gènesi, d'Ernest Altès; La classe de música, de Cado Manrique; i DT, de Sergi Aguilar.                                                                     |      |
| 1985 | Parc de l'Espanya Industrial | 4,60 ha    | C/ Muntadas, 37 (Sants-Montjuïc)      | Fou construït el 1985 pels arquitectes Luis Peña Ganchegui, Antón Pagola i Monserrat Ruiz, als terrenys que va deixar lliures L'Espanya Industrial (també coneguda com el Vapor Nou de Sants), una antiga fàbrica tèxtil fundada el 1847 i que el 1972 es va traslladar a Mollet del Vallès. El 1985 va rebre el premi FAD d'Arquitectura i Interiorisme. El parc s'inspira en els quatre elements primordials: aigua, terra, foc i aire. Al llarg del Passeig de Sant Antoni voregen el parc unes altes torres d'il·luminació, des de les que unes graderies condueixen fins a un llac artificial, que es pot recórrer a barca. Es conserva l'edifici d'oficines de l'antiga fàbrica, la Casa del Mig, que actualment és un casal juvenil. El parc compta també amb un poliesportiu, taules de ping-pong i àrea de jocs infantils, així com diverses escultures: El Drac, d'Andrés Nagel (1987); Neptú, de Manuel Fuxà (1881); Venus moderna, de Peresejo (1929); Tors de dona, d'Enric Casanovas (1947); Els bous de l'abundància, d'Antoni Alsina (1926); Landa V, de Pablo Palazuelo (1985); i Alto Rhapsody, d'Anthony Caro (1985). |      |
| 1988 | Parc de l'Estació del Nord   | 3,58 ha    | C/ Almogàvers, 27-61 (Eixample)       | Es troba als terrenys limítrofs a l'estació d'autobusos del mateix nom, i fou creat el 1988 amb un projecte d'Andreu Arriola, Carme Fiol i Enric Pericas. El 1999 va ser ampliat per Patrizia Falcone. El parc s'estructura en dos nivells: accedint pel carrer Lepant hi ha un nivell inferior on es troben una àrea per a gossos i una zona de jocs infantils, així com el Monument a Juan Pablo Duarte, obra de Félix Tejada; després de passar sota un pont que creua el carrer Marina i pujar una lleugera pendent s'accedeix a una zona més elevada, que és la part principal del parc, situada enfront de l'edifici de l'estació. Aquí destaquen dues escultures integrades amb la natura, a l'estil de l'art natura: Cel caigut i Espiral arbrada, de Beverly Pepper. La primera sembla una ona gegant que surt de la vegetació del parc, elaborada en ceràmica de color blau amb la tècnica gaudiniana del trencadís; la segona té forma de tronera de pedra, rodejada de til·lers. La pròpia artista va dissenyar els elements d'il·luminació del parc, uns monòlits de ferro de quatre metres d'altura; i també els bancs, elaborats amb pedra artificial, i que semblen peces d'escacs. La resta del parc alterna zones de gespa amb espais arbrats, als que destaquen les acàcies i els xiprers. |      |

### F
| Any  | Nom                                      | Superfície | Ubicació                                               | Notes | Foto                |
| ---- | ---------------------------------------- | ---------- | ------------------------------------------------------ | --- | ------------------- |
| 1926 | Parc de la Font del Racó                 | 1,29 ha    | C/ Lluís Muntadas, 1 (Sarrià-Sant Gervasi)             | Es tracta d'un parc forestal, situat a la galtera del Tibidabo. Fou creat el 1926 per Nicolau Maria Rubió i Tudurí. A la part superior hi ha el funicular d'ascens al Parc d'Atraccions del Tibidabo. El terreny es troba en una forta pendent, que forma un obac fondal a la part inferior. La zona es recorre a través d'uns sinuosos camins que salven el desnivell, en ocasions amb l'ajut d'escales i barandilles de fusta, en un estil rústic que s'adapta a la natura circumdant. El bosc és en certes zones bastant tancat, amb arbres frondosos entre els quals destaquen els roures, els pins i els lledoners. A la part inferior hi ha una font, que és la que dona nom al parc, i a prop se situa una placa en record a l'artista Apel·les Mestres, obra de Francesc Socías i March, col·locada el 1938. |                     |
| 1995 | Parc de la Font Florida                  | 2,29 ha    | C/ de la Mineria, 50 (Sants-Montjuïc)                  | Es troba al costat de la muntanya de Montjuïc, prop de la Zona Franca. Fou creat el 1995 amb un projecte de Carles Casamor, Ramon Marquès i Carles Fuentes. El parc té dues zones diferenciades: una gran plaça arbrada, amb bancs, fonts, àrees infantils, pistes de petanca i una bassa que aporta frescor a l'ambient, rodejada de bellaombres; i una zona verda encaminada pel vessant d'un alt tossal, on destaca una plantació de pollancres, mentre que a la base l'espígol forma una manta de color blau a l'estiu, que contrasta amb el groc de les tipuanes. La primera zona és més urbana, amb arbres alineats i espais per al gaudi de la gent, mentre que la segona és més silvestre, a imitació de l'estil jardiner iniciat a la muntanya de Montjuïc per Jean-Claude Nicolas Forestier per a l'Exposició Internacional de Barcelona de 1929. |                     |
| 2004 | Parc del Fòrum                           | 14 ha      | Plaça del Fòrum, 1 (Sant Martí)                        | Es troba a la zona limítrofe entre Barcelona i Sant Adrià del Besòs, al terreny on es va celebrar el Fòrum Universal de les Cultures 2004. L'espai principal és una gran esplanada, la plaça del Fòrum, dissenyada per Elies Torres i Tur i José Antonio Martínez Lapeña, presidida per una gran placa fotovoltaica, un dels elements més emblemàtics del recinte. El conjunt inclou l'anomenat parc dels Auditoris, de 5,2 ha, obra d'Alejandro Zaera: el nom prové de dos auditoris de grades a l'aire lliure ubicats al seu espai, ideats per a espectacles amb gran concurrència de públic. L'espai situat entre els dos auditoris està format per una sèrie de dunes que combinen els espais vegetals amb paviments de lloses amb forma de mitja lluna. Al costat del parc es troba la zona de banys, de 2 ha, dissenyada per Beth Galí i Jaume Benavent, una platja sense sorra que dona accés mitjançant escalinates i rampes a la vora del mar, acotada amb pals per a formar un entorn segur, a mena de piscina. Aquesta zona queda protegida de l'onatge per una escullera, que al mateix temps forma una illa artificial anomenada Pangea. | Parc dels Auditoris |
| 1916 | Jardí de la Fundació Julio Muñoz Ramonet | 3594 m²    | C/ de Muntaner, 282 (districte de Sarrià-Sant Gervasi) | Situat en la finca de Can Fabra, era propietat de Ferran Fabra i Puig, qui el 1916 va encarregar el disseny del jardí al paisatgista francès Jean-Claude Nicolas Forestier. El 1917 es va construir la casa principal, el palau del Marquès d'Alella, obra d'Enric Sagnier i Villavecchia. El 1945 va adquirir la finca l'empresari Julio Muñoz Ramonet, qui va encarregar una remodelació del jardí al paisatgista Joan Mirambell i Ferran, qui va treballar en el projecte entre 1956 i 1957. El jardí presenta dos nivells: el «jardí inferior», presidit per un estany amb l'escultura Dona asseguda, obra de Josep Dunyach de 1919; i el «jardí superior», on es troba un altre estany, poblat de nenúfars i flanquejat per dues pèrgoles paral·leles entre els intercolumnis de les quals es troben sis escultures, obra de Josep Dunyach i Vicenç Navarro. Enfront de la casa hi ha altres dues escultures, obra de Josep Cañas. |                     |

### G
| Any       | Nom                         | Superfície | Ubicació                                     | Notes | Foto |
| --------- | --------------------------- | ---------- | -------------------------------------------- | --- | ---- |
| 2004      | Parc Lineal de Garcia Fària | 5,2 ha     | Passeig de Garcia Fària (Sant Martí)         | Aquest parc fou creat el 2004 en el context de la remodelació de la zona de Diagonal Mar efectuada per a la celebració del Fòrum Universal de les Cultures, amb un projecte de Pere Joan Ravetllat i Carme Ribas. El nom prové de Pere Garcia i Fària (Barcelona, 1858-1927), enginyer de camins i arquitecte, qui fou director del Servei de Sanejament de l'Ajuntament de Barcelona. Es tracta d'un passeig de més d'un quilòmetre de llarg —d'ací el nom de parc lineal— que es troba sobre l'aparcament situat al costat de la Ronda del Litoral, entre els carrers Bilbao i Josep Pla, i que enllaça els parcs del Poblenou i de Diagonal Mar. La part principal del seu recorregut és una pista de paviment dur, ideal per a córrer en bicicleta o amb patins, vorejada de zones verdes i àrees de jocs infantils. La vegetació està confinada a uns parterres de formes trapezoïdals, alguns de doble pendent, amb gespa per un costat i baladre blanc per altre, i diversos parterres de gramínies, com Hyparrhenia sp., Festuca sp., Pennisetum setaceum, Pennisetum villosum i Nassella tenuissima. |      |
| 1992      | Parc de les Glòries         | 2,12 ha    | Plaça de les Glòries Catalanes (Sant Martí)  | Es troba a la Plaça de les Glòries Catalanes, a la confluència de l'Avinguda Diagonal, la Gran Via de les Corts Catalanes i l'Avinguda Meridiana. Aquí va haver-hi un antic parc constituït entre 1990 i 1992, obra dels arquitectes Andreu Arriola, Bet Figueras i Artur Juanmartí. Després d'unes obres de remodelació de la plaça per a soterrar el trànsit, el 2019 es va inaugurar un nou parc de 20400 m² dominat per la Gran Clariana, una gran esplanada de gespa de 1,1 hectàrees situada on l'antic nus viari. Al costat d'aquest espai central se situen diversos espais vegetals, un espai lúdic per a jocs infantils, una àrea per a gossos i una zona esportiva, a més d'una caseta per a jardiners, un viver amb diverses espècies d'arbres i dos quioscos-bar. Queda en projecte una segona fase del parc, que preveu més zones verdes, espais infantils, esportius i per a gossos, així com horts urbans, pistes de petanca, un jardí exòtic, un «Mirall d'aigua» i una zona per a espectacles anomenada «àgora sensorial». Aquesta segona fase es podrà executar quan s'acabi la construcció dels túnels viaris de soterrament del trànsit, prevista per a principis de 2021. |      |
| 2002-2007 | Parc lineal de la Gran Via  | 25 ha      | Gran Via de les Corts Catalanes (Sant Martí) | Es troba en un tram de la Gran Via de les Corts Catalanes comprès entre la plaça de les Glòries Catalanes i Sant Adrià de Besòs. Va ser dissenyat per Andreu Arriola i Carme Fiol. Es tracta d'una autovia d'abundant trànsit, de manera que la primera intervenció va consistir en la instal·lació d'una sèrie de pantalles acústiques per esmorteir el soroll. La zona de vianants queda dividida en dos per la carretera, pel qual es van construir nombrosos ponts i passarel·les per connectar els dos costats de la Gran Via. L'espai públic resultant va ser moblat amb diversos elements, com un canal d'aigua elevat amb salts d'aigua que cauen sobre diversos estanys, o una sèrie de bancs amb dissenys de diferent tipus: cargol, oreneta, estel, espiral o bumerang. |      |
| 1900-1914 | Parc Güell                  | 17,18 ha   | C/ Olot, 1-13 (Gràcia)                       | Obra de l'arquitecte modernista Antoni Gaudí, fou un encàrrec del seu mecenes, el comte Eusebi Güell, per a construir una urbanització residencial a l'estil de les ciutats-jardí angleses. Se situa al Turó del Carmel, al barri de la La Salut. El projecte no va tenir èxit, ja que de 60 parcel·les en què es dividí el terreny tan sols es va vendre una. Malgrat això, es van construir els accessos al parc i les àrees de serveis, i es van acondicionar els terrenys. Era un indret escarpat, amb forts desnivells que Gaudí sortejà amb un sistema de viaductes integrats al terreny. Del parc destaca l'entrada monumental, amb dos pavellons d'accés destinats a porteria i administració, rodejats d'un mur de maçoneria i ceràmica vidriada policromada; passats els pavellons es troba una escalinata que condueix als nivells superiors, decorada amb unes fonts esculpides on destaca un drac (o salamandra); aquesta escala condueix a la Sala Hipòstila, que hauria servit de mercat de la urbanització, feta amb grans columnes d'ordre dòric; per damunt d'aquesta sala es troba una gran plaça en forma de teatre grec, amb el famós banc corregut revestit de ceràmica trossejada (trencadís), obra de Josep Maria Jujol. La casa de mostra del parc, obra de Francesc Berenguer, fou residència de Gaudí de 1906 a 1926, i actualment acull la Casa Museu Gaudí. Als anys 1960 s'afegí al parc el Jardí d'Àustria, obra de Lluís Riudor. El 1984 la Unesco va incloure al Parc Güell dins del Patrimoni de la Humanitat. |      |
| 1918      | Parc del Guinardó           | 15,90 ha   | C/ de Garriga i Roca, 1-13 (Horta-Guinardó)  | El parc es troba al turó del Guinardó, on antigament hi havia una finca rústica, el Mas Guinardó, que va allotjar a Miguel de Cervantes quan va visitar Barcelona; també es diu que fou la casa del bandoler Perot Rocaguinarda. El 1910 passà a ser propietat municipal, i s'encarregà el projecte d'enjardinament de la zona al paisatgista francès Jean-Claude Nicolas Forestier, qui fou ajudat per Nicolau Maria Rubió i Tudurí, inaugurant-se el parc el 1918. La intervenció se centrà principalment a la zona oriental del turó, mentre que la resta es va deixar com a zona forestal. El projecte de Forestier era de caràcter mediterrani i classicista, on tenia un especial protagonisme l'aigua, que des d'una bassa situada a la cota més alta d'aquesta vessant oriental del turó es vessava cap avall a través d'una sèrie de canals i terrasses amb petites cascades i piscines. En aquest àmbit es troben també la Font del Cuento, originària del 1739, i una escultura anomenada El nen de la rutlla (1961), de Joaquim Ros i Bofarull. La zona forestal està poblada amb espècies típicament mediterrànies com pins, cedres i alzines, així com zones de sotabosc. El 1977 el parc fou remodelat per Joaquim Casamor, urbanitzant-se les terrasses inferiors amb àrees infantils i un escenari per a espectacles a l'aire lliure. |      |
| 1971      | Parc de la Guineueta        | 3,01 ha    | Plaça Llucmajor (Nou Barris)                 | Fou creat el 1971 per Joaquim Casamor, director de Parcs i jardins de Barcelona. El parc homònim al barri va prendre el seu nom d'una antiga masia anomenada Can Guineueta. S'estén de manera lineal entre els blocs d'edificis dels barris de la Guineueta i del Verdum, en un terreny que antigament fou un barranc. A la part superior, que dona a la Ronda de Dalt, es troba un camp de futbol i diversos equipaments esportius, mentre que a l'inferior es troba la part més ajardinada del parc, on al costat d'un llac es troba el principal monument del parc, l'escultura Guineu, de Julià Riu i Serra, en honor del barri. També es troba al seu recinte el Monument a Blas Infante, compost per un fris amb vuit columnes truncades que representen les vuit províncies andaluses, obra de Josep Lluís Delgado, sufragat pel Centre Andalús de Barcelona el 1982, al que es va afegir un bust del polític andalusista el 1995, obra de Xavier Cuenca Iturat. La part inferior i superior estan comunicades per dos camins paral·lels que es bifurquen a la part alta del parc, entre els que es troba un bosquet paisatgístic. A la part dreta s'obren diverses places que serveixen d'espais lúdics i de reunió; una d'elles porta el nom de Jardins de San Juan de Puerto Rico, que fou el nom inicial del parc. |      |

### J
| Any  | Nom                             | Superfície | Ubicació                                         | Notes | Foto |
| ---- | ------------------------------- | ---------- | ------------------------------------------------ | --- | ---- |
| 1967 | Jardins de Jaume Vicens i Vives | 1,37 ha    | Avinguda Diagonal, 639 (Les Corts)               | Aquests jardins es troben a l'Avinguda Diagonal, a l'interior d'una illa rodejada d'edificis a tres dels seus quatre costats. Es tracta del conjunt immobiliari anomenat Barcelona-2, realitzat el 1966. Els jardins van ser encarregats a Nicolau Maria Rubió i Tudurí, qui va elaborar un conjunt de parterres de gespa amb alguns arbres disseminats. Aquests parterres estan a una altura superior dels camins que travessen el parc, i al seu interior va disposar diverses placetes de forma quadrangular amb bancs per asseure's, que són com illes al mar verd circumdant. El promotor immobiliari, Manuel de la Quintana, va encarregar a l'escultor Frederic Marès la col·locació d'un conjunt d'escultures decoratives disseminades pel recinte enjardinat, totes elles amb figures d'animals. S'instal·là així un conjunt de 24 escultures exemptes, 12 de bronze, 9 de pedra i 3 de marbre, més dos relleus, un en pedra i altre en marbre. Entre els animals representats, la majoria vinculats al tema de la caça, hi ha cérvols, ossos, porcs senglars, cabirols, gaseles, daines i cabres, alguns d'ells actualment mutilats degut a actes vandàlics. |      |
| 2003 | Jardins de Joan Brossa          | 5,3 ha     | Plaça de Dante/Avinguda Miramar (Sants-Montjuïc) | Es troben a la muntanya de Montjuïc, al terreny anteriorment ocupat pel Parc d'atraccions de Montjuïc (1966-1998). Amb la fi de la concessió municipal dels terrenys l'any 1998, la zona es va reconvertir en un parc públic, amb un projecte dissenyat per Patrizia Falcone, el qual fou inaugurat el 2003. Els jardins estan dedicats al poeta Joan Brossa, en consonància amb altres jardins de la zona de Montjuïc dedicats a poetes. De l'antic parc d'atraccions restaren diversos equipaments, com el quiosc Damm i el Parasol, antics bar-restaurant dissenyats per Lluís Riudor i Antoni M. Riera Clavillé el 1965, així com diverses escultures que engalanaven l'antiga zona d'oci: el 1966, amb la inauguració del parc, es van col·locar A Carmen Amaya, de Josep Cañas, i A Joaquim Blume, de Nicolau Ortiz; el 1972 s'instal·laren El Pallasso (Charlie Rivel), de Joaquim Ros i Sabaté, i Charlot, de Núria Tortras. |      |
| 1970 | Jardins de Joan Maragall        | 3,63 ha    | Av. de l'Estadi, s/n (Sants-Montjuïc)            | Es troben a la muntanya de Montjuïc, entre l'Estadi Olímpic i el Palau Nacional. S'estructuren al voltant del Palauet Albéniz, residència de la Família Reial Espanyola durant les seves visites a la ciutat comtal. L'origen del jardí prové de l'Exposició Internacional de Barcelona de 1929, data en què es va construir el Pavelló Reial, obra de Juan Moya, d'estil barroc inspirat en l'arquitectura palauenca francesa del segle xviii. Al costat d'aquest es trobava el Palau de les Missions, que fou enderrocat per a l'ampliació dels jardins als anys 1970, projecte que va córrer a càrrec de Joaquim Casamor, qui va dissenyar un conjunt d'estil afrancesat, amb abundant decoració escultòrica. El jardí fou dedicat al poeta Joan Maragall, com altres jardins de la zona de Montjuïc. Els jardins s'organitzen en tres zones: una enfront de la façana principal del palau, amb dos estanys a cada extrem i una zona central de parterres, destacant a l'extrem oposat al palau un templet amb l'escultura Susanna al bany, de Théophile-Eugène-Victor Barrau; altra als laterals del palau, que es correspon amb els antics jardins de 1929, on destaquen dues fonts amb tritons i dues escultures titulades Dona ajaguda, d'Enric Monjo; i la zona nord, que dona al Palau Nacional (seu del MNAC), on destaca un pati peristil amb una columnata jònica, amb l'escultura Serena, de Pilar Francesch, i on se situa l'ermita de Santa Madrona. |      |
| 1983 | Parc de Joan Miró               | 4,71 ha    | C/ Tarragona, 74 (Eixample)                      | Antigament era conegut com Parc de l'Escorxador, perquè als seus terrenys es trobava l'antic Escorxador Municipal. El projecte de remodelació fou obra dels arquitectes Antoni Solanas, Màrius Quintana, Beth Galí i Andreu Arriola, i fou batejat en reconeixement del pintor surrealista Joan Miró. El parc té dos àmbits diferenciats: una gran plaça a nivell del carrer, on destaca un estany amb l'escultura Dona i ocell de Joan Miró; i el parc pròpiament dit, situat a un nivell inferior, amb sendes ombrejades de pèrgoles amb plantes enfiladisses, i una arbreda poblada principalment de pins, pollancres, palmeres i alzines, plantats de forma simètrica. Al costat del carrer Vilamarí hi ha un estany al centre del qual es troba la Biblioteca Joan Miró, que té una curiosa porta formada per dues batents d'acer en forma de nens caminant, que porta el nom d'Escolars i fou dissenyada pels mateixos arquitectes autors del parc. |      |
| 2009 | Parc de Joan Reventós           | 2 ha       | C/ de Ràfols, 10 (Sarrià-Sant Gervasi)           | El parc es troba al terreny d'un antic torrent, la Riera de les Monges, que baixava des de la serra de Collserola. Per això, el seu nom inicial fou Parc del Torrent de les Monges, tot i que posteriorment fou canviat en honor del polític Joan Reventós. Fou creat el 2008 amb un projecte de Bagursa (Barcelona Gestió Urbanística), i inaugurat el 2009. Abans de la remodelació era una àrea forestal abandonada, que va ser recuperada com a zona verda pel barri. Es van mantenir alguns dels elements arquitectònics anteriorment existents, com un pont que creua el torrent, així com la major part de la vegetació autòctona, principalment pins. Es va col·locar un sistema de drenatge d'aigües pluvials, per a canalitzar l'aigua de l'antic torrent. El camí traçat pel torrent està recorregut per una calçada pavimentada que s'aixeca sobre el terreny, i que recorre de forma perimetral tot el parc. A la part alta del parc —la més ampla—, se situa una esplanada dedicada a jocs infantils. |      |
| 1994 | Parc de Josep Maria Serra Martí | 4,26 ha    | C/ Antonio Machado (Nou Barris)                  | Aquest parc està dedicat a Josep Maria Serra Martí, tinent d'alcalde d'Urbanisme i Serveis Municipals de Barcelona i un dels impulsors dels Jocs Olímpics del 1992. Fou creat el 1994 per Cinto Hom i Carles Casamor. És un àmbit veïnal, on un dia a la setmana s'organitza un mercat a l'aire lliure. Al trobar-se en un terreny de cert desnivell, s'estructura en plataformes separades per rossegueres verdes, amb una esplanada polivalent al centre. El punt neuràlgic del parc és la Font Màgica Manuel de Falla, obra de Pedro Barragán, formada per un estany que conté una plataforma metàl·lica de la qual cau l'aigua en cascada, i dues grans roques al costat d'uns brolladors d'aigua; també disposa de jocs de llum i so, d'ací el nom de «font màgica». Al recinte també es troba una escultura d'una «bailaora» flamenca titulada Alegries, obra d'Ignasi Farreras. |      |

### L
| Any       | Nom                       | Superfície | Ubicació                                      | Notes | Foto |
| --------- | ------------------------- | ---------- | --------------------------------------------- | --- | ---- |
| 1794-1808 | Parc del Laberint d'Horta | 9,10 ha    | Passeig dels Castanyers 1-17 (Horta-Guinardó) | És el jardí més antic conservat a Barcelona. Es tracta d'un jardí d'estil neoclàssic creat per iniciativa de Joan Antoni Desvalls, sisè marquès de Llupià, i construït per l'arquitecte italià Domenico Bagutti i el jardiner francès Joseph Delvalet entre 1794 i 1808. El jardí s'estén per tres terrasses esglaonades: a l'inferior es troba el laberint vegetal que dona nom al parc, format per 750 metres de xiprers retallats, amb una superfície de 45 x 50 metres; a la terrassa intermèdia, que s'aixeca sobre el laberint, es troba el Mirador o Belvedere, on destaquen dos templets d'estil italià amb estàtues de Dànae i Artemisa i columnes toscanes, i dues fonts decorades amb relleus i quatre bustos; a la tercera terrassa s'aixeca el Pavelló de Carles IV, d'estil neoclàssic i aire italianitzant —que evoca lleugerament a la Villa Capra de Palladio—, coronat per una escultura que representa a Apol·lo i les muses. Darrere del pavelló es troba un gran estany nodrit per la font de la nimfa Egèria, inspirat en la gruta d'Stowe. Al segle xix s'afegí un jardí romàntic. El conjunt fou restaurat per Joaquim Casamor el 1971, i per Patrizia Falcone el 1994. |      |
| 1917-1924 | Jardins de Laribal        | 3,16 ha    | Passeig Santa Madrona, 2 (Sants-Montjuïc)     | Es troben a la muntanya de Montjuïc, i van ser realitzats entre 1917 i 1924, amb motiu de l'Exposició Internacional de 1929. Foren obra de Jean-Claude Nicolas Forestier i Nicolau Maria Rubió i Tudurí, que van realitzar un conjunt de marcat caràcter mediterrani i gust classicista, amb un estil d'inspiració hispanoàrab com el que Forestier havia desenvolupat al Parc de Maria Lluïsa de Sevilla. Els jardins s'estructuren a través d'una sèrie de terrasses amb pèrgoles, placetes i fonts, fins a desembocar al Teatre Grec, un teatre a l'aire lliure inspirat en els antics teatres de l'Antiga Grècia, projectat per Ramon Reventós. Els jardins acullen diversos espais singulars, com les escales del Generalife, que connecten els Jardins Laribal amb els del Teatre Grec, dissenyades per Forestier amb inspiració en el Generalife; la Font del Gat, una famosa font al costat de la qual l'antic propietari, Josep Laribal, construí una vil·la d'estil neoàrab, que actualment és un restaurant; i el roserar de la Colla de l'Arròs, un pati ovalat rodejat de xiprers, sota una pèrgola amb pilars de terracota i una glorieta amb una font al centre i amb distintes varietats de roses. També es troben diverses escultures: Estival, de Jaume Otero (1929); Jove de la trena, de Josep Viladomat (1928); i Repòs (1925), obra de Josep Viladomat sobre un original de Manolo Hugué. Dins dels jardins se situa el Museu Etnològic de Barcelona, i a prop es troba també la Fundació Joan Miró. |      |
| 1988      | Parc de Les Corts         | 0,71 ha    | C/ Numància, 101-105 (Les Corts)              | Es troba a la plaça homònima, que porta el nom del districte i del que fou antic municipi de Les Corts de Sarrià, integrat el 1897 a la ciutat comtal. Fou creat el 1988 amb un projecte de Carme Fiol. El parc es troba a una plaça de forma rectangular, travessada en diagonal per un canal d'aigua serpentejant a mena de riu artificial, que es pot creuar per diversos ponts de pilons sobre l'aigua. En aquest terreny hi havia antigament una fàbrica de maons anomenada Can Macians, homenatjada al parc amb dos arcs de maó situats a ambdós extrems del riu. A més del canal d'aigua hi ha diverses placetes de sauló amb àrees de jocs infantils, taules de ping-pong i un pipican. La vegetació està composta per diversos parterres en forma de rossegueres que serveixen per a separar les distintes àrees, poblats per diverses espècies d'arbres, la majoria perennifolis. Com a element artístic, el parc inclou una escultura situada dins de l'aigua en un dels extrems del canal, titulada Euclidiana (1989), obra de Luis Gueilburt. |      |

### M
| Any       | Nom                                  | Superfície | Ubicació                                                        | Notes | Foto |
| --------- | ------------------------------------ | ---------- | --------------------------------------------------------------- | --- | ---- |
| 1998      | Jardins de la Maternitat             | 7,68 ha    | Travessera de Les Corts, 131-159 (Les Corts)                    | Són els jardins de la Casa Provincial de Maternitat i Expòsits de Barcelona, un antic complex hospitalari reconvertit avui dia en diversos equipaments socials, institucionals i assistencials. Fou construït en diverses fases entre 1883 i 1957, i hi van intervenir diversos arquitectes, com Camil Oliveras, General Guitart, Josep Bori, Manuel Baldrich i Tubau, Joan Rubió i Josep Goday. El recinte interior del complex hospitalari acull uns amples jardins que des del 1998 són d'accés públic, estructurats en un eix longitudinal que va des de la Travessera de Les Corts fins a la Diagonal. Són uns jardins d'aspecte tranquil malgrat l'enrenou de la gent que constantment transita per ells, amb amples prats vorejats d'arbres de diverses espècies, com pins, oms, pruners, canyellers, catalpes i arbres de l'amor. Al recinte hi ha diverses escultures repartides pel terreny: Mare de Déu embarassada (1944), de Vicenç Navarro; Sagrat Cor (1944), del taller El Arte Cristiano; Maternitat (1956), de Luisa Granero; Sor Antònia (1963), d'Antonio Sacramento; i Límit interior. Llibre obert (1987), de Sergi Aguilar. |      |
| 2000      | Parc de la Maquinista de Sant Andreu | 2,1 ha     | C/ de Ferran Junoy, 1 (Sant Andreu)                             | Està situat als terrenys de La Maquinista Terrestre i Marítima, una empresa de construcció de màquines ferroviàries fundada el 1855 i que el 1993 fou traslladada a Santa Perpètua de Mogoda. Llavors els terrenys van passar a titularitat pública: una part d'ells van ser destinats al parc i altra a la construcció d'un gran centre comercial. El parc fou dissenyat per l'equip d'arquitectes L-35 (Juan Fernando de Mendoza i José Ignacio Galán) i inaugurat l'any 2000. Al centre hi ha un llac amb forma de grill de taronja, anomenat Estany Narcís Monturiol, que és l'element més destacat del parc, a l'extrem del qual es conserva un edifici de ferro amb forma de vaixell, obra de Juan Fernando de Mendoza, que alberga el Museu Macosa MTM. Tanmateix, de l'aigua del llac sobresurt una gran roda de la maquinària de la fàbrica, col·locada com si fos una escultura. Es tracta de la roda de transmissió de la primera màquina de vapor que la fàbrica havia utilitzat al seu primer emplaçament a la Barceloneta, i que es va dur a Sant Andreu el 1963 com a element decoratiu. |      |
| 2008      | Jardins de Mercè Rodoreda            |            | Avinguda de la República Argentina (el Putxet i el Farró)       | Inaugurats l'any 2008, es troben entre l'avinguda de la República Argentina, la baixada de Blanes i el carrer de la Costa, al barri d'el Putget i el Farró. Els jardins contenen espècies típicament mediterrànies. |      |
| 1962-1969 | Jardins del Mirador de l'Alcalde     | 1,37 ha    | Plaça del Mirador (Sants-Montjuïc)                              | Es troben a la muntanya de Montjuïc, i van ser elaborats entre 1962 i 1969 amb un projecte jardinístic de Joaquim Casamor, mentre que de la font monumental s'encarregà Carles Buïgas. L'origen d'aquests jardins fou la concessió el 1960 del Castell de Montjuïc a l'Ajuntament de Barcelona. S'iniciaren llavors uns treballs d'adequació del castell per al seu nou ús, el que comportà addicionalment la urbanització i l'enjardinament de l'entorn de la fortalesa. El nom ve del llavors alcalde de Barcelona, Josep Maria de Porcioles. La zona s'estructura en una sèrie de terrasses a distint nivell, comunicades per trams d'escales i parterres de suaus pendents. A la part superior es troba un estany amb una font ornamental de la que surt l'aigua que cau en forma de cascades en un estany inferior, on es troba altra font ornamental. Els camins i placetes del Mirador estan formats per un paviment de mosaic de 420 m², dissenyat per Joan Josep Tharrats. Al nivell superior se situa tanmateix l'escultura Homenatge a Barcelona (1968), de Josep Maria Subirachs. |      |
| 1992      | Parc del Mirador del Migdia          | 8,73 ha    | Passeig del Migdia (Sants-Montjuïc)                             | Es tracta d'una gran zona forestal situada al vessant sud de la muntanya de Montjuïc. Fou creat el 1992 amb un projecte de Beth Galí, Jaume Benavent i Andreu Arriola. Es troba entre el Castell de Montjuïc i l'Estadi Olímpic Lluís Companys, al costat del Cementiri del Sud-oest i el Fossar de la Pedrera, i inclou la zona del Sot del Migdia, una antiga pedrera reconvertida en espai per a concerts i esdeveniments esportius. La forta pendent del parc fa que els seus camins estiguin traçats en ziga-zaga, mentre que les zones verdes recreen el típic bosc mediterrani, tot i que en alguns punts presenta un aspecte més artificial, com el passeig de palmeres de la part superior. A la zona coneguda com Camí de l'Esparver es troben les restes del Castell del Port, un antic enclavament d'origen medieval del que tan sols resten unes poques pedres que van ser la base d'una torrassa. En aquest lloc es va col·locar el 1989 una placa commemorativa del Mil·lenari de Catalunya. El parc presenta unes magnífiques vistes del Port de Barcelona i El Prat de Llobregat, així com de la mar Mediterrània. |      |
| 1995-1997 | Parc del Mirador del Poble Sec       | 2,83 ha    | Passeig de Montjuïc, 28 (Sants-Montjuïc)                        | Es troba al vessant nord-oest de la muntanya de Montjuïc, que dona al barri del Poble Sec, d'aquí el nom. Fou realitzat entre 1995 i 1997 amb un projecte de Patrizia Falcone. Està vorejat pel Parc de la Primavera i els Jardins de Mossèn Costa i Llobera, mentre que després de l'ascens a la muntanya ve a donar als Jardins de Miramar, dissenyats per Jean-Claude Nicolas Forestier, el qual havia planificat en aquest costat de la muntanya un accés monumental del que tan sols es van realitzar les escales, que van des del port fins a la Plaça de l'Armada, a dalt del mirador. Es tracta d'un parc classificat de forestal, ja que en la major part constitueix una zona de bosc propi de la muntanya. Els elements més elaborats del parc es troben a la part baixa, on hi ha pistes de petanca, taules de ping-pong, àrees de jocs infantils i una llarga pèrgola per a donar ombra. També en aquesta zona destaca un estany amb plantes aquàtiques, on cau l'aigua a través d'una cascada esglaonada que vessa des d'altre estany situat a un nivell superior. |      |
| 1919-1923 | Jardins de Miramar                   | 0,59 ha    | Carretera de Miramar (Sants-Montjuïc)                           | Es troben a la muntanya de Montjuïc, i van ser realitzats entre 1919 i 1923, amb motiu de l'Exposició Internacional del 1929. Van ser obra de Jean-Claude Nicolas Forestier i Nicolau Maria Rubió i Tudurí, en paral·lel als Jardins de Laribal i els del Teatre Grec. Els jardins se situen en una esplanada al Mirador de Miramar, una balconada a 60 m d'altitud des d'on s'observen unes magnífiques vistes panoràmiques de la ciutat i el port de Barcelona. Després d'aquest espai es troba l'Hotel Miramar, un edifici construït com a restaurant de l'Exposició Internacional i que, entre 1959 i 1983, fou la seu de TVE a Catalunya; el 2006 fou reconvertit en hotel. El jardí està format per diversos parterres de flors vorejats de bardisses baixes, així com arbres de diverses espècies. A la part central hi ha una font, i decoren aquest espai tres escultures de figures femenines: Fertilitat (1929) i Serenitat (1929), de Josep Clarà, i La veremadora (o Pomona, 1927), de Pau Gargallo. |      |
| 1947      | Parc de Monterols                    | 1,94 ha    | C/ Muntaner, 426 (Sarrià-Sant Gervasi)                          | El parc, classificat com forestal, s'ubica al Turó de Monterols —també anomenat Turó d'en Gil—, de 127,3 msnm, pertanyent als contraforts del Tibidabo. El terreny era propietat de la família Gil, fins que el 1940 l'Ajuntament de Barcelona va comprar la finca. El 1947 s'inaugurà el parc, després d'una remodelació efectuada per Lluís Riudor. La vegetació és de tipus mediterrani, on destaquen els pins i els garrofers, així com roures, xiprers, alzines, oliveres i ametllers. En una petita sotalada que antigament fou una pedrera hi ha margallons i plantes aromàtiques (romaní, farigola, espígol i sàlvia), així com espècies arbustives com el llentiscle, l'arbocer, la retama i l'avellaner. Els camins són circulars i ascendents, amb escales en alguns trams; en ocasions s'obren a petites placetes on se situen àrees infantils o taules de ping-pong. A prop de l'entrada del carrer Gualbes hi ha una font de pedra amb un relleu de putti sostenint garlandes de flors i fruites, obra anònima procedent potser del taller d'un picapedrer. |      |
|           | Parc de Montjuïc                     | 234 ha     | Muntanya de Montjuïc                                            | La muntanya de Montjuïc fou durant molts segles una zona forestal, utilitzada sobretot per les seves pedreres. Al segle xviii s'hi construí el Castell de Montjuïc, una fortalesa militar per a dominar la ciutat. El 1883 s'instal·là el Cementiri de Montjuïc. Fou al segle XX quan es va començar a urbanitzar la muntanya: després d'uns primers intents el 1894 i 1905, el 1914 es va fer la primera actuació efectiva amb l'obertura d'una avinguda que conduïa des de la Gran Via fins a la zona de Miramar, a càrrec de Josep Amargós. Finalment, l'impuls definitiu es produí amb la celebració de l'Exposició Internacional del 1929: el 1917 començaren les obres d'urbanització del vessant nord de la muntanya, a càrrec de l'enginyer Marià Rubió i Bellver, mentre que del projecte d'enjardinament s'encarregaren Jean-Claude Nicolas Forestier i Nicolau Maria Rubió i Tudurí, que van elaborar els Jardins de Laribal i de Miramar. L'Exposició va deixar nombroses construccions, com el Palau Nacional, el Poble Espanyol, el Teatre Grec, la Font Màgica i l'Estadi Olímpic. També als anys 1920 es va situar al vessant nord-oest de la muntanya el Viver de Tres Pins, on es conreaven plantes per a assortir els jardins de la ciutat. El 1930 es va constituir el Jardí Botànic, i als anys 1940 s'instal·là el Jardí d'Aclimatació. El 1960, amb la donació a la ciutat del Castell de Montjuïc, s'instal·là als seus voltants els Jardins del Mirador de l'Alcalde. Als anys 1970 es van crear diversos jardins de tipus temàtic, com els Jardins de Mossèn Costa i Llobera i els de Mossèn Cinto Verdaguer, obra de Joaquim Casamor, igual que els Jardins de Joan Maragall, ubicats a l'entorn del Palauet Albéniz. Un darrer impuls a la jardineria a la zona es produí amb la celebració dels Jocs Olímpics del 1992, en que s'obrí el Mirador del Migdia i s'instal·là un nou Jardí Botànic. Els Jocs van deixar també instal·lacions com el Palau Sant Jordi i la Torre de Comunicacions de Montjuïc. Una mica més tard s'obrí també el Mirador del Poble Sec, així com el Jardí d'Escultures annex a la Fundació Miró. En darrer lloc, el 2003 es van inaugurar els Jardins de Joan Brossa, situats al terreny anteriorment ocupat pel Parc d'atraccions de Montjuïc. |      |
| 1959      | Jardins de Moragas                   | 0,39 ha    | C/ Tavern (Sarrià-Sant Gervasi)                                 | Foren creats el 1959 amb un projecte de Lluís Riudor i Joaquim Casamor. S'anomenen així en honor de Fidel de Moragas i Tavern, antic propietari del terreny. És un jardí de barri, de petita mida però amb un disseny esmerat i ric en espècies vegetals. En l'actualitat es troba rodejat d'edificis per tres dels seus costats, amb un únic accés públic pel carrer Tavern. Després de creuar l'entrada un camí serpentejant condueix a un nivell superior, on a l'esquerra hi ha una àrea de jocs infantils, que inclou una pista de patinatge. La resta és protagonitzada per la vegetació, disposada en parterres quadrangulars separats per camins de sauló. A un racó dels murs que circumden el jardí es troba una font dins d'una fornícula. |      |
| 1970      | Jardins de Mossèn Cinto Verdaguer    | 4,30 ha    | C/ dels Tarongers, 1-5 (Sants-Montjuïc)                         | Es troben a la muntanya de Montjuïc, a la zona compresa entre el funicular de Montjuïc i els Jardins de Joan Brossa, on antigament hi havia una pedrera, situada als peus del Castell de Montjuïc. El parc fou dissenyat per Joaquim Casamor, i dedicat al poeta Jacint Verdaguer, en consonància amb altres jardins de la zona de Montjuïc dedicats a poetes. El jardí està especialitzat en plantes aquàtiques, bulboses i rizomatoses, pel que està classificat com a parc temàtic. Al recinte del parc hi ha diverses escultures, com Maternitat, de Sebastià Badia (1970), i Jove dels lliris. Homenatge a Jacint Verdaguer, de Ramon Sabí (1970). |      |
| 1970      | Jardins de Mossèn Costa i Llobera    | 6,15 ha    | Ctra. de Miramar, prop de la Plaça de l'Armada (Sants-Montjuïc) | Aquest parc es va crear en paral·lel a l'anterior, a la muntanya de Montjuïc, igualment obra de Joaquim Casamor, i dedicat a altre poeta, Miquel Costa i Llobera. És també un jardí temàtic, en aquest cas especialitzat en cactàcies i suculentes. Al situar-se a un vessant de la muntanya protegit del vent, aquesta zona presenta un microclima d'uns tres graus per damunt de la temperatura mitjana barcelonina, pel que pot acollir aquest tipus de plantes que no són pròpies de la ciutat. En la plantació va intervenir el botànic Joan Pañella i Bonastre. Els jardins acullen diverses escultures: L'au dels temporals, el pi de Formentor, de Joaquim Ros i Bofarull (1970); La puntaire, de Josep Viladomat (1972); i A Joan Pañella, de Mertixell Duran (1991). Aquest jardí fou considerat el 1987 un dels deu millors del món, segons un periodista del New York Times. |      |

### N
| Año  | Nombre                 | Superficie | Ubicación                       | Notesn | Foto |
| ---- | ---------------------- | ---------- | ------------------------------- | --- | ---- |
| 1992 | Parc de la Nova Icària | 6,34 ha    | C/ Arquitecte Sert (Sant Martí) | Aquest parc, projectat per MBM Arquitectes, procedeix de la renovació urbanística realitzada a la façana litoral amb motiu dels Jocs Olímpics del 1992, en uns terrenys anteriorment d'ús industrial. El nom prové de l'illa grega d'Icària, la qual va rememorar Étienne Cabet a la seva obra Voyage en Icarie, donant origen al projecte utòpic dels icarians. Entre 1846 i 1847 alguns dels seus seguidors a la ciutat comtal es van establir en aquesta zona del barri del Poblenou, a la que van batejar com a Nova Icària. Al llarg del seu traçat transcorre la Ronda del Litoral, una part de la qual està soterrada i dona lloc a la Plaça dels Campions, on se situa un dels podis utilitzats als Jocs Olímpics, i al paviment de la qual figuren inscrits els noms de diversos esportistes i campions olímpics de la història. L'element més distintiu del parc és un gran llac, que té la forma de l'illa d'Icària, sobre el qual travessen diversos ponts de fusta per a accedir d'un costat a l'altre de la Ronda del Litoral. |      |

### P
| Any       | Nom                                  | Àrea     | Ubicació                                          | Notes | Foto |
| --------- | ------------------------------------ | -------- | ------------------------------------------------- | --- | ---- |
| 1926      | Jardins del Palau Reial de Pedralbes | 7,28 ha  | Av. Diagonal, 686 (Les Corts)                     | El Palau té el seu origen a l'antiga masia de Can Feliu, del segle xvii, comprada el 1862 pel comte Eusebi Güell i Bacigalupi. Es va encarregar la reforma de la casa a l'arquitecte Joan Martorell, qui va construir un palauet d'aire caribeny. Més tard, s'encarregà a Antoni Gaudí la construcció d'un mur de tanca i els pavellons de porteria, així com els jardins, per als que va construir una pèrgola i dues fonts —de les quals encara subsisteix la Font d'Hèrcules—, i va plantar diversos tipus de plantes mediterrànies (pins, eucaliptus, palmeres, xiprers i magnòlies). El 1918 Eusebi Güell va cedir la casa i part dels jardins a la Corona, raó per la qual es va realitzar una nova remodelació per a convertir-la en Palau Reial (1919-1924), a càrrec dels arquitectes Eusebi Bona i Francesc Nebot, en estil noucentista. Aleshores es van remodelar els jardins, amb un disseny de Nicolau Maria Rubió i Tudurí, a partir d'un projecte que integrava, en un traçat geomètric decoratiu, gran part dels arbres ja existents, amb un estany i diversos elements decoratius, com la font de Gaudí, bancs de bambú, tres fonts lluminoses obra de Carles Buïgas i diverses estàtues, com la de la reina Isabel II mostrant al seu fill Alfons XII que hi ha davant de l'entrada principal del palau, obra d'Agapit Vallmitjana. |      |
| 1894-1898 | Jardins del Palau de les Heures      | 3,50 ha  | Passeig de la Vall d'Hebron, 171 (Horta-Guinardó) | El Palau de les Heures —també conegut com a Casa Gallart— fou construït entre 1894 i 1898 per l'arquitecte August Font i Carreras. Actualment és seu de la Fundació Bosch i Gimpera d'estudis universitaris de postgrau, i està integrat al Campus de Mundet de la Universitat de Barcelona. Es tracta d'un edifici inspirat en la tipologia del château francès, amb la façana presidida per una terracota amb una al·legoria de Les Heures de Josep Campeny. El palau es troba a dalt d'un promontori al qual s'accedeix a través d'una sèrie de terrasses enjardinades, amb rampes i balustrades elaborades a l'estil del jardí italià renaixentista. Els jardins, dissenyats per Adrià Piera, s'estructuren a cada nivell al voltant d'uns estanys centrals amb brolladors d'aigua, i a l'espai circumdant se situen uns parterres de broderie rodejats d'espècies arbòries com palmeres, magnòlies i castanyers de l'Índia. Hi ha també roserars i tests de terracota amb geranis. Els jardins van ser restaurats el 1999 per Patrizia Falcone i oberts al públic. |      |
| 1898-1903 | Jardins del Palau Robert             | 0,39 ha  | Passeig de Gràcia, 107 (Eixample)                 | El Palau Robert es troba a la cruïlla entre el Passeig de Gràcia i l'Avinguda Diagonal, dos dels principals eixos viaris de Barcelona. Es tracta d'un palau d'estil neoclàssic construït entre 1898 i 1903 amb un projecte de l'arquitecte francès Henri Grandpierre —tot i que la construcció fou dirigida per Joan Martorell— per al financer i polític Robert Robert i Surís. El jardí fou dissenyat per Ramon Oliva, autor del Campo del Moro a Madrid i el Parc del Campo Grande a Valladolid. Presenta tres grans parterres, dos laterals i un de central, separats per camins de sauló. Acull diverses espècies d'escassa presència a la ciutat, com el plàtan de Llevant, el xiprer d'Arizona o el salze vímet groc. Moltes de les palmeres del jardí procedien de l'Exposició Universal de Barcelona de 1888. Al jardí també es troba l'escultura La Lluna, de Kiku Mistu (2001). L'edifici és actualment propietat de la Generalitat de Catalunya i acull un centre cultural i una oficina de turisme. El jardí fou obert al públic el 1998. |      |
| 1986      | Parc de la Pegaso                    | 3,65 ha  | C/ de la Sagrera, 179-197 (Sant Andreu)           | Aquest parc es troba al terreny de l'antiga fàbrica ENASA (Empresa Nacional de Autocamiones, Sociedad Anónima), constructora dels famosos camions Pegaso. Encara es conserven algunes restes de l'antiga factoria, com la porta d'entrada i l'edifici d'oficines, destinat a equipaments del barri. El parc fou creat el 1986 per Enric Batlle i Joan Roig, els quals van elaborar un projecte que combina el paisatgisme amb espais lúdics i esportius. Es perceben tres àrees principals: la de jocs infantils; una zona d'aspecte més arquitectònic, amb parets i columnes amb pèrgoles, que allotja diverses pistes esportives; i la zona paisatgística, que és potser l'element més destacat del parc, amb un estany de traçat sinuós que recorre bona part del parc com un canal, travessat per diversos ponts, un d'ells corbat, a l'estil japonès. El canal circumda una extensa àrea verda que pren certa altura a diversos punts, amb miradors que ofereixen una ampla vista del conjunt. |      |
| 2008      | Jardins de Piscines i Esports        | 1,69 ha  | C/ Ganduxer, 17-27 (Sarrià-Sant Gervasi)          | El seu origen es troba en el complex esportiu homònim inaugurat el 1935, una part del qual va passar a ser un jardí públic el 2008, mentre que a la resta del terreny encara romanen diverses instal·lacions esportives. El terreny té forma rectangular, i presenta amples zones de gespa jalonades d'arbres, principalment pins i acàcies. A un racó es troba un estany amb plantes aquàtiques, vorejat de salzes. Hi ha camins pavimentats disposats en un traçat circular, que inviten al passeig, així com una àrea de jocs infantils. |      |
| 1991      | Parc del Pla de Fornells             | 2,5 ha   | C/ dels Nou Barris, 21 (Nou Barris)               | El parc es troba a un vessant de la serra de Collserola. Fou creat el 1991 amb un disseny de Pere Llimona Torras i Xavier Ruiz Vallés. A la part inferior hi ha una placeta pavimentada, on antigament hi havia un estany de forma hexagonal amb una illeta amb plantes aquàtiques al centre, el qual fou cobert posteriorment. A la part superior, el parc té unes esplanades de sauló que són utilitzades com a pistes esportives, així com un amfiteatre, mentre que bona part del parc està formada per una gran massa forestal de vegetació. Al terreny del parc hi ha també el col·legi CEIP Antaviana i l'Ateneu Popular Nou Barris, així com una escola de teatre i altra de circ. |      |
| 1992      | Parc del Poblenou                    | 11,92 ha | C/ Carmen Amaya-Passeig Calvell (Sant Martí)      | Es troba al costat del mar, en uns terrenys limítrofs a la platja del Bogatell, entre la Vila Olímpica i la zona de Diagonal Mar. Fou creat el 1992 amb un projecte de Manuel Ruisánchez i Xavier Vendrell. El parc es divideix en dues zones, una més petita situada entre la Ronda del Litoral i el Cementiri del Poblenou i, separada pel carrer Llacuna, altra més gran situada sobre la Ronda del Litoral, la qual està soterrada en aquest tram. La primera té un llac com a element més distintiu, i inclou al seu terreny un col·legi (CEIP Vila Olímpica) i un camp de futbol. La segona és més rústica, amb predomini d'elements vegetals, especialment un bosc de pins. La part més propera al mar està formada per dunes de gespa, amb passeres fetes amb travessers de les antigues vies de tren, i inclou com a element anecdòtic les restes d'un vaixell naufragat. Es tracta de l'Ashraf II, de bandera libanesa, del qual resten varats al terra la xemeneia i dos trossos de la popa, un de la coberta i altre amb l'hèlix i el timó. Entre el seu arbrat destaca el tamariu, un arbre resistent a la salinitat marina i que serveix de fixació per a les dunes de sorra de la platja. |      |
| 2007      | Parc de la Primavera                 | 1,95 ha  | C/ Nou de la Rambla, 203 (Sants-Montjuïc)         | Es troba entre el barri del Poble Sec i el vessant nord de la muntanya de Montjuïc, al costat del Parc del Mirador del Poble Sec. Fou creat el 2007 amb un projecte de Patrizia Falcone. Es tracta d'una zona de fort desnivell, resolt a través d'una sèrie de rampes i escales. Sota el sòl del parc es troba un centre de tractament de residus, el Parc de Neteja de la Zona Sud, obra dels arquitectes Eileen Liebman i Fernando Villavecchia, construït ja amb la intenció de situar-hi al damunt una zona verda. Diverses xemeneies d'aquest complex sobresurten de la coberta de l'edifici i s'integren de forma harmoniosa al jardí superior, com a elements decoratius del parc. La vegetació és típicament mediterrània, entre la qual destaquen els pins blancs, els àlbers i els salzes. El parc disposa d'una àrea de jocs infantils i altra per a gossos, i acull un ambulatori, el CAP Les Hortes. Al seu recinte es troben les restes d'un refugi antiaeri de la Guerra Civil. |      |
| 1992      | Parc del Port Olímpic                | 2,99 ha  | Av. Litoral, 30 (Sant Martí)                      | Aquest parc, dissenyat per l'equip MBM Arquitectes, procedeix de la renovació urbanística realitzada a la façana litoral amb motiu dels Jocs Olímpics de 1992, a uns terrenys anteriorment d'ús industrial. A l'entrada per la Plaça dels Voluntaris se situa l'escultura Marc (1997), de Robert Llimós. S'obre a continuació un llarg passeig de sauló vorejat per les astes que van sostenir les banderes de tots els països participants als Jocs Olímpics. Al seu costat hi ha uns portals a mena de pèrgola amb tests de terracota i àrees de jocs infantils. Posteriorment se situa una zona de gespa, on es troba el monument a la Commemoració de la inauguració de la Vila Olímpica, compost d'una placa recordatòria i dues planxes d'acer amb forma de veles de vaixell. Al seu costat hi ha un restaurant amb un estany que allotja una escultura de Cobi, la mascota dels Jocs Olímpics, dissenyada per Javier Mariscal. És aquesta la zona amb més vegetació, on destaquen uns garrofers trasplantats d'un garroferar tarragoní, així com un llarg banc de trencadís de formes ondulants. |      |
| 2005      | Jardins de Portolà                   | 626 m²   | C/ Portolà, 6 (barri del Putxet)                  | Son d’una reduïda superfície i es troba al barri de Sarrià-Sant Gervasi al carrer Portolà. Es tracta d'una zona de fort desnivell, resolt a través d'una sèrie de rampes i escales. Els jardins són molt frondosos. Al seu recinte es troba la vila Matilde. |      |

### R
| Any  | Nom                           | Superfície | Ubicació                                              | Notes | Foto |
| ---- | ----------------------------- | ---------- | ----------------------------------------------------- | --- | ---- |
| 2016 | Jardins de la Rambla de Sants | 31 300 m²  | C/ Antoni de Capmany s/n (Sants-Montjuïc)             | Obra d'Ana Molino i Sergi Godia, van ser inaugurats el 20 d'agost de 2016. Els jardins se situen en una plataforma elevada situada sobre la vies de tren i metro, en un tram de 760 metres lineals i una amplària mitjana de 30. Per facilitar la mobilitat disposen de rampes, ascensors i escales mecàniques. Considerats com la «primera rambla aèria de Barcelona», els jardins es troben a una altura d'entre 6 i 14 metres sobre el nivell del carrer. Han estat dissenyats amb criteris de sostenibilitat, amb il·luminació de leds, energia fotovoltaica i reg per aigües freàtiques. Per a la vegetació s'han escollit preferentment espècies autòctones, que estan senyalitzades amb cartells disposant un recorregut botànic. En la part final del recorregut, en el límit amb l'Hospitalet de Llobregat, s'ha disposat un «jardí didàctic» que mostra com era la zona al segle xviii. Inclouen una font ornamental de diversos brolladors i llums led, un umbracle que genera un espai polivalent de 660 m², una àrea infantil, aparells de fitness, lavabos, un bar i un biblioparc.                              |      |
| 2013 | Parc de les Rieres d'Horta    | 4 ha       | Av. de l'Estatut de Catalunya (Horta-Guinardó)        | Es troba sobre un parc de neteja i dipòsit pluvial, i ha sigut dissenyat emb els màxims criteris de sostenibilitat, com queda palès en l'energia produïda per unes pèrgoles fotovoltaiques que assorteixen la xarxa d'enllumenat, que és de tecnologia led. Igualment, el rec es fa amb aigües freàtiques, i la vegetació és tota de tipus mediterrani, adaptada de forma òptima a l'ambient. Per a conèixer millor aquesta vegetació hi ha un recorregut botànic amb rètols que ofereixen el nom científic de cada espècie. El parc es troba en una zona de desnivell, raó per la qual s'estructura en diverses terrasses: a la superior es troba la pèrgola fotovoltaica, de 642 m² i una potència nominal de 66 kW, la qual està situada sobre una sèrie de pistes de petanca, a les que proporciona ombra; a la segona terrassa hi ha un circuit de gimnàstica amb aparells pensats especialment per a persones grans; a continuació altra terrassa acull una zona de jocs infantils; en darrer lloc, a la part inferior hi ha una font amb brolladors d'aigua i una plaça de sauló amb un escenari per a festes populars. |      |
| 1999 | Jardins de Rosa Luxemburg     | 1,2 ha     | Av. de l'Estatut de Catalunya, 15-39 (Horta-Guinardó) | Els jardins es troben al barri de La Vall d'Hebron, a prop de l'àrea olímpica construïda per als Jocs de 1992. Van ser creats el 1999 amb un disseny de Patrizia Falcone, i estan dedicats a la política i teòrica marxista Rosa Luxemburg. Es troben entre dos equipaments escolares, el col·legi CEIP Pau Casals i l'escola bressol L'Arquet. Al trobar-se en un terreny de cert desnivell, s'estructuren en un sistema de terrasses delimitades per rossegueres i connectades per escales, així com per un camí principal que recorre tot el recinte. És un lloc tranquil i acollidor, que invita al descans i el recolliment. La vegetació és de tipus forestal, amb predomini d'arbres, alguns d'ells fruitals i florals. A la part inferior hi ha un bosc amb una gran varietat d'espècies, així com un sotabosc de plantes arbustives. També hi ha plantes aromàtiques. El jardí inclou una àrea de jocs infantils i un espai per a gossos. |      |

### S
| Any       | Nom                        | Superfície | Ubicació                          | Notes | Foto |
| --------- | -------------------------- | ---------- | --------------------------------- | --- | ---- |
| 1929      | Jardins de Salvador Espriu | 0,32 ha    | Passeig de Gràcia, 118 (Gràcia)   | Són uns populars jardins coneguts anteriorment com a Jardinets de Gràcia, fins que van ser dedicats a Salvador Espriu el 1991, en record de què el poeta vivia enfront d'ells, al número 118 del Passeig de Gràcia. Van ser realitzats el 1929 per Nicolau Maria Rubió i Tudurí. Tenen forma rectangular, i la part central està ocupada per uns llargs parterres de gespa, vorejats d'una vintena de plàtans disposats en filera. A la part superior hi ha una font amb brolladors d'aigua. Al seu espai es troben diverses obres d'art públic: L'Empordà (1961), d'Ernest Maragall i Noble; La Lectura. A Pompeu Fabra (1948), de Josep Clarà; i Solc. A Salvador Espriu (2014), de Frederic Amat. |      |
| 1979-1992 | Parc de Sant Martí         | 6,80 ha    | C/ Menorca, 64 (Sant Martí)       | Aquest parc fou elaborat en distintes fases: el 1979 es van iniciar les obres amb un projecte original de Nicolau Maria Rubió i Tudurí, tot i que degut a la seva mort fou enllestit pels arquitectes Antonio Armesto, Carles Martí i Miquel Sodupe, amb una primera fase finalitzada el 1985 i la segona el 1992. El parc s'estructura en dues zones: una plaça quadrada emmarcada pels carrers Menorca, Huelva, Treball i Agricultura, que suposa una quarta part del total del parc; i l'àrea de major extensió, que té forma d'un triangle irregular, dividida al seu cop en una zona verda amb un llac i una àrea perimetral al vessant del carrer Menorca que acull diverses instal·lacions i equipaments: un camp de futbol, un mercat, un institut de secundària i l'església parroquial de Sant Martí de Provençals. Al seu terreny també es troben tres antigues masies: Ca l'Arnó, Can Planas i Can Cadena, reconvertides en espais cívics per als veïns. L'àrea al costat del llac acull amples prats amb verns, trèmols i pollancres vers, que rememoren el passat agrícola de la zona, mentre que l'àrea amb equipaments està resolta amb espais pavimentats i placetes amb tarongers i oliveres, que acullen a més àrees de jocs infantils i pistes esportives. |      |
| 1992      | Parc de Sant Pau del Camp  | 1,6 ha     | C/ Sant Pau, 89-97 (Ciutat Vella) | Aquest parc s'emplaça al voltant del monestir de Sant Pau del Camp, al barri d'El Raval. Fundat a finals del segle ix, és un dels edificis romànics millor conservats de la ciutat. El parc data del 1992, amb un disseny de Lluís Nadal, i presenta amples zones de gespa juntament amb petites arbredes, principalment de moreres, pollancres i tipuanes. Entre aquests elements vegetals hi ha placetes de sorra, àrees de jocs infantils i pistes de petanca, juntament amb un sistema de camins circulars excavats al terreny i vorejats de murs de mitjana altura, que donen la sensació de caminar entre la vegetació. A un lateral s'aixeca una alta xemeneia procedent d'una antiga fàbrica, que avui dia és una escola de formació professional. Al costat de l'església hi ha també un hort urbà. |      |

### T
| Any                | Nom                               | Superfície | Ubicació                                             | Notes | Foto |
| ------------------ | --------------------------------- | ---------- | ---------------------------------------------------- | --- | ---- |
| 1918               | Jardins de la Tamarita            | 1,4 ha     | Passeig de Sant Gervasi, 47-49 (Sarrià-Sant Gervasi) | Fou un dels primers projectes de Nicolau Maria Rubió i Tudurí. Els jardins es divideixen en dues zones: els jardins de la casa senyorial i una sotalada forestal, habilitada per a zona de jocs infantils. La part més destacada és l'elaborada per Rubió com a jardí d'esbarjo, amb diversos àmbits que combinen zones de parterres i bardisses amb fonts i estàtues, en dos estils diferenciats: a la dreta un jardí d'estil paisatgista i ambientació romàntica, i a l'esquerra un jardí classicista. A l'entrada hi ha un estany amb un brollador, figures de lleons dormint i plantes enfiladisses del tipus Muehlenbeckia complexa; d'aquí surt un camí que porta a una sèrie de places al voltant de la casa, obra aquesta de Melcior Vinyals, que actualment acull la Fundació Blanquerna. A la plaça principal enfront de l'edifici destaquen quatre escultures dedicades a continents —tots menys Oceania—, obra de Virginio Arias, així com una font amb nens esculpits, mentre que a una de las placetes limítrofs destaca una font amb granotes esculpides que actuen de brolladors, i a altra una cascada feta de rocall i revestida de petxines marines. |      |
| 1917-1924          | Jardins del Teatre Grec           | 1,65 ha    | Passeig Santa Madrona, 38 (Sants-Montjuïc)           | Són a la muntanya de Montjuïc, al costat del Teatre Grec, un teatre a l'aire lliure inspirat en els teatres de l'antiga Grècia, construït per Ramon Reventós dins del conjunt de l'Exposició Internacional de 1929. Van ser projectats per Jean-Claude Nicolas Forestier en conjunció amb els Jardins de Laribal, entre 1917 i 1924. Antigament s'anomenaven Roserar d'Amargós, en honor de Josep Amargós, l'arquitecte que va fer el primer projecte d'urbanització de la muntanya de Montjuïc. La zona s'estructura en terrasses: una primera de planta rectangular amb parterres de configuració geomètrica amb plantes aromàtiques, juntament amb un grup de tarongers agres; altra que fa de mirador, amb una pèrgola poblada de plantes enfiladisses; i, en darrer lloc, s'arriba al nivell principal, on hi ha el teatre. Aquí hi ha la part principal dels jardins, amb diversos parterres geomètrics que formen un mosaic, plantats amb distintes varietats de roses, i amb una font al centre. A un dels laterals s'ubica un estany amb plantes aquàtiques. A un nivell superior hi ha un pavelló que funciona com a restaurant, enfront del qual hi ha una bassa amb brolladors d'aigua. |      |
| 1987               | Jardins de la Torre de les Aigües | 0,16 ha    | C/ Roger de Llúria, 56 (Eixample)                    | Són a l'interior d'una illa d'habitatges entre els carrers Consell de Cent, Diputació, Roger de Llúria i Bruc, un dels pocs exemples d'interiors d'illa enjardinats tal com volia Ildefons Cerdà, l'autor del projecte d'Eixample de Barcelona. L'element més destacat i que dona nom al jardí és una alta torre de maó construïda el 1867 per Josep Oriol Mestres per a assortir d'aigua potable la zona dreta de l'Eixample. Actualment s'aixeca enmig d'una piscina que a l'estiu s'habilita perquè hi puguin banyar-se els veïns. Al seu voltant hi ha un espai amb sorra i una plaça pavimentada, i la presència vegetal l'atorguen unes magnífiques magnòlies que donen ombra a l'acollidor indret. El conjunt, habilitat com a jardí públic el 1987, acull també un bar i unes dutxes i vestidors com a complement de la piscina. |      |
| 1860               | Jardins de la Torre Girona        | 3 ha       | C/ de John Maynard Keynes 30 (Les Corts)             | En el seu moment va ser una finca d'estiueig del banquer i polític Manuel Girona i Agrafel, alcalde de Barcelona entre 1876 i 1877, composta per una casa d'estil neoclàssic obra de Josep Oriol Mestres i uns jardins d'estil romàntic, que incloïen un llac amb un molí de vent, pavellons xinesos i diverses escultures. El 1940 es va construir al costat de la casa una capella d'estil classicista. El terreny pertany en l'actualitat a la Universitat Politècnica de Catalunya, que alberga el seu rectorat en l'antiga casa, mentre que la capella acull el Barcelona Supercomputing Center (BSC), que inclou el supercomputador MareNostrum 4. El 2019, la UPC i l'Ajuntament de Barcelona van signar un acord de cessió dels jardins de cara a establir un parc públic. Els jardins acullen una rèplica fidel del Cap colossal olmeca 1, l'original del qual es troba al Museu d'Antropologia de Xalapa (Veracruz, Mèxic). |      |
| 2013               | Parc Torrent Maduixer             | 0,41 ha    | C/ de Josep Garí, 7 (Sarrià-Sant Gervasi)            | És al vessant de la serra de Collserola, al costat de la Ronda de Dalt. El parc està sobre la coberta d'un edifici de l'àrea de manteniment i neteja de l'Ajuntament de Barcelona, construït amb criteris d'eficiència i sostenibilitat, ja que disposa d'una bomba geotèrmica per al seu consum energètic, la qual ofereix un alt rendiment amb poc consum elèctric. El terreny té un pendent de 9 metres de desnivell, pel que s'organitza en una sèrie de cinc terrasses que salven la diferència de'altura, connectades amb escales i camins pavimentats. Aquestes terrasses generen una sèrie de placetes de sauló, i entre elles hi ha rossegueres cobertes de vegetació, principalment plantes arbustives, entapissants i enfiladisses, així com alguns arbres de tipus mediterrani. El rec és automàtic, i es realitza mitjançant un programador gestor d'electrovàlvules. A la part superior del parc hi ha un hort urbà, i a l'inferior hi ha una àrea de jocs infantils. |      |
| 2024               | Parc de les Tretze Roses          | 21 000 m²  | C/ d'Ulldecona (Sants-Montjuïc)                      | Situat al barri de La Marina del Prat Vermell, està dedicat a les Tretze Roses, un grup de joves activistes que van ser afusellades per la dictadura franquista el 5 d'agost de 1939. El parc compta amb una plaça central, dos prats, dos jardins i una zona de jocs infantils, de la qual destaca una gran estructura de troncs i cordes, a més dels habituals elements de mobiliari urbà, un quiosc i una pèrgola fotovoltaica. Ha estat dissenyat amb criteris de sostenibilitat enfront del canvi climàtic, amb sistemes de drenatge per a aprofitar l'aigua de pluja i un sistema de reg amb aigües freàtiques. La vegetació està composta per un centenar d'arbres, principalment mediterranis, com alzines, roures, verns i freixes, així com arbres de l'amor i cirerers del Japó, al costat d'altres espècies com l'espígol, el romaní, la margarida groga, el tamariu, el canyís, el jonc o la buguenvíl·lea. |      |
| En desenvolupament | Parc dels Tres Turons             | 122 ha     | Districtes de Gràcia i Horta-Guinardó                | Es tracta de tres turons pertanyents a la serralada Litoral que s'enfilen al pla de Barcelona, i que formen una privilegiada balconada amb unes magnífiques vistes de la ciutat: són el Turó de la Creueta del Coll, el Turó del Carmel i el Turó de la Rovira; el primer pertany administrativament al districte de Gràcia, mentre que els altres dos al d'Horta-Guinardó. Des del 1953 l'Ajuntament de Barcelona té previst crear en aquesta àrea una gran zona verda que serveixi de pulmó a la ciutat, i com a centre d'oci i descans per a veïns i turistes. Malgrat tot, des de llavors el pla encara no s'ha realitzat completament, en part per la resistència d'algunes associacions veïnals, ja que el projecte definitiu preveu l'enderrocament de diversos edificis d'habitatges que hi ha als terrenys del futur parc. Cada un dels tres turons té la seva pròpia zona verda: el Turó de la Creueta del Coll el Parc de la Creueta del Coll, el Turó del Carmel el Parc del Carmel i el Turó de la Rovira el Parc del Guinardó. |      |
| 1995               | Jardins de les Tres Xemeneies     | 0,90 ha    | Avinguda del Paral·lel, 49 (Sants-Montjuïc)          | Aquests jardins d'aspecte netament urbà són als terrenys ocupats antigament per la central elèctrica de Barcelona Traction, Light and Power Company Limited —coneguda popularment com La Canadenca. Arran de la recuperació d'aquest espai a través del Pla Especial Poble Sec Montjuïc (PEPSM Ajuntament de Barcelona 1990. Daniel Navas i Neus Solé) plantegen la connectivitat jardinera entre l'Av del Paral·lel i el Parc de Montjuïc que possibilita la desafectació industrial amb la proposició del futur jardí i el manteniment de patrimoni industrial de les Tres Xemeneies. El parc va ser creat el 1995 amb un disseny de Pere Riera i Josep Maria Gutiérrez. De l'antiga central tan sols resten les xemeneies (datades el 1897, 1908 i 1917), rodejades avui dia per un edifici d'oficines de FECSA. Al seu costat hi han diverses places pavimentades i separades per murs de ciment decorats amb graffitis. Una d'aquestes places està habilitada per a la pràctica del monopatí, al costat de la qual hi ha un cub que serveix d'escenari per a espectacles a l'aire lliure. Repartits pel terreny hi ha diverses peces conservades de l'antiga central i col·locades com si fossin escultures, com una caldera i unes turbines elèctriques, a més d'una enorme cadira de formigó que dona entrada al parc, dissenyada pels arquitectes autors del projecte. A un extrem del parc hi ha una zona amb sòl de sauló, on hi ha una àrea de jocs infantils, pistes de petanca i taules de ping-pong. En aquest costat hi ha plantats una sèrie de pollancres, que és l'única espècie vegetal del parc. |      |
| 1993               | Viver de Tres Pins                | 8,80 ha    | Avinguda de Miramar, s/n (Sants-Montjuïc)            | És el viver de plantes noves de l'Institut de Parcs i jardins de Barcelona, on es conreen tot tipus d'espècies per a ser traslladades a altres parcs de la ciutat. És al vessant nord-oest de la muntanya de Montjuïc, i ocupa un ample espai entre l'Estadi Olímpic de Montjuïc i el Castell de Montjuïc, al costat del Jardí Botànic de Barcelona i dels Jardins de Mossèn Cinto Verdaguer. Fou fundat als anys 1920 per a assortir de plantes el recinte de l'Exposició Internacional de 1929. El 1985 el seu terreny fou ampliat, i el 1993 fou obert al públic, després d'una remodelació efectuada per Enric Batlle i Joan Roig. Al seu terreny hi ha igualment el Jardí de Petra Kelly, dedicat a l'ecologista alemanya Petra Kelly, fundadora del partit dels Verds, al qual hi han dos petits monuments: A Petra Kelly (1993), d'Olga Ricart; i A Joseph Beuys (1992), de Lluís Boada i Carles Hac Mor, un monòlit de pedra dedicat a l'artista alemany Joseph Beuys, un ferm defensor de l'ecologisme. |      |
| 1993               | Parc de la Trinitat               | 7,04 ha    | Via de Bàrcino, s/n (Sant Andreu)                    | Aquest parc és dins de l'espai format pel Nus de la Trinitat, un important eix viari que connecta la Ronda de Dalt amb la del Litoral, limítrof al municipi de Santa Coloma de Gramenet. Fou creat per Enric Batlle i Joan Roig el 1993. Amb 14 000 arbres, la creació del parc va col·locar al districte de Sant Andreu al cinquè lloc en nombre d'arbres per districtes de la ciutat. Al centre del parc s'aixeca un turó poblat d'arbres, pensat per a esmorteir el soroll del tràfic. Als seus peus hi ha un llac de 245 m de longitud, de forma semicircular, que als començaments del parc era navegable, tot i que actualment ja no disposa de barques. Del llac sobresurt l'escultura Dona banyant-se, de Rafael Bartolozzi, mentre que a la zona boscosa hi figura el fris escultòric Cavalls desbocats, de Joaquim Ros i Sabaté. Hi ha també un amfiteatre per a 500 persones, un hort urbà, zona de pícnic amb graelles, bar, zones esportives, àrea infantil i una pista d'automodelisme. |      |
| 1936               | Parc del Turó de la Peira         | 7,71 ha    | Passeig Fabra i Puig, 396-408 (Nou Barris)           | Aquest parc és al turó del mateix nom, al vessant de la serra de Collserola. El projecte original prové de la compra d'una finca coneguda com a Can Peguera a la marquesa de Castellvell el 1933. El projecte d'enjardinament, del 1936, fou obra de Lluís Riudor. Posteriorment, després de diverses dècades d'abandó, fou restaurat per Joaquim Casamor el 1977. El parc presenta amples zones forestals, de les que en destaca una frondosa pineda, i s'estructura en diversos nivells degut a l'orografia del terreny, units per camins de macadam. També hi ha zones de gespa, i una àrea de fort desnivell acull una petita col·lecció de cactàcies. Al cim del turó, amb unes magnífiques vistes de la ciutat, s'aixeca una alta creu de ferro. El parc compta amb àrea infantil, zona de pícnic, pistes de petanca, taules de ping-pong i àrea per a gossos. |      |
| 1970               | Jardins del Turó del Putxet       | 3,97 ha    | C/ Manacor, s/n (Sarrià-Sant Gervasi)                | El turó del Putxet, de 178 metres d'altura, pertany al vessant del Tibidabo (serra de Collserola). Aquesta zona fou urbanitzada i convertida en parc públic el 1970, amb un projecte de Joaquim Casamor. Antigament era en aquest indret una capella del segle xvii. La zona es va començar a poblar cap al 1870, amb la construcció de diverses torres d'estiueig per a la burgesia barcelonina. Els terrenys dels jardins pertanyien a una antiga finca anomenada Torre Espanya, pertanyent a la família Morató. El 1917 la zona fou inclosa en un pla de preservació de zones verdes, tot i que fins al 1970 no es va formalitzar la constitució d'un parc públic. Els jardins compten amb un mirador, un observatori geodèsic i una estació meteorològica al cim del turó, així com una zona de pícnic, una àrea de jocs infantils, una àrea per a gossos, pistes de petanca, taules de ping-pong i serveis públics. Els camins són de macadam, rodejats d'una exuberant vegetació, preferentment de tipus mediterrani. El 2011 es va ampliar el parc, a càrrec de Patrizia Falcone. |      |
| 1934               | Turó Park                         | 2,88 ha    | Av. de Pau Casals, 19 (Sarrià-Sant Gervasi)          | El nom oficial del parc és Jardins d'Eduard Marquina, però és més conegut com a Turó Park, per un antic parc d'atraccions que hi havia al terreny (1912-1929), propietat de la família Bertrand-Girona. El parc es va inaugurar el 1934, amb un disseny de Nicolau Maria Rubió i Tudurí. A l'accés principal hi ha Monument a Pau Casals, obra d'Apel·les Fenosa, el qual dona a una plaça circular vorejada d'alzines retallades en topiària, d'on surten cinc eixos radials que condueixen a diverses zones del parc. La vegetació està composta per 38 espècies d'arbres, dels quals en destaca un bosquet d'alzines i altre de falsos pebrers, així com una prat amb til·lers. A un lateral hi ha un estany ovalat poblat de nenúfars i rodejat de pollancres i plàtans, potser l'element més característic del parc, provinent de l'antic parc d'atraccions i que Rubió va respectar al fer la remodelació de la zona. També hi ha un teatre a l'aire lliure, i al centre del parc hi ha el parterre del Boulangrin, amb una bassa d'aspecte àrab i rodejat de magnòlies. Al recinte hi ha diverses escultures: A Francesc Viñas, de Josep Clarà; Hèlios, biga de la font de l'Aurora, de Joan Borrell i Nicolau; La ben plantada, d'Eloïsa Cerdan; i Un oiseau, de Jean-Michel Folon. Repartits pel terreny hi ha igualment uns plafons amb poemes d'autors com Dylan Thomas, Walt Whitman, Salvador Espriu, Joan Vinyoli, Alfonsina Storni, Fernando Pessoa i Federico García Lorca, que constitueixen un itinerari poètic a l'aire lliure.                                                                   |      |

### U
| Any  | Nom                                    | Superfície | Ubicació                                  | Notes | Foto |
| ---- | -------------------------------------- | ---------- | ----------------------------------------- | --- | ---- |
| 1924 | Jardins de l'Umbracle                  |            | Passeig de Santa Madrona (Sants-Montjuïc) | Es troben a la muntanya de Montjuïc, i van ser realitzats entre 1917 i 1924, amb motiu de l'Exposició Internacional de Barcelona de 1929, sent obra de Jean-Claude Nicolas Forestier i Nicolau Maria Rubió i Tudurí. El seu nom prové de l'Umbracle de la Font del Gat, un hivernacle desaparegut en un incendi en els anys 1960. Destaca en la part central un estany circular amb un brollador central, després del qual es troben les restes de l'antic umbracle, del que queden les parets, que en la part frontal presenten unes obertures en forma d'arcs de mig punt. Aquest umbracle va ser construït el 1928, amb un disseny de Rubió i Tudurí, de forma semicircular, amb una galeria porticada i sostres de gelosia. El 1929 es va col·locar en aquest lloc una escultura titulada Marinada o Dansarina, d'Antoni Alsina, que representa una jove nua ballant, d'estil noucentista.                                    |      |
| 1859 | Jardins de la Universitat de Barcelona | 1,08 ha    | C/ Diputació, 230 (Eixample)              | El conjunt de jardins de la Universitat de Barcelona fou creat al mateix temps que l'edifici, el 1859, obra de l'arquitecte Elies Rogent. Està format pels espais enjardinats dels claustres laterals de l'edifici, així com —en la major extensió— el jardí botànic ubicat a la part posterior del conjunt arquitectònic. El seu objectiu original era el d'un jardí posat a disposició dels estudiants, tot i que el 1995 fou obert al públic en general, data en la qual els jardins van ser dedicats a l'historiador Ferran Soldevila. És un indret íntim, de recolliment, un oasis enmig de l'urbanisme circumdant. A més de la magnífica col·lecció de plantes i espècies exòtiques que posseeix, al seu recinte es troba un hivernacle, que acull les espècies més delicades. També conté un estany amb peixos i granotes, i diverses fonts i brolladors, pel que la presència de l'aigua és primordial en tot el conjunt. |      |

### V
| Any  | Nom                       | Superfície | Ubicació                                     | Notes | Foto |
| ---- | ------------------------- | ---------- | -------------------------------------------- | --- | ---- |
| 1992 | Parc de la Vall d'Hebron  | 8,22 ha    | Plaça de la Clota (Horta-Guinardó)           | Es troba al barri homònim, i fou creat el 1992 en el context dels Jocs Olímpics, amb un projecte elaborat per Eduard Bru. És un espai heterogeni que uneix diversos punts verds de la zona, ubicats entre les diferents instal·lacions esportives construïdes per als Jocs. S'estructura en una sèrie de places a distints nivells, algunes ombrejades amb pèrgoles, mentre que altres espais acullen una vegetació d'aspecte rural, com canyissars i turons entapissats d'heura. Es va construir amb un disseny d'estil postmodern, palès en detalls com el paviment de goma en algunes zones, que s'enfonsa al trepitjar-lo com si fos terreny natural, o la utilització en alguns indrets de gespa sintètica, de colors tan singulars com el groc. A l'àmbit del parc es troba una rèplica del Pavelló de la República construït per a l'Exposició Internacional de París de 1937, obra dels arquitectes Josep Lluís Sert i Luis Lacasa, lloc on va ser exposat per primer cop el Guernica de Picasso. També acull tres escultures de grans dimensions: Forma i espai, d'Eudald Serra i Güell; Dime, dime, querido, de Susana Solano; i Mistos, de Claes Oldenburg. |      |
| 1970 | Jardins de Vil·la Amèlia  | 2,33 ha    | C/ d'Eduardo Conde, 22 (Sarrià-Sant Gervasi) | En aquest terreny es trobava antigament la Quinta Amèlia, una part de la finca de la família Girona, que fou expropiada el 1969. El nom prové d'Amèlia de Vilanova, esposa de l'empresari Ignasi Girona. Es va procedir llavors a una remodelació a càrrec de Joaquim Casamor, que va respectar el traçat sinuós dels camins i la forma dels parterres. El punt neuràlgic del parc és un estany circular, al centre del qual hi ha una illeta amb l'escultura Dríade, de Ricard Sala. Al costat de l'estany hi ha un promontori que fa de mirador —antigament era una cascada—, rodejat de xiprers. De les espècies vegetals convé destacar diversos arbres centenaris, com un eucaliptus que forma part del Catàleg d'Arbres d'Interès Local de Barcelona. Al costat d'un passeig de palmeres washingtònies es troba l'estàtua L'encantador de serps, de Jules Anthone (1887). Hi ha també un turó de terra amb vells pins blancs, i una àrea de jocs infantils vorejada d'arbres de l'amor. |      |
| 1986 | Jardins de Vil·la Cecília | 1,47 ha    | C/ d'Eduardo Conde, 42 (Sarrià-Sant Gervasi) | Aquest terreny va formar part de la finca de la família Girona juntament amb el de la Vil·la Amèlia, i més tard va ser propietat d'Eduardo Conde, fundador dels Magatzems El Siglo, la casa del qual encara es conserva com a centre cívic Casal de Sarrià. El nom prové de Cecilia Gómez del Olmo, esposa de Conde. Van ser creats el 1986 amb un projecte de José Antonio Martínez Lapeña i Elías Torres, el disseny dels quals fou premiat amb el premi FAD d'aquell any. Els jardins tenen un estil postmodern, amb una estructura una mica laberíntica, la qual cerca realçar les diverses placetes que jalonen el recinte. Dels elements de mobiliari urbà en destaquen els bancs, semblants a grans patinets de vius colors, i els fanals, amb formes semblants a arbres. A l'entrada pel carrer Santa Amèlia hi ha una reixa metàl·lica que imita les fulles del Ginkgo biloba, i al seu costat es troba un canal d'aigua al centre del qual se situa l'escultura Ofèlia ofegada, de Francisco López Hernández (1964), en al·lusió a l'Ofèlia del Hamlet de Shakespeare.                                                                                       |      |

### W
| Any  | Nom                          | Superfície | Ubicació                                                                | Notes | Foto |
| ---- | ---------------------------- | ---------- | ----------------------------------------------------------------------- | --- | ---- |
| 1981 | Jardins de Walter Benjamin   | 1,07 ha    | Avda. de Josep Carner / Avda. Paral·lel (Sants-Montjuïc)                | Estan ubicats en una zona límit de la trama urbana en la línia del front marítim fins a la muntanya de Montjuïc, lloc on havien proliferat, des de les acaballes del vuit-cents, magatzems del transport marítim i emmagatzematge de carbó. Segueix l'eix vertebrador de la Barcelona Neoclàssica en la perspectiva que des del Parc de la Ciutadella, ens acosta a la muntanya de Montjuïc. L'actuació s'inscriu en els prolegomens de l'etapa "Del pla al projecte" que Oriol Bohigas definiria en el seu llibre «Reconstrucció de Barcelona» on apareix aquest espai amb el títol de «Jardins de la Porta de Montjuïc» nom que els autors d'aquests jardins -Daniel Navas, Neus Solé i Imma Jansana- li donen en referència a l'antiga porta de la muralla i que encara avui, pot apreciar-se en la grafia que acompanya alguns dels carreus de pedra sorrenca de Montjuïc dels accessos al jardí.[2] |      |
| 2012 | Jardins de Winston Churchill | 0,07 ha    | Ronda del General Mitre, 69-71 / Via Augusta, 257 (Sarrià-Sant Gervasi) | Situats en la cantonada inferior de la intersecció de la Via Augusta i la Ronda del General Mitre, al districte de Sarrià-Sant Gervasi i, més concretament, al barri de Les Tres Torres, molt a prop de l'estació dels FGC de Les Tres Torres, van ser inaugurats el 15 de desembre de 2012. Amb una superfície total de 0,07 hectàrees, conté parterres de gespa, zones de sauló i paviment dur. L'emplaçament ret homenatge a Winston Churchill, polític i escriptor britànic, Primer Ministre del Regne Unit durant la Segona Guerra Mundial i els anys de postguerra, així com Premi Nobel de Literatura l'any 1953. A més, en un dels seus extrems, hi ha una escultura en forma de monòlit de roca de basalt, de 2,20 metres d'alçada amb l'efígie esculpida del primer ministre, abillat amb el seu característic corbatí, de l'escultor Pep Codó, realitzada l'any 2012. Les espècies vegetals plantades són l'abèlia lluent, l'àlber, l'heura, la lantana camara, la magnòlia, la parkinsònia i la troana. |      |

### X
| Any  | Nom                         | Superfície | Ubicació                          | Notes | Foto |
| ---- | --------------------------- | ---------- | --------------------------------- | --- | ---- |
| 2007 | Parc de Xavier Montsalvatge | 2 ha       | C/ Síndic Rahola (Horta-Guinardó) | El parc es troba per damunt de la Ronda de Dalt, al límit amb la serra de Collserola. Fou creat el 2007 amb un projecte de Jaime Coll i Judith Leclerc. Està dedicat al compositor Xavier Montsalvatge, Premio Nacional de Música el 1985. Es troba sobre les Cotxeres d'Horta, un aparcament d'autobusos de Transports Metropolitans de Barcelona. Quan es va construir la cotxera ja estava prevista la construcció d'una coberta ecològica al seu sostre, que aprofitant el pendent del terreny queda al nivell del carrer a la zona superior. Al mateix temps que com a parc, aquesta coberta serveix per a la recollida d'aigües pluvials, a través d'un sistema d'embuts de formigó que condueixen l'aigua fins a un desguàs central. Aquests embuts, de forma circular, marquen la topografia del terreny, ja que creen una sèrie d'illes de diferent configuració, algunes dures i altres de gespa o altre tipus de vegetació, el que fa que s'alterni el color i crea un tapís de diverses tonalitats. Per altra banda, els diferents materials utilitzats fa que es generin dos tipus de paisatge: un de fred, derivat del formigó, la sorra, el marbre i l'heura, ideal per a activitats com el patinatge, el bike trail o els cotxes teledirigits; i altre càlid, procedent del cautxú, l'herba i les enfiladisses, pensat per a l'oci, el passeig o el pícnic. |      |